# Список серий аниме Detective Conan (с 16 сезона)
Здесь представлен список серий аниме «Detective Conan» с 16 сезона (с 466 серии), снятого по одноимённой манге Госё Аоямы.
Отдельная английская адаптация сериала Animax Asia была показана на Филиппинах 18 января 2006 года под названием Detective Conan. Поскольку Animax не смог получить права на дальнейшие телетрансляции, их версия состояла из 52 серий. Сериал продолжался с повторами до 7 августа 2006 года, когда его сняли с эфира. Meitantei Conan также был локализован на других языках, таких как французский, немецкий и итальянский. По состоянию на 2018 год аниме «Детектив Конан» транслировалось в 40 странах мира.
По состоянию на январь 2022 года в Японии продолжается трансляция 31-го сезона сериала.

## Содержание
| Сезон | Серии | Премьера                            |  | Сезон | Серии | Премьера                       |  | Сезон | Серии | Премьера                           |
| ----- | ----- | ----------------------------------- |  | ----- | ----- | ------------------------------ |  | ----- | ----- | ---------------------------------- |
| 16    | 25    | 26 февраля — 3 декабря, 2007        |  | 21    | 35    | 18 февраля — 15 декабря, 2012  |  | 26    | 39    | 21 мая, 2016 — 22 апреля, 2017     |
| 17    | 37    | 14 января, 2008 — 2 февраля, 2009   |  | 22    | 38    | 15 февраля — 16 ноября, 2013   |  | 27    | 41    | 29 апреля, 2017 — 24 марта, 2018   |
| 18    | 42    | 9 февраля, 2009 — 6 февраля, 2010   |  | 23    | 21    | 23 ноября, 2013 — 17 мая, 2014 |  | 28    | 29    | 7 апреля — 22 декабря, 2018        |
| 19    | 42    | 27 февраля, 2010 — 12 февраля, 2011 |  | 24    | 39    | 31 мая, 2014 — 16 мая, 2015    |  | 29    | 33    | 5 января — 16 ноября, 2019         |
| 20    | 40    | 19 февраля, 2011 — 11 февраля, 2012 |  | 25    | 39    | 30 мая, 2015 — 14 мая, 2016    |  | 30    | 40    | 23 ноября, 2019 — 27 февраля, 2021 |

| Сезон | Серии | Премьера                        |
| ----- | ----- | ------------------------------- |
| 31    | 38+   | 6 марта, 2021 — настоящее время |

| Описание | Описание     | Серии |
| -------- | ------------ | --- |
|          | 1 час        | 487, 488, 490, 515, 516, 521, 522, 651, 734, 927, 928. |
|          | 2 часа       | 479. |
|          | 2,5 часа     | - |
|          | Филлер       | 468, 471, 475, 478, 480, 483, 486, 512, 518—520, 527, 536, 539—541, 544, 547—548, 553—556, 562, 565—567, 570, 577, 582, 588, 591, 594—596, 599, 602—607, 629—631, 634—641, 658, 663—666, 669—670, 677—680, 686—689, 692—698, 707—709, 716—721, 726, 729—730, 733, 735—737, 742—743, 750, 753, 757—758, 761—762, 767—769, 774—778, 784, 789—791, 794—803, 805—807, 813, 816—821, 824—826, 829, 833—835, 838—842, 845—846, 851—852, 855—860, 865, 868—871, 875—877, 880, 883—884, 891—893, 898—900, 903—908, 911—915, 918, 921—924, 929—940, 943—951, 955—970, 975—982, 985—992, 996—999, 1002, 1006—1010, 1013—1017, 1021—1023, 1026—1028, 1030—1032, 1036—1037. |
|          | 1 час Филлер | 489, 804, 805. |
|          | Ремейк       | 1000, 1001. |

## Список серий

### Сезон 16 (2007)
| 466 | "Неразбиваемый снежный ком (Часть 1)" "The Unbreakable Snowman (Part 1)" «Warenai Yukidaruma (Zenpen)» (割れない雪だるま(前編)) | 556-558 (54 том)     | 26 февраля, 2007 |
| Молодые детективы и Агаса прибыли на небольшой горнолыжный курорт, где встречают четырёх аспирантов, которые лепят снеговика для художественного проекта. Позже тем же вечером одна из аспирантов, Сакуко Кокура, теряется в метели, и две группы начинают её поиски. Конан находит Кокуру мёртвой у подножия утёса в озере. Полиция заявляет, что Кокура погибла в результате катания на сноуборде. Конан замечает, что на теле не хватает шляпы, очков и перчаток, и считает, что она была убита, и виновником является один из аспирантов. | |                      |                  |
| 467 | "Неразбиваемый снежный ком (Часть 2)" "The Unbreakable Snowman (Part 2)" «Warenai Yukidaruma (Kōhen)» (割れない雪だるま(後編)) | 556-558 (54 том)     | 5 марта, 2007    |
| Гента спотыкается, падает в снег, разбивает нос, и комментирует, как это было больно и солёно. Конан понимает, как было совершено убийство, и собирает подозреваемых вместе с инспектором Мисао Ямамура. | |                      |                  |
| 468 | "Загадочный случай в окрестностях пруда" "The Mysterious Case Near the Pond" «Ike no Hotori no Kaijiken» (池のほとりの怪事件) | Филлер               | 12 марта, 2007   |
| Молодые детективы направляется к пруду, чтобы стать свидетелями того, как сотрудники службы контроля животных пытаются поймать аллигаторную черепаху. Человек по имени Дзиро Нихонмацу утверждает, что это его черепаха; Однако Конан замечает девушку, которая сознаётся, что это она выпустила черепаху из-за парня. Когда инспектор по контролю за животными находит четырёх черепах, Нихонмацу утверждает, что приютит всех, в результате чего Конан начинает подозревать его. Попросив ветеринара сделать рентген черепах, они находят ключ от камеры хранения, где находятся деньги от недавнего кражи со взломом. Конан сообщает, что после кражи со взломом Нихонмацу спрятал деньги в шкафчике и пошел в парк, чтобы сжечь свою маску и перчатки, которые использовались во время ограбления; при этом одна из черепах проглотила ключ от шкафчика. | |                      |                  |
| 469 | "Кайто кид и четыре шедевра (Часть 1)" "Kaitou Kid and the 4 Masterpieces (Part 1)" «Kaitō Kiddo to yon Meiga (Zenpen)» (怪盗キッドと4名画(前編))                                                                                        | 544-547 (53 том)     | 16 апреля, 2007  |
| Такейори Оикава утверждает, что Кайто Кид нацелен на его картину, которая в этот день должна быть представлена миру. Картина — заключительная часть серии из четырёх. Он нанимает Мори Когоро, чтобы защитить картину от Кида. Они размещают картину в укромном помещении с охраной у двери и за окном. Когда происходит отключение электричества, картина украдена, а отец Оикавы, находившийся в комнате, убит. Пока полиция размышляет, как было совершено убийство и виноват ли Кид, Оикава получает письмо от Кида, в котором утверждается, что он украдет правду о нём. Оикава обезображивает письмо, чтобы обвинить Кида в убийстве, и передаёт его Конану. Конан, который подозревал, что Оикава убил своего отца, теперь уверен, что виноват именно он. | |                      |                  |
| 470 | "Кайто кид и четыре шедевра (Часть 2)" "Kaitou Kid and the 4 Masterpieces (Part 2)" «Kaitō Kiddo to yon Meiga (Kōhen)» (怪盗キッドと4名画(後編))                                                                                         | 544-547 (53 том)     | 23 апреля, 2007  |
| После тщательного расследования Конан приходит к выводу, что за тканью никогда не было картины, и что она была подвешена на леске. Конан показывает, что, когда полиция ворвалась в комнату, леска, которую держали за камень на конце, вытащила за окно, создавая ощущение, что человек выпрыгнул из окна. Оикава признаётся и сообщает, что он планировал только серию из трёх, но его отец обманом заставил клиентов купить третью картину, чтобы они доплатили, чтобы он сделал четвертую картину. Оикава, неспособный рисовать из-за смерти жены, планировал сделать вид, что его картина украдена, чтобы спасти свою карьеру. Однако Оикава думал, что его отец раскроет план Оикавы миру и тем самым разрушит его карьеру художника. Конан рассказывает, что отец Оикавы практиковался в подражании стилю Оикавы и закончил четвёртую картину, и его план состоял в том, чтобы передать Оикаве свою картину. Затем Оикава оплакивает смерть своего отца из-за недоразумения. Позже Такаги оказывается Кидом и покидает особняк, помогая в расследовании и очищая свое имя. | |                      |                  |
| 471 | "Арендованная машина, контроль невозможен!" "The Out of Control Rental Car" «Rentakā Seigyo Funō» (レンタカー制御不能) | Филлер               | 7 мая, 2007      |
| Когоро берет Ран и Конана в онсэн на арендованном автомобиле после того, как ему предложили скидку. Затем Когоро получает звонок от инспектора Мегурэ, который говорит, что подрмвник позвонил в полицейский участок, и сказал им, что бомба заложена в машине Когоро и взорвется, когда его скорость упадет ниже 20 км/ч. | |                      |                  |
| 472 | "Приключение юного Кудо Синъити (Часть 1)" "Shinichi Kudo's Childhood Adventure (Part 1)" «Kudō Shinichi Shōnen no Bōken (Zenpen)» (工藤新一少年の冒険(前編))                                                                            | 570-573 (55 том)     | 14 мая, 2007     |
| Класс Конана находит бумажник с запиской от Ран десять лет назад. Конан делится историей о том, как он туда попал, рассказывая о приключениях, которые он пережил в прошлом. Десять лет назад Кудо и Ран проникли в школу по ночью, чтобы расследовать слухи о привидении. Они сталкиваются с таинственным человеком, который утверждает, что он младший брат Синъити, который бросает им вызов в поиске сокровищ; Затем он протягивает им бумажник с письмом, содержащим кандзи «подавить гнев Хайдо». «Подавить гнев» произносится так же, как «Бросить якорь», загадка относится к порту Хайдо. Пара находит ещё одну загадку, спрятанную на пожарном гидранте, которая содержит сообщение «Избавьтесь от обвинений против Тории и уничтожьте печень Гороуко» на кандзи. Конан показывает, что очистка обвинения — это доказательство невиновности в смысле доказательства Уайта (白, Широ), что означает слово Замок (城, Широ), означающее замок Тория. Гороукоу — это ссылка на Мито Комона (水 戸 黄 門). Уничтожение печени означает разрушение середины, поэтому удаление среднего иероглифа Мито Комон даёт Суймон (水 門, букв. Врата Потопа). Пара находит следующую улику возле железнодорожного полотна у шлюзов замка Тория; Смысл загадки: «Сотри эту Метку. Хриплым голосом переноси одиночество». | |                      |                  |
| 473 | "Приключение юного Кудо Синъити (Часть 2)" "Shinichi Kudo's Childhood Adventure (Part 2)" «Kudō Shinichi Shōnen no Bōken (Kōhen)» (工藤新一少年の冒険(後編))                                                                             | 570-573 (55 том)     | 21 мая, 2007     |
| Синъити решает загадку и направляется в школу, где находит следующую загадку на знаке остановки. Письмо содержит смесь иероглифов и символов маджонга, и при чтении произносится «Мэрия Бейки». Оказавшись там, Кудо находит знак на столбе с надписью «S → W». Он предполагает, что это означает закат, и предполагает, что его отец придумал загадку для его развлечения. Вернувшись в настоящее время, Конан понимает, что на самом деле означает загадка. Конан записывает символы порта, замка, шлюзов, почты, средней школы и мэрии. Выявлено, что «S → W» означает с юга на запад, поэтому, когда символы повернуты на 90 градусов, на кандзи появляется шкура Быка. Конан открывает кожаный кошелек, в котором обнаружено послание Юсаку Кудо от Тоити Куроба. | |                      |                  |
| 474 | "Любовь адвоката Кисаки Эри" "Love of Lawyer Eri Kisaki" «Kisaki Eri Bengoshi no Koi» (妃英理弁護士の恋) | 574-575 (55 том)     | 4 июня, 2007     |
| Ран и Конан навещают Эри Кисаки, которые пришли напомнить ей, что сегодня годовщина её первого свидания с Когоро. После телефонного звонка, Эри уходит, чтобы встретиться с кем-то в кафе. Вскоре после того, как кошка Эри, Горо, сбивает вазу, где Ран находит фитографию мужчины и обручальное кольцо её матери. Они замечают, что номер на обратной стороне фотографии совпадает с номером звонящего, из-за чего Ран поверила, что у её матери роман, и поэтому следует за ней в кафе. | |                      |                  |
| 475 | "Гран-при неудачников" "Bad Luck Grand Prix" «Akūn Guran Puri» (悪運グランプリ) | Филлер               | 18 июня, 2007    |
| Когоро и Конана на становится свидетелями наезда и скрытия, в результате которого пострадали два пешехода. Свидетель указывает, что он видел, как машина ждала этих двоих, прежде чем ускориться в их направлении, и Конан приходит к выводу, что это было покушение на убийство. | |                      |                  |
| 476 | "Убойный удар Генты (Часть 1)" "Genta's Certain Kill Shot (Part 1)" «Genta no Hissatsu Shūto (Zenpen)» (元太の必殺シュート(前編)) | 567-569 (55 том)     | 25 июня, 2007    |
| Агаса ведёт молодых детективов в пекарню. Однако Гента решает остаться на подземной стоянке и продолжает набивать футбольным мячом о стену. Когда Гента слышит странный звук, он пропускает удар, впоследствии теряет равновесие и падает на голову, в результате чего он теряет сознание. Когда он просыпается, он ищет футбольный мяч и находит иностранца по имени Хайнен Людгер с серьезной травмой головы. Молодые детективы прибывают, услышав крик Генты. Людгер указывает на Генту и произносит «преступник» и «Эль», прежде чем потерять сознание. Приезжает полиция и выясняет, что преступник искал деньги. Конан сообщает, что во время нападения на парковке было всего три человека. | |                      |                  |
| 477 | "Убойный удар Генты (Часть 2)" "Genta's Certain Kill Shot (Part 2)" «Genta no Hissatsu Shūto (Kōhen)» (元太の必殺シュート(後編)) | 567-569 (55 том)     | 2 июля, 2007     |
| Полиция собирает троих подозреваемых вместе, где Конан объясняет, что преступник похож на Генту, то есть озорного мальчика и эльфа. | |                      |                  |
| 478 | "30 минут реального времени" "Real 30 Minutes" «Riaru 30 Minittsu» (リアル30ミニッツ) | Филлер               | 9 июля, 2007     |
| Когоро, Ран и Конан находятся в торговом центре, когда на третьем этаже происходит убийство. Приезжает полиция и закрывает торговый центр. Конан встречает девушку, которая говорит ему, что видела преступника в черной куртке. | |                      |                  |
| 479 | "Три дня с Хаттори Хэйдзи" "Three Days With Heiji Hattori" «Hattori Heiji to no Mikkakan» (服部平次との三日間) | 559-566 (54-55 тома) | 16 июля, 2007    |
| Когоро, Ран, Конан, Хейджи Хаттори и Кадзуха Тояма на фестивале, где монах просит их раскрыть дело об исчезновении тела в храме. Шакурен, главный монах, отрицает существование тела... На следующий день Хаттори берет Конана с собой, чтобы принять участие в конкурсе реалити-шоу по дедукции между школьными детективами Хейджи Хаттори, Нацуки Кошимицу, Джунья Токицу и Сагуру Хакуба. Находясь там, Токицу убивают, и детективы понимают, что телепрограмма была подделкой... | |                      |                  |
| 480 | "Жёлтое алиби" "Yellow Alibi" «Kiiroi Fuzai Shōmei» (黄色い不在証明) | Филлер               | 23 июля, 2007    |
| Хироко Иноуэ найдена мертвой в своем доме Акирой Таокаокой. В тот день у Китзуки была запланированная встреча с Таокаока, и именно по этой причине он нашёл тело. Таокаока доказывает, что он находился в префектуре Фукусима во время смерти Иноуэ. Конан находит неопровержимые доказательства. | |                      |                  |
| 481 | "Нож ямамбы (Часть 1)" "Mountain Witch's Cutlery (Part 1)" «Yamanba no Hamono (Zenpen)» (山姥の刃物(前編)) | 579-581 (56 том)     | 30 июля, 2007    |
| Агаса и молодые детективы застряли посреди леса. Они решают попросить ночлег в доме, принадлежащем пожилой женщине по имени Иваэ Танака. В то же время Аканэ Ооба, Райто Адати и Фууга Кахара, также попросили ночлег. Той ночью Митцухико идёт в туалет, и видит что-то ужасающее, заставляя его бежать обратно в свою комнату. Вскоре после того, как они слышат женский крик, Ообу позже находят с перерезанным горлом возле дома с Райто рядом с ней. Приезжает полиция и исследует все холодное оружие в доме. Затем Митч восклицает, что, возвращаясь из туалета, нож, который он видел, как Танака точил, пропал. | |                      |                  |
| 482 | "Нож ямамбы (Часть 2)" "Mountain Witch's Cutlery (Part 2)" «Yamanba no Hamono (Kōhen)» (山姥の刃物(後編)) | 579-581 (56 том)     | 6 августа, 2007  |
| Танака отвергает обвинение Мицухико, поскольку это его воображение и полиция продолжают расследование. Агаса отмечает, что его молоток пропал, и офицер нашел молоток в лесу. Позже Конан находит нож с красной ручкой и показывает его полиции. Ни одно оружие не отреагировало на люминол, что поставило офицеров в тупик. Во время расследования Конан понимает, кто убийца. | |                      |                  |
| 483 | "Пропавший патрульный" "The Missing Policeman" «Kieta Omawarisan» (消えたおまわりさん) | Филлер               | 13 августа, 2007 |
| Конан и Молодые детективы сталкиваются с соседкой Аюми, Ясуйо Акимото, которая ищет доброго бородатого полицейского, с которыми она сталкивалась несколько раз на прошлой неделе. В полицейском участке они узнают, что у них нет такого офицера, и растительность на лице противоречит полицейскому уставу. Полиция предполагает, что офицер был связан с серийным ограблением, однако Акимото и пожилая пара не согласны, утверждая, что офицер был слишком добрым и вежливым, чтобы быть грабителем. | |                      |                  |
| 484 | "Поиски «чёрного» фото (Часть 1)" "Whereabouts of the Dark Photograph (Part 1)" «Kuroi Shashin no Yukue (Zenpen)» (黒い写真の行方(前編))                                                                                                 | 582-584 (56 том)     | 20 августа, 2007 |
| Хаттори говорит Конану, что он нашел кого-то, кто знает об отце Эйскэ Хонду; Однако этот человек мертв, но у его внука, Сухэя Нисигуна, есть фотография отца Эйскэ. Конан, Ай и Агаса едут в квартиру Нисигуна и понимают, что кто-то украл фотоальбом Нисигуна и удалил данные с его компьютера. Конан замечает, что в комнате есть пот от преступника, что означает, что ограбление произошло совсем недавно. Конан заключает, что виновником является один из трех друзей Нисигуна, поскольку они единственные люди, у которых есть ключи от его квартиры. | |                      |                  |
| 485 | "Поиски «чёрного» фото (Часть 2)" "Whereabouts of the Dark Photograph (Part 2)" «Kuroi Shashin no Yukue (Kōhen)» (黒い写真の行方(後編))                                                                                                  | 582-584 (56 том)     | 27 августа, 2007 |
| Нисигун звонит всем троим своим друзьям, чтобы спросить, чем они занимались во время ограбления. Конан понимает, кто виноват, из телефонных звонков. Нисигун рассказывает Конану, что отец Эйскэ работал на что-то под названием «Компания». | |                      |                  |
| 486 | "Справа налево «манящая кошка»" "Maneki Neko from the Right to the Left" «Migi Kara Hidari e Manekineko» (右から左へ招き猫) | Филлер               | 3 сентября, 2007 |
| Конан и Ай спасают котенка с дерева и возвращают его хозяину, Тамоцу Исигами, владельцу местного кафе. Женщина врывается в кафе и восклицает, что обнаружила мертвым своего босса, Кэндзо Канемару. Конан, Ай, Когоро и Исигами входят в офис, чтобы подтвердить смерть Канемару, и вызывают полицию. Конан замечает, что кто-то использовал пылесос и выбросил его содержимое, а также находит лапу сломанного Манящего кота. Обнаружив блокнот с разорванной страницей, кровью на перекидных часах в 12:59 и окровавленным отпечатком котенка на окне, Конан раскрывает преступление. | |                      |                  |
| 487 | "История любви полицейских детективов 8: Кольцо на безымянном пальце" "Metropolitan Police Detective Love Story 8 Left Hand's Ring Finger" «Honchō no Keiji Koi Monogatari 8 Hidaride no Kusuriyubi» (本庁の刑事恋物語8 左手の薬指)      | 576-578 (56 том)     | 15 октября, 2007 |
| Когоро приглашен на интервью с писателем детективов Масатакой Морогути. На следующий день Морогичи найден отравленным ядом. Комната была заперта, и ключ был в ладони Морогути; Единственный выход в комнату — небольшое окно, в которое может поместиться только маленький ребёнок. Симона Мивако и Гарри Уайлдер вызываются на место происшествия и считают, что убийца — один из трёх интервьюеров Морогути. После тщательного расследования Конан даёт намеки, позволяя Когоро раскрыть убийство. | |                      |                  |
| 488 | "Дьявол на телестанции" "Devil of the TV Station" «Terebikyoku no Akuma» (テレビ局の悪魔) | 591-593 (57 том)     | 22 октября, 2007 |
| Окино Йоко приводит Молодых детективов в телестудию на экскурсию. Когда они сталкиваются с Онизука Сатана, вокалистом visual kei рок-группы. Молодые детективы решают, получить его автограф для сестры Мицухико. Тем временем убивают директора телеканала, Тэнджи Урусихара. Молодые детективы находит комнату Сатаны, который даёт им автограф. Вскоре после этого Урусихару находит сотрудник, и на студию прибывает полиция. Полиция подозревает, что убийца был Сатана, Сатана возражает, поскольку его грим привлекает внимание, и он не смог бы даже выйти незамеченным, а гримерной нет зеркала, было бы невозможно нанести ему макияж. | |                      |                  |
| 489 | "Очная ставка в зале суда 3: Свидетель - прокурор" "Courtroom Confrontation III Prosecutor as Eyewitness" «Hotei no Taiketsu 3 Mokugekisha wa Kensatsukan» (法廷の対決Ⅲ 目撃者は検察官)                                                  | Филлер               | 26 ноября, 2007  |
| Эри Кисаки просят защитить Хироаки Такэути, которого обвинили в инциденте «наезда и скрытия». Однако доказательства позволяют предположить, что преступление совершила его жена Марико Такэути. Хироаки звонит Рэйко Кудзё и говорит ей встретиться с ним, и он скажет ей правду, и о деле пятилетней давности. Рэйко в сопровождении Марико навещает Хироаки и видит, как он падает с балкона насмерть. Полагая, что её допрос послужил причиной его самоубийства, Рэйко уходит с работы прокурора, но узнает от Эри, что это было убийством. | |                      |                  |
| 490 | "Хаттори Хэйдзи vs Кудо Синъити: Битва умов на горнолыжной трассе" "Heiji Hattori vs. Shinichi Kudo's! The Grand Deduction Battle!" «Hattori Heiji vs Kudō Shinichi! Gerende no Suiri Taiketsu» (服部平次 vs 工藤新一ゲレンデの推理対決) | 518-522 (50-51 тома) | 3 декабря, 2007  |
| Хаттори говорит Конану, что в поездке в средней школе, он встретил лучшего детектива, чем Конан, и вспоминает это дело. На горнолыжном курорте актер по имени Сюхэй Минова убит так же, как его каскадёр Дзиро Мизугами, убитый четыре года назад. Минова убит на подъёмнике, и ему в руку помещают пистолет, что свидетельствует о самоубийстве. Сумка Миновы набита снегом, чтобы предположить, что как и в местной легенде его убила снежная женщина. Перед Хаттори постоянно оказывается неизвестный детектив-среднеклассник, да и кокой-то усатый мужчина… | |                      |                  |

### Сезон 17 (2008—2009)
| 491 | "Столкновение красного и чёрного: Начало" "Clash of Red and Black! (The Beginning)" «Aka to Kuro no Kurasshu (Hattan)» (赤と黒のクラッシュ (発端))                                       | 585-586 (56 том)                  | 14 января, 2008  |
| Конан, Ран и Соноко навещают больного друга в больнице. Там они встречают Эйске, который говорит им, что ищет свою давно пропавшую сестру, которая похожа на Рену Мизунаси. Эйске объясняет, что его сестра намеревалась стать медсестрой, поэтому он ищет её в местных больницах. Конан, подозревает, что Эйсуке знает, что Рена была госпитализирована из-за несчастного случая. Все трое решают навестить Коси Анно, большого поклонника Рены, чтобы подтвердить, действительно ли Рена сестра Эйске. Не имея возможности связаться с Коси, они навещают его мать и узнают, что Коси недавно звонил и просил срочно выслать ему денег, чтобы рассчитаться за недавно начатое дело. Слушая её историю, Конан обнаруживает несоответствия с историей Коси... | |                                   |                  |
| 492 | "Столкновение красного и чёрного: Кровная связь" "Clash of Red and Black! (Blood Relative)" «Aka to Kuro no Kurasshu (Ketsuen)» (赤と黒のクラッシュ (血縁))                              | 587-590 (57 том)                  | 21 января, 2008  |
| Коси подтверждает, что это действительно Рена, и показывает им новостную запись, на которой Рена изображена с той же прической, что и сестра Эйске на фотографии. На видео они узнают, что у Рены группа крови IV+ (AB+). Эйсуке отрицает, что Рена — его сестра, поскольку кровь его сестры в детстве переливали ему; А Эйске утверждает, что у него группа крови I+ (O+). Конан подозревает, что Эйске ищет Рену со скрытым мотивом. Эйске приглашает Ран и Соноко сопровождать его, завтра, в особняк, в котором он жил, и где работала его мать, чтобы забрать недавно найденные вещи своей матери. Когоро, по совпадению, также был нанят для расследования убийства в особняке, которое произошло год назад. Оказавшись там, Эйсуке находит свое свидетельство о рождении, подтверждающее, что у него группа крови I+ (O+). Тем временем Когоро с владельцем особняка Какудзо Окудайра обсуждает убийство своего сына Танго Окудайры. Какузо говорит Когоро, что подозревает, что убийца — один из трёх человек в особняке. | |                                   |                  |
| 493 | "Столкновение красного и чёрного: Крик" "Clash of Red and Black! (Exclamation)" «Aka to Kuro no Kurasshu (Zekkyō)» (赤と黒のクラッシュ (絶叫))                                           | 587-590 (57 том)                  | 28 января, 2008  |
| Какудзо показывает Когоро фотографию тела Танго в бассейне и указывает на белую перчатку, которую носит Танго. Он показывает, что перчатка была той же перчаткой, которую носил их предыдущий дворецкий до того, как он погиб в автомобильной аварии, и что убийство Танго произошло в годовщину смерти дворецкого. Какузо говорит Когоро, что через три дня после смерти Танго он получил белую перчатку и теперь предполагает, что убийца планирует убить его следующим. После обсуждения Когоро и Конан исследуют дом в поисках улик. Когда выключается свет, слышен звук развившейся вазы из комнаты Какудзо, они приходят и находят его повешенным. | |                                   |                  |
| 494 | "Столкновение красного и чёрного: Царство мёртвых" "Clash of Red and Black! (Hades)" «Aka to Kuro no Kurasshu (Meido)» (赤と黒のクラッシュ (冥土))                                       | 587-590 (57 том)                  | 4 февраля, 2008  |
| Конана раскрывает преступление. | |                                   |                  |
| 495 | "Столкновение красного и чёрного: Кома" "Clash of Red and Black! (Coma)" «Aka to Kuro no Kurasshu (Konsui)» (赤と黒のクラッシュ (昏睡))                                                  | 595-598 (57-58 тома)              | 11 февраля, 2008 |
| Конан узнает от Ран, что она не могла связаться с Эйске после зимних каникул. Она говорит ему, что в последний раз Эйске сказал ей, что он нашел кого-то из компании своего отца в центральной больнице Хайдо, той самой больнице, в которой в настоящее время госпитализирована Рена. Конан связывается с Джоди Старлинг, чтобы сообщить ей, что Эйске может искать Рену, и узнает от неё, что отец Эйске, Итан Хондо, был шпионом ЦРУ, которое расследовало деятельность Черной организации. Она рассказывает, что Рена и Черная организация убили его четыре года назад. Конан звонит Ран и спрашивает, как Эйске узнал коллегу. Она отвечает, что Эйсуке узнал этого человека по тону клавиатуры телефона, который воспроизводил песню «Семь детей». Конан понимает, что член Черной организации находится в центральной больнице Хайдо. Опасаясь, что преступный синдикат может быть близок к обнаружению Рены, Конан и ФБР проводят расследование в больнице. Спросив медсестру о подозрительном человеке, ФБР сужает список подозреваемых до госпитализированных пациентов в период с 18 по 21 декабря и начинает поиск члена Черной организации. | |                                   |                  |
| 496 | "Столкновение красного и чёрного: Крыса" "Clash of Red and Black! (Invasion)" «Aka to Kuro no Kurasshu (Shinnyū)» (赤と黒のクラッシュ (侵入))                                            | 595-598 (57-58 тома)              | 18 февраля, 2008 |
| Медсестра рассказывает Конану, что она только что вспомнила, что Эйске в детстве перенёс операцию из-за лейкемии, что повышает вероятность того, что Рена на самом деле может быть его сестрой. Тем временем ФБР удается сузить список подозреваемых до трех пациентов: старика со сломанной ногой, мужчину с растяжением шеи и мужчину с дорсалгией. Конан добровольно вызывается провести тайное расследование, и записать трех пациентов на скрытую камеру. | |                                   |                  |
| 497 | "Столкновение красного и чёрного: Пробуждение" "Clash of Red and Black! (Awakening)" «Aka to Kuro no Kurasshu (Kakusei)» (赤と黒のクラッシュ (覚醒))                                     | 599-604 (58 том)                  | 25 февраля, 2008 |
| Той ночью Рикумичи Кусуду пробирается в комнату медсестры, фотографируя список пациентов, и ФБР приступает к его задержанию. Кусуда показывает, что под его шейным воротником находится взрывчатка, которую он взорвет, если они попытаются его арестовать. Он убегает из больницы на машине, но его преследуют Конан и Акаи. Кусуду убивает себя из собственного пистолета. В то время как ФБР пытается выяснить, как удержать Черную организацию подальше от Рены, Акаи решает, что они должны держать сотрудников больницы в стороне и что он должен подумать о плане засады на них. Позже той же ночью Эйске пробирается в комнату Рены и пытается расспросить её о своей сестре. Разочарованный её коматозным состоянием, он пытается ударить её ножницами, но она хватает его за руку и останавливает. | |                                   |                  |
| 498 | "Столкновение красного и чёрного: Смятение" "Clash of Red and Black! (Disturbance)" «Aka to Kuro no Kurasshu (Kakuran)» (赤と黒のクラッシュ (攪乱))                                      | 599-604 (58 том)                  | 3 марта, 2008    |
| ФБР планирует перевезти Рену в другое место в одном из трёх идентичных фургонов, сделав два других приманками. Позже, Джеймс Блэк получает цветок от покойного Кушыды. В другом месте Черная организация вызывает пищевое отравление в ресторанах города, выпускает ядовитый газ в общественных местах и устраивает пожар в местном театре. В результате этих инцидентов большое количество людей, нуждающихся в медицинской помощи, попадают в больницу. В то время как Конан и Акаи пытаются выяснить планы Черной Организации, они замечают тикающий звук из цветочного горшка Джеймса и понимают, что в нем есть бомба. Агенту Андре Кэмелу и Джоди дается задание взорвать бомбу в изолированном месте. Сделав это, Акаи замечает, что пациентам доставляют посылки, и понимает, что они также содержат взрывчатку, присланную Черной организацией. | |                                   |                  |
| 499 | "Столкновение красного и чёрного: Маскировка" "Clash of Red and Black! (Camouflage)" «Aka to Kuro no Kurasshu (Gisō)» (赤と黒のクラッシュ (偽装))                                        | 599-604 (58 том)                  | 10 марта, 2008   |
| Агенты ФБР собирают взрывчатку, Рена появляется по телевидению, из-за чего они собираются в палате Рены для расследования. Они понимают, что это было частью плана Черной Организации, поскольку взрывчатые вещества, которые собирали агенты, содержали передатчики; Джин, который наблюдает, как передатчики собираются в одном месте, рассказывает своим коллегам о местонахождении Рены в больнице. ФБР инициирует свой план по транспортировке Рены в другое место. Кэмелу поручают транспортировку Рены, в то время как другие агенты ФБР становятся приманками в двух других фургонах. Джоди подозревает, что Кэмел является частью организации, и пытается остановить Кэмела. Кэмел бьёт её и прячет. Три фургона уезжают, их преследуют Кьянти, Корн и Водка. Используя тепловизоры, они могут видеть сквозь фургоны и загружать изображения Джину, который пытается определить, в каком грузовике находится Рена. Вермут следует за Акаи, который тайно сопровождает второй фургон, заставляя их поверить в то, что в грузовике, который преследует Корн, находится Рена. Однако Джин останавливает их и показывает, что Рена находится в фургоне, который ведёт Кэмел. | |                                   |                  |
| 500 | "Столкновение красного и чёрного: Завещание" "Clash of Red and Black! (Testament)" «Aka to Kuro no Kurasshu (Yuigon)» (赤と黒のクラッシュ (遺言))                                        | 599-604 (58 том)                  | 17 марта, 2008   |
| Рена просыпается и избивает Кэмела до без сознания, в результате чего машина разбивается. После освобождения она воссоединяется с другими членами Черной Организации. Кьянти готовится убить Кэмела, но машина взрывается, привлекая внимание прохожих и вынуждая членов Черной организации бежать. Кэмел, переживший взрыв, докладывает Акаи, что миссия прошла успешно. Акаи сообщает ФБР, что он намеренно позволил Черной Организации захватить Рену, чтобы они могли использовать её для получения информации изнутри. Затем он рассказывает об разговоре, который они с Конаном провели с Реной накануне вечером. После того, как Рена останавливала Эйске, Конан, который прятался за шторами, говорит, что Рена действительно сестра Эйсуке. Он объясняет, что из-за лейкемии Эйсуке и лучевой терапии они пересадили Эйске костный мозг Рены и, сделали его группу крови IV+ (AB+). Конан говорит, что он знает, что Рена является частью ЦРУ, и ей было поручено исследовать Черную организацию изнутри. Она рассказывает, что в тот день, когда они с отцом должны были раскрыть личность Черной организации, ей подложили передатчик, в результате чего их поймали. Чтобы защитить свою дочь, Итан создал сценарий, в котором Рена убила его, узнав, что он агент ЦРУ. После того, как Рена застрелила его, Черная Организация была обманута, и Рена продолжила шпионить за Организацией. После разговора Акаи говорит Рене, что планирует вернуть её в Черную организацию. | |                                   |                  |
| 501 | "Столкновение красного и чёрного: Подозрение" "Clash of Red and Black! (Suspicion)" «Aka to Kuro no Kurasshu (Kengi)» (赤と黒のクラッシュ (嫌疑))                                        | 605-609 (58-59 тома)              | 14 апреля, 2008  |
| Рена просит Джина пощадить больницу и её сотрудников, из-за чего Джин подозревает её в нелояльности к организации. В другом месте профессор Агаса ведёт Детективов в ресторан отеля. Они сталкиваются с офицером Такаге, который сообщает им, что президент иностранного агентства талантов был убит всего несколько минут назад. Такаге сообщает им, что подозреваемый — неизвестный иностранец, у которого была встреча с президентом. Конан говорит ему, что подозреваемый, должно быть, все ещё находится в отеле, так как офис президента находится на верхнем этаже, и — с таким небольшим количеством времени — подозреваемый не успел бы избавиться от запаха пороха и сбежать из здания. Полиция задерживает троих подозреваемых-иностранцев, в число которых входит агент ФБР Кэмел. Кэмел является главным подозреваемым из-за его физических особенностей и отказа отвечать на вопросы, касающиеся его профессии, поскольку расследование ФБР в Японии должно оставаться в секрете. Конан просит Джоди прийти и помочь доказать невиновность Кэмела. | |                                   |                  |
| 502 | "Столкновение красного и чёрного: Невиновность" "Clash of Red and Black! (Innocence)" «Aka to Kuro no Kurasshu (Keppaku)» (赤と黒のクラッシュ (潔白))                                    | 605-609 (58-59 тома)              | 28 апреля, 2008  |
| Прибывает Джоди и сообщает полиции, что Кэмел — агент ФБР и что они пара, отдыхающая в Японии. Полиция продолжает расследование и замечает, что записка со словами «Принесите мой смокинг» была вырвана неизвестным преступником. Джоди спрашивает Кэмела, почему он был в Японии два года назад. Он отвечает, что он был на миссии с Акаи, чтобы исследовать Черную организацию. Он говорит ей, что в прошлом он сделал ошибку и раскрыл личность Акаи как агента ФБР синдикату и помешал миссии Акаи в качестве шпиона. Это косвенно привело к тому, что Организация убила любовь Акаи, Акеми Мияно. В другом месте Джин приказывает Рене организовать встречу с Акаи или быть заклейменным как предатель и впоследствии умереть. Акаи получает звонок от Рены и соглашается встретиться с ней, зная, что это засада, устроенная, чтобы лишить его жизни. | |                                   |                  |
| 503 | "Столкновение красного и чёрного: Отчаяние" "Clash of Red and Black! (Ready for Death)" «Aka to Kuro no Kurasshu (Kesshi)» (赤と黒のクラッシュ (決死))                                   | 605-609 (58-59 тома)              | 12 мая, 2008     |
| Конан понимает, почему преступник взял записку, и сообщает инспектору Мегуре свой план по выявлению виновного. Мегуре собирает четырех подозреваемых и ставит стулья позади каждого из них. Затем он говорит им Ширан Пури (知 ら ん 振 り, букв. Притворное Невежество), и все, кроме Тоби Кингса, садятся на свои стулья. Джоди поясняет, что иностранцы узнают «Shiran Puri» как «Sit Down Please» (Сядьте, пожалуйста), и, поскольку Кингс не сел, показывает, что он на самом деле японец. Затем Джоди объясняет, что после того, как Кингс убил президента, он заметил записку и взял её, полагая, что это было предсмертное послание президента, указывающее на то, что Кингс был убийцей. В качестве доказательства они находят пропавшую записку в кармане Кингса. Кингс сознается в убийстве и объясняет, что его американская подруга была обманута с президентом. Его девушка не поняла контракт, так как она плохо говорила по-японски; контракт заставил его девушку работать много часов, что в конце концов привело к её смерти. Согласно контракту, младший брат его девушки будет нести ответственность, если она не сможет продолжать работать. Кингс хотел спасти брата своей девушки и таким образом убил президента компании. | |                                   |                  |
| 504 | "Столкновение красного и чёрного: Гибель при исполнении" "Clash of Red and Black! (Death on Duty)" «Aka to Kuro no Kurasshu (Junshoku)» (赤と黒のクラッシュ (殉職))                      | 605-609 (58-59 тома)              | 19 мая, 2008     |
| Акаи встречается с Реной, которая стреляет ему в грудь. Он замечает машину Джина вдалеке и принимает его смерть, чтобы Рена могла продолжать шпионить изнутри Черной Организации. Рена стреляет Акаи в голову, помещает его тело в машину с установленной взрывчаткой и уходит с места происшествия. Как только бомба взорвалась, она привлекала внимание властей, а позже СМИ сообщали, что было найдено тело, сгоревшее до неузнаваемости. ФБР понимает, что неопознанное тело принадлежит Акаи. Джоди направляется в полицейский участок, чтобы подтвердить смерть Акаи. Она даёт им мобильный телефон Конана, на котором есть отпечаток пальца Акаи, чтобы они могли сравнить его с телом. Полиция подтверждает, что отпечаток пальца, найденный на телефоне, соответствует трупу, и мобильный телефон Конана конфискован в качестве доказательства. Джоди даёт Конану телефон той же модели в качестве замены, не сообщая ему об этом. Конан, замечает изменение серийного номера, и понимает, что Акаи умер. | |                                   |                  |
| 505 | "Показания Кисаки Эри (Часть 1)" "Lawyer Eri Kisaki's Testimony (Part 1)" «Bengoshi Kisaki Eri no Shōgen (Zenpen)» (弁護士妃英理の証言(前編))                                            | 610-612 (59 том)                  | 16 июня, 2008    |
| Эри Кисаки укладывает волосы своим парикмахером Минайо Хасака перед ужином с Когоро, Ран и Конаном в тот вечер. Когоро, который ехал за Эри, находит труп на пункте сбора мусора. Приезжает полиция, и Конан сообщает, что жертва, Широ Нагасаку, была убита во время стрижки, о чем свидетельствуют частицы волос, смешанные с его кровью. Когоро подозревает, что Хасака была убийцей, но Эри возражает против его обвинений, заявляя, что Хасака оставила её только на десять минут, чтобы выбросить мусор возле местного магазина. Эри утверждает, что Хасака не смогла бы отнести тело к подножию холма в течение этого периода времени. Конан замечает, что задний переулок салона Хасаки находится прямо над местом сбора мусора, а магазин находится в противоположном направлении. | |                                   |                  |
| 506 | "Показания Кисаки Эри (Часть 2)" "Lawyer Eri Kisaki's Testimony (Part 2)" «Bengoshi Kisaki Eri no Shōgen (Kōhen)» (弁護士妃英理の証言(後編))                                             | 610-612 (59 том)                  | 23 июня, 2008    |
| Конан раскрывает преступление. | |                                   |                  |
| 507 | "Слепая зона в караоке (Часть 1)" "The Blind Spot in the Karaoke Box (Part 1)" «Karaoke Bokkusu no Shikaku (Zenpen)» (カラオケボックスの死角(前編))                                      | 619-621 (59-60 тома)              | 30 июня, 2008    |
| Эйске возвращается в школу, Ран и Соноко ведут его в караоке, чтобы отпраздновать его возвращение. Конан замечает, что за ними следует странный человек, и предполагает, что он агент ФБР, посланный следить за Эйске. Эйске на подозрительно долгое время уходит в туалет и возвращается с испуганным лицом. Вскоре после этого странного человека находят мёртвым в результате неоднократных ударов по голове тупым предметом. Конан подозревает Эйске в убийстве из-за его странного поведения после возвращения из ванной. Однако Эйске объясняет, что причина, по которой он был так напуган, заключалась в том, что, когда он возвращался в их караоке-зал, он зашёл не в ту комнату и обнаружил, что двое мужчин целуются. Другой мужчина, которого он видел целующим, оказывается женщиной, которая выглядит мужественно, поскольку занимается культуризмом. Полиция решает допросить четырех подозреваемых в убийстве, в том числе Эйске. | |                                   |                  |
| 508 | "Слепая зона в караоке (Часть 2)" "The Blind Spot in the Karaoke Box (Part 2)" «Karaoke Bokkusu no Shikaku (Kōhen)» (カラオケボックスの死角(後編))                                       | 619-621 (59-60 тома)              | 7 июля, 2008     |
| Полиция обыскивает комнаты четырёх подозреваемых в поисках тупого оружия, из которого был убит Тацуми Монива. Снимки на камеры Монивы были проявлены, показывая снимки Соноко. Конан понимает, что этот человек не из ФБР, а преследователь, который нацелился на Соноко. После расследования Конан понимает, кто убийца. По пути домой Эйске просит Конана связаться с Синъити, чтобы он мог попросить разрешения взять Ран с собой в Америку. Конан раскрывает свою личность как Синъити и отклоняет просьбу Эйске. Эйске признает, что знал, что Конан был Синъити с самого начала, и просит его позаботиться о Ран, пока он уезжает в Америку, чтобы продолжить свою карьеру в ЦРУ. | |                                   |                  |
| 509 | "Красный, Белый, Желтый и Юные сыщики" "Red, White, Yellow, and the Detective Boys" «Aka, Shiro, Kiiro, to Tanteidan» (赤白黄色と探偵団)                                                 | 622-624 (60 том)                  | 14 июля, 2008    |
| После школы Конану звонит Джоди и сообщает ему, что Черная Организация отправила нового члена под кодовым именем Бурбон. Тем временем Молодые детективы получают запрос от своего одноклассника Кайто Суиджиура расследовать действия странного человека в его двухэтажном доме, которым владеет его отец. На следующий день Молодые детективы обнаруживают, что дом сгорел. Полиция сообщает, что все жители благополучно покинули здание; Поджигателями подозреваются трое человек, которых не было дома во время пожара. Полиция находит дневник Кайто и читает запись Кайто в день пожара. В дневнике упоминаются три жителя и подсказки: утром «Красный человек» сможет выспаться, так как идёт дождь; «Белый человек» смог помочь ему, когда он упал; подозрительный «Желтый человек» вернулся домой ночью и спорил с отцом Кайто. Они полагают, что «Желтый человек» является виновником, и допрашивают трёх подозреваемых: Рёхей Хосои, неуклюжего плотника, который часто травмируется; Субару Окия, аспирант, поливающий растения в квартире; и Гинья Макабе, дневной трейдер. Полиция раскрывает, что Кайто имеет коллекцию моделей автомобилей и написал в своем дневнике имя Конана как Куросиро (黒 白, букв. «Черное и белое»). | |                                   |                  |
| 510 | "Конан против двойного шифра" "Conan vs. W Code Mystery" «Conan vs Daburu Angō Misuterī» (コナンvs W 暗号ミステリー)                                                                     | 622-624 (60 том) 638-640 (61 том) | 28 июля, 2008    |
| Конан понимает, кто поджигатель, и раскрывает личности «Красного человека», «Белого человека» и «Желтого человека». Субару, подслушивая, как мальчики-детективы говорят о профессоре Агасе, просит их познакомить его с Агасой, чтобы он мог стать учеником и, возможно, найти место для проживания. Хайбара отказывается позволить Субару остаться с профессором, полагая, что он является частью Черной Организации. Конан даёт Субару ключи от своего дома, говоря ему, что Синъити позволит. На следующий день Ран и Соноко направляются в дом Синъити, чтобы прибраться и сталкиваются с Субару. После того, как он засвидетельствовал свои умения дедукции, Соноко решает попросить Синъити и Субару раскрыть дело, связанное с бумажными самолетиками со странными символами, найденными по всему городу, чтобы выяснить, кто раскроет его первым. Конан пишет Рану ответы на свой вывод в тот же момент, когда Субару объясняет свою теорию; Они оба считают, что самолет - сигнал о помощи. | |                                   |                  |
| 511 | "Битва умов. Синъити vs Окия Субару" "Deduction Showdown! Shinichi vs. Subaru Okiya" «Suiri Taiketsu! Shinichi vs. Okiya Subaru» (推理対決!新一VS沖矢昴)                                 | 638-640 (61 том)                  | 4 августа, 2008  |
| Субару показывает, что когда бумажный самолетик развернут, символы ••• - - - ••• являются кодом Морзе для SOS. Субару дают другой найденный самолет с другим дизайном; Самолет содержит нулевой код Морзе с изображением сигнала мобильного телефона на другой стороне. Субару приходит к выводу, что самолет означает, что жертва находится в месте, где нет приема сотовой связи, что означает, что он находится в плену в очень высоком здании. Все трое решают поискать новости по телевидению, чтобы узнать, были ли отправлены ещё самолеты. Они узнают о том, что Икоу Дайта, человек известной компании, был похищен три дня назад, и понимают, что это он отправил бумажные самолетики. По телевидению показали бумажный самолетик другой конструкции; Субару копирует дизайн и понимает, что сообщение говорит им, что Дайта содержится в плену в городе Бейка. Конан, который также разгадал загадку, велит Ран поискать высокие жилые дома с бумажными самолетиками на веранде. После этого они находят Дайту на грани смерти. На следующий вечер показано, как Субару пьет бурбон. | |                                   |                  |
| 512 | "Расколотый гороскоп" "The Broken Horoscope" «Kudaketa Horosucōpu» (砕けたホロスコープ)                                                                                                  | Филлер                            | 11 августа, 2008 |
| Когоро приглашён к известной гадалкой Рейкой Шидзё. Ран просит Шиидзё погадать ей; Шидзё говорит ей, что прочтёт его позже, и даёт Ран в качестве компенсации бриллиантовый брелок ключа от её комнаты. Позже тем вечером гости Шидзё понимают, что она слишком долго находится в своей комнате. Не имея возможности открыть дверь, они видят её мертвой через окно. Один из ее гостей, Кенсуке Кацураги, забирается наверх комнаты Шидзё, пробивает стеклянный потолок и открывает дверь. Прибыла полиция, и их расследование показало, что в комнате Шидзё был специальный ключ, который нельзя было скопировать. | |                                   |                  |
| 513 | "Убийство с ароматом кофе (Часть 1)" "Coffee Aroma with Murderous Intention (Part 1)" «Satsui wa Kōhī no Kaori (Zenpen)» (殺意はコーヒーの香り(前編))                                    | 628-630 (60 том)                  | 1 сентября, 2008 |
| Два телепродюсера, мужчина по имени Сёго Сомей и женщина по имени Майко Кадзуми, просят Когоро сняться в его собственном шоу. Когоро соглашается, и они планируют встречу на следующий день. На следующий день Сомеи забирает Когоро, Ран и Конана, чтобы встретиться со своим менеджером Расаку Накамой, чтобы обсудить шоу. Когда они прибывают в квартиру Накамы на двадцатом этаже, Сомеи показывает, что Накама в последнее время говорил о самоубийстве, что наводит на мысль, что Накама покончил жизнь самоубийством. Они звонят менеджеру квартиры, который открывает дверь и перерезает дверную цепочку, открывая им доступ в комнату. Они находят Накаму, который умер выпив отравленый кофе. Полиция подозревает возможность убийства, исходя из гипотезы, что преступник перед уходом предложил Накаме отравленный кофе и сказал Накаме запереть дверь дверной цепью. | |                                   |                  |
| 514 | "Убийство с ароматом кофе (Часть 2)" "Coffee Aroma with Murderous Intention (Part 2)" «Satsui wa Kōhī no Kaori (Kōhen)» (殺意はコーヒーの香り(後編))                                     | 628-630 (60 том)                  | 8 сентября, 2008 |
| Конан раскрывает преступление. | |                                   |                  |
| 515 | "Телепортация Кайто Кида" "Kaitou Kid's Teleportation Magic" «Kaitō Kiddo no Terepōtēshon Majikku» (怪盗キッドの瞬間移動魔術)                                                            | 631-634 (61 том)                  | 20 октября, 2008 |
| Дзирокичи Судзуки решает вновь бросить вызов Кайто Киду, с помощью туфлей на высоком каблуке со встроенными драгоценностями, стоящими целое состояние, в попытке поймать его. Он помещает их в центре компактной городской площади, чтобы не дать Киду сбежать на его дельтаплане. Кайто Кид прибывает с неба и приземляется на пьедестал. Дзирокичи активирует свою ловушку и поднимает четыре двадцатиметровых сети, чтобы Кид не смог сбежать с площади. Кид хватает туфли и объявляет, что сбежит с помощью телепортации; После того, как он исчезает в облаке дыма, Кид появляется на крыше здания через десять секунд. Он объявляет журналистам, что одна туфля на пьедестале был подделкой, и что он вернётся на следующую ночь за второй. На следующий день Кид пытается украсть её тем же способом, что и раньше, но его останавливает Конан. Затем Киду удается сбежать со своим сообщником и возвращает Туфли, заявляя, что это не тот драгоценный камень, который он искал. | |                                   |                  |
| 516 | "«Фуринкадзан» и загадочные доспехи" "Fūrinkazan - The Mysterious Armoured Knight" «Fūrinkazan Meikyū no Yoroimusha» (風林火山 迷宮の鎧武者)                                             | 613-618 (59 том)                  | 3 ноября, 2008   |
| Когоро нанят семьей Торада, чтобы раскрыть убийство Ёсиро Торада; Йоширо был унесён торнадо и был найден неизвестным преступником, который вместо того, чтобы помочь ему, оставил мертвую многоножку рядом с Йоширо и оставил его умирать. Они считают, что преступник из семьи Тацуо, семьи, к которой они разделяют взаимную ненависть. В то же время семья Тацуо нанимает Хэйдзи для расследования смерти их сына, Кодзи Тацуо, который был найден похороненным под грудой камней, забит до смерти, а рядом с ним поместили мертвую многоножку. Во время расследования Конан, Хэйдзи, сталкивается с третьим детективом по имени Кансукэ Ямато, который расследует то же дело. Их расследования приводят их к мысли, что жертвы и серийный убийца каким-то образом связаны с инцидентом шесть лет назад, когда уважаемый офицер по имени Курото Кай был найден мертвым во время его практики стрельбы из лука. Они узнают, что тело Кая, получившее травмы при падении со скалы, умерло от истощения, что означает, что он был еще жив после падения, и что кто-то оставил его умирать. Той ночью Ран и Казуха замечают тень движущейся брони Такэда Сингена. Когда Аяка Тацуо узнает об этом, она впадает в истерику и запирается в ванной. Спустя несколько мгновений Аяку находят повешенной на дереве с кляпом во рту и мертвой сороконожкой под телом. Они узнают от семьи Тацуо, что многоножки - это отсылка к солдатам Такэды Сингена, которых называли «Многоножками». Семьи также рассказали, что три жертвы вместе с Акирой Тацуо и Сигецугу Торада копались в поисках легендарного сокровища Такэда Сингена. Расследование Конана и Хейджи приводит их к мысли, что убийца следует за фуринказаном, и что следующий преступник умрет смертью, связанной с огнем. В другом месте Сигецугу сгорает возле железнодорожных путей. | |                                   |                  |
| 517 | "«Фуринкадзан». Мрак, удар грома, развязка" "Fūrinkazan - Shadow and Lightning's Conclusion" «Fūrinkazan Kage to Raikō no Ketchaku» (風林火山 陰と雷光の決着)                            | 613-618 (59 том)                  | 10 ноября, 2008  |
| Кансукэ Ямато рассказывает, что Сигецугу зацепил своей удочкой на линии электропередач железной дороги, что привело к его смерти. Он показывает им дневник Сигецугу, в котором объясняется, что четыре жертвы были причиной смерти Курото Кая, и приходят к выводу, что Сигецугу был виновником, который убил трех жертв до совершения самоубийства. Конан и Хейджи исследуют место преступления Аяки и узнают от команды судебно-медицинских экспертов, что на руке Аяки была синяя подводка для глаза, и понимают, кто настоящий убийца. | |                                   |                  |
| 518 | "Реставрация Мэйдзи. Загадочное путешествие (Розыск)" "Meiji Restoration Mystery Tour: Investigation Chapter" «Meiji Ishin Mystery Tour (Tansakuhen)» (明治維新ミステリーツアー(探索編)) | Филлер                            | 1 декабря, 2008  |
| Молодые детективы находятся в алтаре, посвящённом Шоину Ёсида, известному деятелю Реставрации Мэйдзи. Находясь там, они становятся свидетелями того, как двое мужчин пытаются вырвать книгу у женщины по имени Кимико Кобаякава. После того, как двое мужчин сбегают, Кобаякава объясняет, что двое мужчин ищут дневник её дедушки, в котором указано местонахождение сокровища, на которое можно было купить страну. Когоро, Ран и молодые детективы расшифровывают дневник, чтобы найти клад. Во время поиска Кобаякава, Мицухико и Хайбара были похищены двумя мужчинами. | |                                   |                  |
| 519 | "Реставрация Мэйдзи. Загадочное путешествие (Разгадка)" "Meiji Restoration Mystery Tour: Decipher Chapter" «Meiji Ishin Mystery Tour (Kaidokuhen)» (明治維新ミステリーツアー(解読編))    | Филлер                            | 8 декабря, 2008  |
| Похитители звонят на телефон Кобаякавы и требуют от группы Конана найти клад до наступления темноты. | |                                   |                  |
| 520 | "Обвинитель - красное вино" "Indictment by Red Wine" «Wain Reddo no Kokuhatsu» (ワインレッドの告発)                                                                                      | Филлер                            | 15 декабря, 2008 |
| Когоро приглашен в качестве гостя на вечеринку, организованную коллекционером вин по имени Муродзо Хондзё. Исследуя виллу, Конан и Ран замечают, что Хондзё спорит с винным критиком Горо Акамару. Издалека Конан становится свидетелем того, как Хондзё разбивает кирпичом череп Акамару. Конан бежит к ним, но не может найти доказательств нападения. | |                                   |                  |
| 521 | "Убийца - Кудо Синъити" "Murderer, Shinichi Kudo" «Satsujinhan, Kudō Shinichi» (殺人犯、工藤新一)                                                                                        | 646-652 (62 том)                  | 19 января, 2009  |
| Хейджи берет Казуху, Когоро, Ран и Конана в Восточный Окухо после получения письма от Макато Окуда, адресованного Синъити; В письме Синъити предлагается встретиться с ним, чтобы он мог объяснить ошибку дедукции Синъити из его прошлого расследования. По прибытии группа узнает, что Макато пропал без вести более года; Конан отделяется от группы и направляется к месту встречи, указанному в письме, и впоследствии оказывается в ловушке в сарае неизвестным преступником. Конан понимает, что он по ошибке принял противоядие от APTX 4869 вместо своего лекарства от простуды; Он убегает через окно и падает в реку, прежде чем снова стать Синъити. Хейджи и другие находят на берегу Синъити с амнезией; жители деревни верят, что Сирагами, божество, живущее в лесу, прокляло Синъити, что привело к его амнезии. Хайбара говорит Хейджи, что противоядие исчезнет через 24 часа, и если Синъити не вернёт память после возвращения в Конана, его личность будет раскрыта. Хейджи узнает, что Синъити был вызван для расследования убийства мэра и его жены, которое было признано насильственным двойным самоубийством. Журналистка по имени Мисато Кавучи угрожает раскрыть секрет Синъити, если он не признается в инсценировке своей амнезии. На следующий день Кавучи находят с ножевым ранением, а Синъити рядом с ней держит нож. Группа, считает, что Синъити подставили, и скрывают его от властей, пока они не докажут его невиновность. Хейджи пытается понять, как преступник смог подставить Синъити для нанесения удара ножом, и считает, что это связано с прошлым делом, которое Синъити раскрыл. Тем временем Ран бежит в лес, в надежде попросить у Сирагами снять проклятие с Синъити, но теряет сознание после падения со скалы.                                                                         | |                                   |                  |
| 522 | "Истинное лицо Синъити и слезы Ран" "Shinichi's True Face and Ran's Tears" «Shinichi no Shōtai ni Ran no Namida» (新一の正体に蘭の涙)                                                    | 646-652 (62 том)                  | 26 января, 2009  |
| Хейджи и другие находят Ран без сознания в сарае и понимают, что Сирагами отнёс её туда, чтобы залечить её раны. Хэйдзи понимает, как преступник подставляет Синъити. Хейджи показывает, что Синъити - это тот, кто зарезал Кавучи, и никакого трюка не было. Сирагами появляется и оказывается настоящим Синъити, а Синъити с амнезией на самом деле Макото, который перенёс пластическую операцию, чтобы быть похожим на него. Макото признается и заявляет, что смерть мэра не была насильственным двойным самоубийством, а была ограблением, закончившимся убийством, поскольку у мэра не было мотива убить свою жену и себя. Хейджи сообщает, что мэр обнаружил, что у него кровь типа AB, но у его жены и сына была группа O; Это означает, что у его жены был роман, и он не был отцом своего сына и, таким образом, убил свою жену в припадке гнева. Возвращаясь домой, группа замечает, как автомобиль выходит из-под контроля. Они останавливают машину и замечают, что водитель был задушен. | |                                   |                  |
| 523 | "Самый главный вопрос" "What She Really Wants to Ask" «Hontō ni Kikitai Koto» (本当に聞きたいコト)                                                                                       | 653-654 (63 том)                  | 2 февраля, 2009  |
| Полиция остановливает движение у ближайшего пункта оплаты. Синъити и Хэйдзи рассказывают, что жертва умерла во время вождения, о чем свидетельствует температура его тела. Они могут сузить список подозреваемых до трех человек, проверяя время на проездных билетах. Трое подозреваемых раскрывают, что жертвой был известный уличный гонщик, известный под именем Гунпей, который бросил гонку, когда стал причиной смерти человека по имени Акира во время гонки. У каждого из троих есть мотив для убийства. Синъити и Хейджи замечают дыры в окне машины сбоку от водительского сиденья и понимают, как совершается убийство. Они оба показывают, что виновником является Рико Мизухаши, девушка Акиры. После раскрытия убийства противоядие от APTX 4869 начинает исчезать, и Синъити начинает снова превращаться в Конана; Он пытается уединиться для трансформации, но Ран хватает его за руку и отказывается отпускать. | |                                   |                  |

### Сезон 18 (2009—2010)
| 524 | "Синие искры ненависти (Часть 1)" "The Blue Spark of Hate (Part 1)" «Nikushimi no Aoi Hibana (Zenpen)» (憎しみの青い火花(前編))                                                                           | 635-637, конец 654 (61, 63 тома) | 9 февраля, 2009   |
| Противоядие от APTX 4869 начинает исчезать, и Синъити вот-вот снова станет Конаном. Ран держится за него и отказывается отпускать, но Хайбара усыпляет её, и Синъити может снова стать Конаном, и никто этого не заметит. Молодые детективы отправляются в поход, когда в машине профессора Агасы заканчивается бензин, и они застреют посреди горы. Мужчина по имени Гуки Судо проезжает мимо и отказывается помочь их ситуации. Вскоре после этого Содо едет в свой дом на вершине горы, где происходит взрыв. | |                                  |                   |
| 525 | "Синие искры ненависти (Часть 2)" "The Blue Spark of Hate (Part 2)" «Nikushimi no Aoi Hibana (Kōhen)» (憎しみの青い火花(後編))                                                                            | 635-637, конец 654 (61, 63 тома) | 16 февраля, 2009  |
| Конан раскрывает преступление. | |                                  |                   |
| 526 | "Подарок от настоящего преступника" "A Present from the True Culprit" «Shinhannin Kara no Todokemono» (真犯人からの届け物)                                                                                | 641-642 (61-62 тома)             | 23 февраля, 2009  |
| Когоро, Ран и Конан находятся в кафе Пуаро, но узнают, что брат Азусы является подозреваемым в убийстве. Официантка Азуса Эномото допрошена властями о её брате Сугихито Эномото. Когда пакет с печеньем доставляется Азусе, она уходит за покупками, а Такаги сопровождает её. Такаги возвращается, и сообщает, что Азуса сбежала от него и, как предполагается, встречается со своим братом. | |                                  |                   |
| 527 | "Зло, затаившееся в театре масок" "Evil Intent Hidden Behind a Mask" «Kamengeki ni Himeta Akui» (仮面劇に秘めた悪意)                                                                                      | Филлер                           | 2 марта, 2009     |
| Когоро приглашен менеджером театра для расследования странных происшествий. В то время как Конан отправляется на собственное расследование, он подслушивает, что Хироши Комадзука, один из главных действующих лиц, планирует заменить фальшивую рапиру на настоящую, чтобы убить Роберта Банно, другого главного актера, в сцене боя на мечах в пьесе. Комазука понимает, что Конан его подслушал, и заперает его в саркофаге в кладовой... | |                                  |                   |
| 528 | "Поддаться, чтобы разгадать (Часть 1)" "Might Over Mystery (Part 1)" «Yawa Yoku Nazo o Seisu (Zenpen)» (柔よく謎を制す(前編))                                                                             | 643-645 (62 том)                 | 9 марта, 2009     |
| Эри приглашает Ран и Конана на ужин вместе со своей подругой Юко Арисавой. Юко говорит Эри, что кто-то преследует её мужа и хочет, чтобы она помогла. Её муж, Широ Арисава, звонит ей и сообщает, что в настоящее время идёт на поминки и будет дома через два часа. После обеда Юко ведёт их всех к себе домой, и там они находят Широ, задушенного своим галстуком. Странное поведение Юко заставляет Конана и Эри подозревать её в убийстве мужа, но не могут опровергнуть её алиби. | |                                  |                   |
| 529 | "Поддаться, чтобы разгадать (Часть 2)" "Might Over Mystery (Part 2)" «Yawa Yoku Nazo o Seisu (Kōhen)» (柔よく謎を制す(後編))                                                                              | 643-645 (62 том)                 | 16 марта, 2009    |
| Эри и Конан разоблачают преступника. | |                                  |                   |
| 530 | "Разрушенный городской миф (Часть 1)" "The Truth of the Urban Legend (Part 1)" «Toshi Densetsu No Shōtai (Zenpen)» (都市伝説の正体(前編))                                                                 | 625-627 (60 том)                 | 18 апреля, 2009   |
| Был замечен человек, убивающий людей молотком, получивший название «Человек-молот», убегающим в квартиру после нападения на женщину. Сато и Такаги следят за квартирой, а позже их встречают Конана, Ран и Соноко. С периодичностью в десять минут, в квартиру входят три курьера. Они были допрошены полицией, и все трое сказали что лично заказчика не видели, и действовали по инструкции на столе. Затем полицейские понимают, что во время допроса никто не следил за квартирой. Они входят в квартиру и находят без сознания человека в маске. Конан снимает маску и замечает, что человек потерял сознание от удара молотком, и приходит к выводу, что человек с молотком выдал себя за одного из трех курьеров. | |                                  |                   |
| 531 | "Разрушенный городской миф (Часть 2)" "The Truth of the Urban Legend (Part 2)" «Toshi Densetsu No Shōtai (Kōhen)» (都市伝説の正体(後編))                                                                  | 625-627 (60 том)                 | 25 апреля, 2009   |
| Конан разоблачает преступника. | |                                  |                   |
| 532 | "Шрам первой любви" "The Scar of First Love" «Hatsukoi no Kizuato» (初恋の傷跡) | 667-669 (64 том)                 | 2 мая, 2009       |
| Слепая богатая женщина по имени Сёдо Куроми просит Мори помочь ей найти мальчика, который спас ей жизнь в прошлом; единственная подсказка состоит в том, что у мальчика должен быть большой шрам на торсе. Ей удалось сузить круг до двух человек, и они оба остались в её доме. Конан тем временем замечает, что полиция следит за домом женщины. Он находит Киёнагу Мацумото, который говорит Конану, что здесь может быть серийный убийца, так как у убийцы также есть шрам на груди. В ванной Мори замечает, что у дворецкого тоже есть шрам на торсе. | |                                  |                   |
| 533 | "Шрам из прошлого" "The Scar that Invokes the Past" «Kako o Yobu Kizuato» (過去を呼ぶ傷跡) | 667-669 (64 том)                 | 9 мая, 2009       |
| Конан выясняет кто является мальчиком. Киёнага врывается и обвиняет одного из мужчин со шрамом в серийном убийстве. Мужчина показывает, что он скопировал шрам у незнакомого человека несколько лет назад, который, как они понимают, является серийным убийцей. На следующий день криминальный психолог по имени Доджи Хирамунэ бросает вызов серийному убийце, чтобы тот раскрылся. Он живет в том же жилом комплексе, что и Аюми, где останавливаются Молодые детективы. Позже Ай рассказывает Конану, что видела таинственного человека, насвистывающего «Let It Be», что является привычкой серийного убийцы. | |                                  |                   |
| 534 | "Новый шрам и насвистывающий мужчина" "The New Scar and the Whistling Man" «Arata na Kizuato to Kuchibue no Otoko» (新たな傷跡と口笛の男)                                                                 | 670-673 (64 том)                 | 16 мая, 2009      |
| Конан находит Хирамунэ убитым с выжженной на спине буквой «Z». Прибывшие полицейские были сбиты с толку, так как ожидаемая буква была «N», поскольку предыдущие жертвы имели буквы «E», «S», «W». Они замечают, что левая рука Хирамуна была на клавиатуре на клавишах «Ctrl» и «C», а правая рука держала провод мыши. Молодые детективы решают сопровождать Такаги на допросе родственников жертв. Затем Конан понимает, что жертвы объединяет одно - маджонг. | |                                  |                   |
| 535 | "Застарелый шрам и полицейский дух" "The Old Scar and the Inspector’s Soul" «Furuki Kizuato to Keiji no Tamashii» (古き傷跡と刑事の魂)                                                                    | 670-673 (64 том)                 | 23 мая, 2009      |
| Позже Такаги приходит к выводу, что Кибо Докуро - серийный убийца. Конан замечает что-то странное в сообщении Хирамунэ, и понимает, что его сообщение указывает на то, что человек, убивший его, был подражателем. Конан раскрывает преступника. | |                                  |                   |
| 536 | "Секрет пропавшего шедевра" "The Secret of the Vanished Masterpiece" «Kie ta Meiga no Himitsu» (消えた名画の秘密)                                                                                         | Филлер                           | 30 мая, 2009      |
| Молодые детективы решают исследовать жуткий особняк, но понимают, что в настоящее время в доме живет мужчина, который реконструировал сад. На следующий день выясняется, что человек, живший в особняке, Рокуро Вада, умер. Они узнают от Кейити Ягами, агента Вады, который продает его картины, что Вада работал над шедевром в особняке в течение трех месяцев. Они решают обыскать особняк в поисках картины... | |                                  |                   |
| 537 | "Кайто Кид против надёжнейшего сейфа (Часть 1)" "Kaitō Kid vs the Strongest Vault (Part 1)" «Kaitō Kiddo VS Saikyō Kinko (Zenpen)» (怪盗キッドVS最強金庫(前編))                                           | 674-676 (64-65 тома)             | 13 июня, 2009     |
| Дзирокичи Судзуки получает письмо от Кайто Кида, в котором говорится, что Кид планирует открыть непробиваемый сейф, Железный Тануки. Однако письмо написано не в обычном стиле Кида, что толкает на мысль об самозванце. Соноко приглашает Ран, Когоро и Конана в дом Дзирокичи. После проверки безопасности сейфа обнаруживается, что карточка Кайто Кида в своем обычном стиле подтверждает план по открытию сейфа. Конан подозревает, что Кайто Кид - один из трех недавно нанятых сотрудников Дзирокичи. Однако Дзирокичи продолжает объявлять, что это работа самозванца, из-за чего Конан подозревает Дзирокичи в том, что он Кид. | |                                  |                   |
| 538 | "Кайто Кид против надёжнейшего сейфа (Часть 2)" "Kaitō Kid vs the Strongest Vault (Part 2)" «Kaitō Kiddo VS Saikyō Kinko (Kōhen)» (怪盗キッドVS最強金庫(後編))                                            | 674-676 (64-65 тома)             | 20 июня, 2009     |
| Недавно нанятые горничная и советник сообщают Конану о странном поведении Дзирокичи. Они показывают, что после ужина всегда не хватает двух тарелок, и Дзирокичи всегда приносит с собой трость в сейф. Дзирокичи просит у горничной руки, и они идут в его комнату. Дзирокичи уезжает со своим телохранителем. Вскоре после этого Дзирокити без сознания находят связанным, а его комнату и записку Кайто Кида находят на сейфе. Это заставляет всю полицию, охраняющую сейф, покинуть свою позицию и погнаться за «Джирокичи». Тем временем Конан входит в комнату с сейфом, обнаруживая, что горничная была переодетым Кайто Кидом. Конан показывает, что первое сообщение «Кайто Кид» на самом деле было сделано Дзирокичи с просьбой о помощи. Внутри сейфа обнаруживается собака Дзирокичи, Люпен. | |                                  |                   |
| 539 | "Наследство для глупцов" "The Inheritance to a Foolish Person" «Orokamono e no Isan» (愚か者への遺産) | Филлер                           | 4 июля, 2009      |
| Во время прогулки Конан, Ран и Когоро слышат выстрел из дома. Направляясь на расследование, Когоро не смог поймать человека в маске, который пробегает мимо них. Конан находит мертвого человека с засохшей кровью и белым порошкообразным веществом на рубашке. Выясняется, что этот человек, Хисэмон Ягути, умер несколько часов назад, и его трое сыновей являются подозреваемыми в убийстве. | |                                  |                   |
| 540 | "День, когда Мори Когоро перестал быть детективом (Часть 1)" "The Day Kogoro Mori Discontinues His Detective Business (Part 1)" «Mōri Kogorō Tantei Haigyō no Hi (Zenpen)» (毛利小五郎探偵廃業の日(前編)) | Филлер                           | 11 июля, 2009     |
| Когоро получает запрос от клиента по имени Рёзо Гамо, чтобы найти свидетеля, чтобы подтвердить его алиби. На шестой день Гамо звонит Когоро и говорит, что потерял надежду. На следующий день Гаму находят повешенным в лесу в часе езды от него. Полиция подозревает, что это самоубийство, но Когоро показывает, что это убийство, поскольку Гамо мог убить себя дома, если бы захотел. После допроса племянника Гамо, Кёсукэ Араи, Когоро возвращается домой, чтобы найти репортеров, которые расспрашивают Когоро о самоубийстве, которое, как выяснилось, было убийством. На следующий день Когоро направляется на ипподром и встречается с детективом Исао Такеока, детективом, ложно обвинившим Гаму в преступлении пять лет назад. Они работают вместе, исследуют связи Рёзо и оказываются в доме его племянника. Они допрашивают Араи и раскрывают, что его мотивом убийства будет наследство. На следующий день Араи находят в своем доме повешенным, и Когоро решает снять вывеску детективного агентства. | |                                  |                   |
| 541 | "День, когда Мори Когоро перестал быть детективом (Часть 2)" "The Day Kogoro Mori Discontinues His Detective Business (Part 2)" «Mōri Kogorō Tantei Haigyō no Hi (Kōhen)» (毛利小五郎探偵廃業の日(後編))  | Филлер                           | 18 июля, 2009     |
| Полиция продолжает поиск подозреваемого в убийстве. Заинтересованная Когоро толстая женщина заставляет его пойти на пробежку. Он одалевает грабителей и сопровождает её в больницу. Оказавшись там, Когоро подслушивает, как пациент обсуждает Гамо и его медицинское обследование, которое проводилось в тот день, когда Когоро встретился с ним... | |                                  |                   |
| 542 | "Скала Иккаку, где исчезает рыба (Часть 1)" "The Disappearing Fish at Ikkaku Rock (Part 1)" «Sakana ga Kieru Ikkaku Iwa (Zenpen)» (魚が消える一角岩(前編))                                                | 664-666 (64 том)                 | 25 июля, 2009     |
| После рыбалки Субару Окия забирает Конана и Молодых детективов с рыбацкой пристани, пока профессор занят. По пути домой они решают исследовать остров под названием Скала Иккаку и наталкиваются на тело мертвой женщины. По её наручным часам с именем, Конан делает вывод, что это Акамине Хикари, дочь главы известной компании. Конан указывает, что Акамине была убита, и показывает, что её предсмертное послание было названиями рыб «Скумбрия, Карп, Морской лещ и Камбала» в катакане. Спутники Акамине по дайвингу Ото Рокусукэ, Аосато Шухей, Кайта Ясудзи прибывают на остров и рассказывают, что Акамине пропала без вести во время их последнего погружения, но они подумали, что она в порядке, из-за её сообщения «Позаботьтесь об остальном». | |                                  |                   |
| 543 | "Скала Иккаку, где исчезает рыба (Часть 2)" "The Disappearing Fish at Ikkaku Rock (Part 2)" «Sakana ga Kieru Ikkaku Iwa (Kōhen)» (魚が消える一角岩(後編))                                                 | 664-666 (64 том)                 | 1 августа, 2009   |
| Пока инспектор Джуго Йокомидзо допрашивает спутников, Молодые детективы» пытаются выяснить значение умирающего сообщения. Конан понимает, что на часах Акамине слово «рыба» зацарапано, и расшифровывает сообщение, убрав иероглиф «Сакана» (魚). Конан разоблочает преступника. Позже той же ночью Субару пьет бурбон. | |                                  |                   |
| 544 | "Рука, бьющая не в такт" "The Hand That Plays in Dissonance" «Fukyōwaon o Kanaderu Te» (不協和音を奏でる手)                                                                                               | Филлер                           | 8 августа, 2009   |
| Конан, Когоро и Ран посещают концерт в местном универмаге. После того, как барабанщик Юсуке Накамура узнает о компакт-диске, который ищет Ран, он говорит ей следовать за ним в складское помещение, где у него есть его копия. Там они обнаруживают мертвую вокалистку Юкико Ватанбе в кладовой. Группа допрашивается полицией, и они узнают, что Юкико планировала присоединиться к другой группе. Ран говорит Конану, что она заметила, что барабан за пределами кладовой изменил положение, и Конан понимает, кто убийца. | |                                  |                   |
| 545 | "Ведьма, окутанная туманом (Часть 1)" "A Witch Enshrouded in Fog (Part 1)" «Kiri ni Musebu Majo (Zenpen)» (霧にむせぶ魔女(前編))                                                                          | 661-663 (63 том)                 | 5 сентября, 2009  |
| Конан, Когоро и Ран проезжают через гору Фуяна по пути домой, и их останавливает Мисао Ямамура, который перекрыл дорогу, чтобы поймать Белую Ведьму, женщину, которая водит белый автомобиль «FD» и бросает вызов людям в гонках. Когда ведьма дрифтует, шина издает звук, похожий на женский крик. Ямамура рассказывает, что его бабушка боролась с ведьмой, но сдалась, когда ведьма взлетела в воздух. Когоро решает выяснить личность ведьмы и возвращается на гору Фуяна на следующий день, взяв с собой Конана и Ран. После встречи с ведьмой Когоро устраивает с ней дрэг-рейсинг, но останавливается, когда Конан показывает, что ведьма выехала с дороги. Когоро говорит Ямамуре, чтобы он остановил всех водителей Белых «FD» и дождался его прибытия. Оказавшись там, Когоро допрашивает три пары подозреваемых, чтобы выяснить, какая из них ведьма. | |                                  |                   |
| 546 | "Ведьма, окутанная туманом (Часть 2)" "A Witch Enshrouded in Fog (Part 2)" «Kiri ni Musebu Majo (Kōhen)» (霧にむせぶ魔女(後編))                                                                           | 661-663 (63 том)                 | 12 сентября, 2009 |
| Позже в тот же день Конан понимает, что преступники создали мираж, пролетевший в воздухе, и говорит Когоро, что завтра они схватят ведьму... | |                                  |                   |
| 547 | "Два дня с преступником (День первый)" "Two Days with the Culprit (First Day)" «Hannin to no Futsukakan (Ichinichime)» (犯人との二日間(一日目))                                                           | Филлер                           | 19 сентября, 2009 |
| Человек по имени Рёсукэ Омине угрожает Казуёси Онде, президенту игровой компании, что бы тот заплатил его разработчику игры деньги, которых он заслуживает. Во время спора Омине случайно стреляет в Онду из пистолета и покидает место преступления. На следующий день Ран и Соноко ведут Конана в кафе-мороженое в торговом центре. Конан слышит, как Такаги и офицер полиции обсуждают, как Омине похитил девочку и взял её в заложники. Конан ищет девочку на стоянке и освобождает её из рук Омине. Однако Омине захватывает Конана и использует его в качестве заложника. Преследуемые полицией, двое прячутся в подвале склада. Конан наблюдает за Омине и, подтверждая, что он не вооружён, пытается сбежать. Неизвестный мужчина пытается застрелить Конана, но его спасает Омине. В другом месте Когоро допрашивает друзей Омине и понимает, что у трех других людей есть мотив убить Онду. Конан понимает, что дело не только в простом убийстве, и звонит профессору Агасе, чтобы спрятать его и Омине от полиции. | |                                  |                   |
| 548 | "Два дня с преступником (День второй)" "Two Days with the Culprit (Second Day)" «Hannin to no Futsukakan (Futsukame)» (犯人との二日間(二日目))                                                            | Филлер                           | 26 сентября, 2009 |
| В доме Агасы, Омине сообщает, что купленный им револьвер предположительно было заряжен холостыми патронами и использовалось только для того, чтобы напугать Онду. После того, как Онда был застрелен, он рассказывает, что выбросил револьвер . Конан, Омине, Ран и Когоро решают найти револьвер. Конан разоблачает преступника. | |                                  |                   |
| 549 | "Тайна суши на конвейере (Часть 1)" "The Revolving Sushi Mystery (Part 1)" «Kaiten Sushi Misuterii (Zenpen)» (回転寿司ミステリー(前編))                                                                   | 655-657 (63 том)                 | 3 октября, 2009   |
| Агаса ведёт Детективов в конвейерный суши-ресторан. Находясь там, Рюузу Агацума, кулинарный критик, теряет сознание от отравления цианидом. | |                                  |                   |
| 550 | "Тайна суши на конвейере (Часть 2)" "The Revolving Sushi Mystery (Part 2)" «Kaiten Sushi Misuterii (Kōhen)» (回転寿司ミステリー(後編))                                                                    | 655-657 (63 том)                 | 10 октября, 2009  |
| Конан выясняет как было совершено убийство. | |                                  |                   |
| 551 | "Преступник - отец Генты (Часть 1)" "The Culprit is Genta's Dad (Part 1)" «Hannin ha Genta no Touchan (Zenpen)» (犯人は元太の父ちゃん(前編))                                                              | 658-660 (63 том)                 | 17 октября, 2009  |
| Отец Генты участвует в конкурсе, в котором может принять участие любой, кто носит фамилию Кодзима. Разыгрываются призы в размере 10 миллионов иен и японская картина кабана стоимостью 30 миллионов. Картина кабана была создана вместе с японской картиной оленя и бабочки, и, по слухам, когда все трое собраны вместе, приносят удачу. Хозяин - богатый предприниматель по имени Гонсаку Кодзима, которому принадлежали все трое; Выясняется, что он потерял картины с оленями и бабочками и поэтому решает предложить картину кабана победителю конкурса, поскольку она бесполезна без двух других картин. Конан и Молодые детективы присутствуют на соревнованиях, услышав, как отец Генты прошел предварительные этапы в качестве одного из трех финалистов. Когда объявляют, что соревнование отменяется, Конан замечает, что у диктора на рукаве кровь, и начинает расследование. Конан узнает, что хозяин был убит, когда его столкнули с лестницы, пока он боролся за лист бумаги. Поскольку три финалиста были единственными на этом этаже в то время, трое, включая отца Генты, являются основными подозреваемыми. | |                                  |                   |
| 552 | "Преступник - отец Генты (Часть 2)" "The Culprit is Genta's Dad (Part 2)" «Hannin ha Genta no Touchan (Kōhen)» (犯人は元太の父ちゃん(後編))                                                               | 658-660 (63 том)                 | 24 октября, 2009  |
| Полиция допрашивает трех финалистов и выясняет, что у всех троих одинаковый размер обуви, одинаковый голос и все они левши. Когда в сумке Гонсаку находят пистолет, слуга Гонсаку рассказывает, что банда, Хякки Яко, вторглась в дом Гонсаку, украла изображения оленя и бабочки и убила собаку Гонсаку. Во время вторжения Гонсаку пощадили из-за того, что лидер банды носит ту же фамилию, что и Гонсаку, Кодзима. Конан приходит к выводу, что Гонсаку организовал соревнование по поиску лидера банды. Конан понимает, что Гонсаку выяснил, кто был лидером банды, из-за финального соревнования, где соперники должны прочитать один кандзи, написанный на листе бумаги. | |                                  |                   |
| 553 | "Комната для допросов" "The Interrogation Room" «Za・Torishirabeshitsu» (ザ・取調室) | Филлер                           | 31 октября, 2009  |
| Двое мужчин по имени Фумитака Тогаши и Цунео Хакамада освобождены условно-досрочно. На следующий день Тогаси осужден за убийство офицера по условно-досрочному освобождению Такехико Сакураба. Когоро пытается убедить Тогаши, давшего клятву молчания, рассказать ему всё об убийстве. | |                                  |                   |
| 554 | "Таинственное путешествие к аистам (Поиски Ран)" "Stork Mystery Tour (Ran's Search Part)" «Kounotori Misuterii Tsuaa (Ran sōsaku hen)» (こうのとりミステリーツアー(蘭捜索編))                             | Филлер                           | 7 ноября, 2009    |
| Когоро и Ран отводят молодых детективов в онсэн в Киносаки, Хёго, чтобы Конан мог вылечить растяжение лодыжки. Там Ран встречает маленькую девочку по имени Харуна. Ран узнает, что Харуна одна, и сопровождает её, но не знает, что таинственный мужчина тайно преследует пару. Пока Когоро даёт интервью по имени Куичи Юмото, Конан замечает, что Ран отсутствует, и спрашивает Детективов, видели ли они её. Мицухико показывает сделанную им фотографию, на которой видно, что Ран идёт за Харуной, а на заднем плане и таинственного человека. Не имея возможности связаться с Ран по телефону, они обсуждают вероятность того, что мужчина схватил Ран и девочку. Хэйдзи случайно сталкивается с группой, и рассказывает, что его нанял отец Харуны, Шухей Табусе, для её поиска. Хейджи берет Когоро и Конана на встречу с Шухэем, пытаясь найти ключ к разгадке мотива Харуны к побегу из дома. Шухей рассказывает, что Харуна посещал музей, когда «Радужное дитя», художественная скульптура, созданная его бывшей женой, была украдена, и вместе с ней пропала Харуна. В другом месте таинственный человек использует электрошокер на Ран, и загоняет Харуну в угол. | |                                  |                   |
| 555 | "Таинственное путешествие к аистам (Преследование Харуны)" "Stork Mystery Tour (Haruna's Tracking Part)" «Kounotori Misuterii Tsuaa (Haryouna Tsuiseki Hen)» (こうのとりミステリーツアー(陽菜追跡編))     | Филлер                           | 14 ноября, 2009   |
| Харуну нашли без сознания и доставили в больницу. Пока её родители спорят, Харуна сбегает из больницы, вспомнив, что мужчина угрожал убить Ран, если она не доставит ему «Радужного ребенка». После долгих поисков Конан и его товарищи находят Харуну в доме её тети и ловят таинственного человека. Выясняется, что этим человеком является Юмото, который рассказывает, что человек заплатил ему за то, чтобы он забрал Радужного ребенка у Харуны. Конан показывает, что таинственный человек на фотографии Камачи. | |                                  |                   |
| 556 | "Перекресток ужаса" "The Fearful Intersection" «Kyoufu no Kousaten» (恐怖の交差点) | Филлер                           | 21 ноября, 2009   |
| По дороге домой Когоро, Ран и Конан становятся свидетелями столкновения между зеленой и красной автомобилями. Мужчина в красной машине, Сюн Хаями, погиб в результате столкновения из-за того, что его машина загорелась. Во время допроса Сэйдзи Куруматани, человека в зеленой машине, полиция утверждает, что не видел машину на перекрестке, это и стало причиной аварии. Конан, подозревая преднамеренное убийство, упоминает, что они видели две машины в магазине, и полиция допрашивает владельца магазина, чтобы подтвердить это. Владелец магазина говорит им, что видел, как Хаями и Куруматани спорили перед его магазином. | |                                  |                   |
| 557 | "Опасная парочка" "Accompany with a Dangerous Pair" «Kiken na Futari Tsure» (危険な二人連れ) | 680-681 (65 том)                 | 28 ноября, 2009   |
| Агаса и Хайбара оказываются в затруднительном положении из-за поломки их машины. Их подвозят подозрительные мужчина и женщина. Хайбара подозревает, что они являются частью Черной организации, когда узнает, что они заинтересованы во встрече с помощником Когоро, Конаном, и как этот человек хочет показать им свое «полубийство». Находясь в зоне отдыха, Хайбара связывается с Конаном, который отправляется к ним на своем скейтборде. Оказавшись там, Конан обнаруживает, что двумя подозрительными людьми были Кансукэ Ямато и Юи Эухара. В офисе Когоро Конан объясняет, что узнал, кем они были, из-за их диалекта нагано. Он объясняет, что «полубийство» было старомодным прозвищем для ботамочи. Ямато и Эухара рассказывают Когоро, что они пришли попросить его раскрыть убийство с предсмертным посланием на красной стене. | |                                  |                   |
| 558 | "Особняк смерти и красная стена (Три посещения)" "The Death Mansion and the Red Wall (Grateful Invitation)" «Shibou no Yakata, Akai Kabe (Sankonorei)» (死亡の館、赤い壁 (三顧の礼))                      | 682-686 (65-66 тома)             | 5 декабря, 2009   |
| Ямато и Эухара привозят Когоро, Ран и Конана в особняк. Эухара показывает, что особняк в прошлом принадлежал богатому человеку; Однажды этот человек решил найти талантливых людей и дать им жильё в особняке, пока они не осуществят свою мечту. Эухара показывает, что шесть человек, Сюсаку Акаси, Аой Кобаши, Наоки Мидорикава, Сёдзи Ямабуки, Такуто Момосе и Широ Найко, называли друг друга цветами, которые звучат созвучно с их именами. Их звали Ака (赤, красный), Ао (青, синий), Мидори (緑, зелёный), Ямабуки (山 吹, золотисто-желтый), Момойро (桃色, розовый) и Широ (白, белый) соответственно. Ямато показывает, что двери в особняке распахнулись наружу и кто-то использовал кучу ящиков, заполненных книгами, чтобы заманить Акаши в ловушку внутри комнаты. Они исследуют комнату и обнаруживают, что одна стена комнаты выкрашена в красный цвет, а в центре комнаты белый и черный стулья, поставленный спиной к спине и прибитый к полу, при этом белый стул обращен к красной стене. Соперник Ямато, Такааки Морофуши, чье имя по-китайски можно прочитать как Комей, прибывает и рассказывает, что он был первым, кто нашел тело, когда доставлял цветы покойной Аой, который умер от сердечного приступа в кладовой дома. Конан указывает, что преступник знал, что дверь в доме открывается наружу, и расположение коробок с книгами, что означает, что преступник — один из трёх человек, которые раньше жили в особняке. | |                                  |                   |
| 559 | "Особняк смерти и красная стена (То, что под рукой)" "The Death Mansion and the Red Wall (Item on Hand)" «Shibou no Yakata, Akai Kabe (Shouchuu no Mono)» (死亡の館、赤い壁 (掌中の物))                   | 682-686 (65-66 тома)             | 12 декабря, 2009  |
| Ямато велит Комею взять с собой Ран и Конана для допроса четырех подозреваемых. Они узнают, что Акаси и Аой были заядлыми фанатами шахмат и что Аой обожали все её друзья. После допроса этих четырех они считают, что Найко каким-то образом причастен к убийству, и едут в его квартиру, чтобы арестовать его. По прибытии они обнаруживают, что Найко задушили, и что убийца покрасил стену перед Найко в красный цвет. Затем Комей отправляется расследовать дело самостоятельно. | |                                  |                   |
| 560 | "Особняк смерти и красная стена (Мёртвый Комэй)" "The Death Mansion and the Red Wall (The Late Koume)" «Shibou no Yakata, Akai Kabe (Shiseru Koumei)» (死亡の館、赤い壁 (死せる孔明))                     | 682-686 (65-66 тома)             | 19 декабря, 2009  |
| Комей исследует место преступления в особняке и понимает, кто виноват. Прежде чем он успел написать свой ответ Ямато, виновник бьёт его. Здание подожжено, и Комея спасает Эухара. В больнице Конан и Ямато, из неполного текста Комэя, пришли к выводу, что «Покойный Комей» был отсылкой к битве на равнинах Учжан; Мораль этой истории состоит в том, что можно иметь большое влияние даже после смерти. Они считают, что преступник убил Акаши, чтобы отомстить за смерть Аой. Затем Конан и Ямато понимают, что означает предсмертное послание Акаши. | |                                  |                   |
| 561 | "Особняк смерти и красная стена (Стратегема пустого города)" "The Death Mansion and the Red Wall (Empty Fort Strategy)" «Shibou no Yakata, Akai Kabe (Sorajou no Kei)» (死亡の館、赤い壁 (空城の計))      | 682-686 (65-66 тома)             | 26 декабря, 2009  |
| Комей приходит в сознание, вместе они приходят к выводу, что у них нет доказательств для поимки преступника, и поэтому решают применить Стратегему пустого города, чтобы выманить преступника. Используя эту стратегию, они создали ощущение, что ни один офицер не охраняет квартиру Найко. | |                                  |                   |
| 562 | "Похищение цвета радуги" "The Kidnapping of Rainbow Colors" «Reinbo Kara no Yuukai» (虹色の誘拐) | Филлер                           | 16 января, 2010   |
| Компания Ниджимура наняла Когоро для расследования деятельности контрафактной-компании, копирующей их стили в сумках. Когоро, Ран и Конан становятся свидетелями похищения президента Ниджимуры неизвестным преступником. Преступник отправляет жене президента, Саки Ниджимура, записку о выкупе, требуя от неё положить деньги в водонепроницаемую сумку Ниджимура и встретиться с ним в поезде в определенное время. Пока полиция следит за Саки, она сталкивается с толпой и получает записку с требованием бросить сумку в реку под поездом. Саки делает то, что требуют, и река уносит сумку. На следующий день полиция обнаруживает пустую сумку ниже по течению и тело президента Ниджимуры в лесу. Конан замечает что-то странное в сумке, которую они нашли, и понимает, что это сумка от компании, которая подделывала продукцию Ниджимура. | |                                  |                   |
| 563 | "Юные сыщики против грабителей. (Суматоха)" "Detective Boys vs. Burglar Gang (Turbulent)" «Tanteidan VS Goutoudan (Souzen)» (探偵団ＶＳ強盗団 (騒然))                                                     | 677-679 (65 том)                 | 23 января, 2010   |
| Джоди Старлинг видит покойного Сюити Акаи, но отвергает это как иллюзию. Она направляется в банк, чтобы снять немного денег, когда происходит ограбление банка. Грабители банков начинают отбирать мобильные телефоны у банкиров и разделяют их на две группы: в одной группе банкиры с родственниками или друзьями, а в других - без них. Одним из посетителей оказывается Акаи, из-за чего Джоди осознает возможность того, что он выжил после убийства Черной организацией. Джоди удается заманить одного из грабителей в туалет, и обезвредить его, там она находит молодых детективов, прячущихся в кабинках. Джоди говорит Конану, что грабители банков разделяют людей и заклеивают им рот и глаза. Её сбивает один из грабителей сзади, которые затем прячут грабителя в одном из туалетов и замаскируют его под обычного посетителя. Затем Конан и молодые детективы разрабатывают план по поимке четырех грабителей банка. | |                                  |                   |
| 564 | "Юные сыщики против грабителей. (Тишина)" "Detective Boys vs. Burglar Gang (Silence)" «Tanteidan VS Goutoudan (Chinmoku)» (探偵団ＶＳ強盗団 (沈黙))                                                       | 677-679 (65 том)                 | 30 января, 2010   |
| Конану удается обезвредить одного из грабителей, он понимает, что грабители переоделись, и понимает, что грабители планируют сбежать из банка, притворившись заложниками. Конан сообщает Детективам, что из диалога грабителей они планируют выбрать пять заложников, без друзей или родственников, и замаскировать их под грабителей банка, где настоящие грабители взорвут взрывчатку и убьют пятерых выбранных заложников. Молодым етективным удается безопасно взорвать взрывчатку в лифте, и Конану удается найти трех грабителей, которые смешались с толпой. Тем не менее, Конан схвачен грабителем, который пришел в сознание, но в него стреляет Акаи. Выстрел заставляет полицию проникнуть в банк и арестовать грабителей. | |                                  |                   |
| 565 | "Свидетель, который ничего не видел" "The Witness that Cannot be Seen" «Mite nai Mokugekisha» (見てない目撃者)                                                                                            | Филлер                           | 6 февраля, 2010   |
| Когоро входит в парикмахерскую и отдыхает в кресле с полотенцем на лице. Через несколько минут статуя разбивается, а её владелец Эбихара оказывается мертвым с отравленным дротиком в сердце. Конан расследует и понимает, кто убийца. | |                                  |                   |

### Сезон 19 (2010—2011)
| 566 | "Напарник Санта-сан" "The Partner is Santa-san" «Aibō wa Santa-san» (相棒はサンタさん) | Филлер               | 27 февраля, 2010  |
| Сигеко Исикаву преследует неизвестный мужчина. Пока Когоро ведёт расследование, Конан вынужден присматривать за её двухлетним сыном по прозвищу Санта. Исикаву похищает неизвестный, и Конан исследует дом Санты в поисках улик. | |                      |                   |
| 567 | "Низвержение ненависти в открытой купальне" "The Intention to Murder Befalling in an Open-air Bath" «Rotenburo ni Furu Satsui» (露天風呂に降る殺意)                                                               | Филлер               | 6 марта, 2010     |
| Когоро берет Ран и Конана в онсэн на берегу океана. Когда они слышат звук падающего валуна, они находят мертвым человека по имени Хидеаки Умедзу. | |                      |                   |
| 568 | "Воспоминания инспектора Ширатори о цветках сакуры (Часть 1)" "Inspector Shiratori, Memories of the Sakura (Part 1)" «Shiratori-keibu、Sakura no Omoide (Zenpen)» (白鳥警部、桜の思い出(前編))                    | 687-689 (66 том)     | 13 марта, 2010    |
| В кинотеатре Детективы сталкиваются с Ширатори, который находится в депрессии, так как привязанность Сато направлена на Такаги. Ширатори рассказывает, что он привязан к Сато из-за встречи, которую он имел с ней в прошлом. Ширатори помог ей остановить воров и в ответ получает от неё напиток со сложенной бумагой сакуры. Во время фильма Ширатори сталкивается с женщиной по имени Нами Касакура, которая предлагает ему напиток с сакурой, сложенными из бумаги, что заставляет Ширатори задуматься о том, что она была девушкой из прошлого. После фильма Касакура говорит Ширатори, что её преследуют, и просит его провести расследование. В её квартире парень Касакуры найден мёртвым. Конан подозревает Касакуру. | |                      |                   |
| 569 | "Воспоминания инспектора Ширатори о цветках сакуры (Часть 2)" "Inspector Shiratori, Memories of the Sakura (Part 2)" «Shiratori-keibu、Sakura no Omoide (Kōhen)» (白鳥警部、桜の思い出(後編))                     | 687-689 (66 том)     | 20 марта, 2010    |
| Ширатори разоблачает преступника. Аюми, видя что Ширатори, опечалентем, что девушка из его прошлого стала преступницей, предлагает ему сложенную из бумаги сакуру и повторяет то же самое, что говорит девушка из прошлого Ширатори. Аюми объясняет, что она узнала это от своего учителя Сумико Кобаяши, из-за чего Ширатори понял, что Кобаяши была девушкой из его прошлого. | |                      |                   |
| 570 | "Недоказуемое преступление" "The Crime that has Zero Possibility to Be Proven" «Risshō Kakuritsu Zero no Hanzai» (立証確率ゼロの犯罪)                                                                             | Филлер               | 27 марта, 2010    |
| Конан, Когоро и Ран проходят мимо женщины по имени Киоко Такахата, которая теряет сознание после телефонного звонка о том, что её зять, Ицуро Соедзима, был найден мертвым в ее доме. Они направляются к её дому вместе с полицией и обнаруживают, что пьяный Соэдзима умер, когда выстрелил из дробовика в потолок, в результате чего на него упала люстра. Полиция считает, что это было самоубийство, однако Конан считает, что это было тщательно спланированное убийство. | |                      |                   |
| 571 | "Склад-монстр с сокровищами (Часть 1)" "Treasure Battle in the Haunted Warehouse (Part 1)" «Mononoke Kura deo takara Batoru (Zenpen)» (もののけ倉でお宝バトル(前編))                                              | 690-692 (66 том)     | 1 мая, 2010       |
| Молодые детективы слышат слух от одноклассника о складе с сокровищами, которые могут мгновенно появляться и исчезать. Прежде чем отправиться на склад для расследования, Молодые детективы прокрадываются к дому Конана, где они без ведома Конана сталкиваются с неизвестным человеком. | |                      |                   |
| 572 | "Склад-монстр с сокровищами (Часть 2)" "Treasure Battle in the Haunted Warehouse (Part 2)" «Mononoke Kura deo takara Batoru (Kōhen)» (もののけ倉でお宝バトル(後編))                                               | 690-692 (66 том)     | 8 мая, 2010       |
| Конан исследует и понимает, что склад разработан Самизу Кичиемоном (三水吉 右衛門), и что счеты - это переключатель, который откроет секретную комнату. Молодые детективы и Конан заставляют владельца склада позвонить в полицию, прежде чем раскрыть свои выводы. | |                      |                   |
| 573 | "Местонахождение смущающего талисмана (Часть 1)" "The Whereabouts of the Embarrassing Charm (Part 1)" «Hazukashii Omamori no Yukae (Zenpen)» (恥ずかしいお守りの行方(前編))                                       | 693-695 (66 том)     | 15 мая, 2010      |
| Вернувшись в агентство детектива Мори, Хейджи просит их помочь найти Теруаки Кунисуэ, второкурсника Университета Тейтан, которому Хейджи случайно передал талисман удачи Казухи. На следующий день, они направляются в университет Тейтан только для того, чтобы узнать, что он не посещает занятия из-за сломанного запястья. Там они узнают от полиции, что Теруаки подвергся нападению со стороны неизвестного нападавшего. Они могут сократить число подозреваемых до трех человек. | |                      |                   |
| 574 | "Местонахождение смущающего талисмана (Часть 2)" "The Whereabouts of the Embarrassing Charm (Part 2)" «Hazukashii Omamori no Yukae (Kōhen)» (恥ずかしいお守りの行方(後編))                                        | 693-695 (66 том)     | 22 мая, 2010      |
| Конан и Хейджи допрашивают троих подозреваемых, чтобы узнать, что они, соответственно, присутствовали на матче сумо, волейболе и футболе. Конан и Хейджи делают вывод, что Теруаки присутствовал на бейсбольном матче, и что один из подозреваемых также должен был присутствовать на той же игре. Конан и Хейджи раскрывают преступление. | |                      |                   |
| 575 | "Алиби чёрного платья (Часть 1)" "The Alibi of the Black Dress (Part 1)" «Kuroki Doresu no Aribai (Zenpen)» (黒きドレスのアリバイ(前編))                                                                          | 696-698 (66-67 тома) | 29 мая, 2010      |
| Конан, Когоро, Ран и Соноко находятся в чайном домике, когда женщина в модной одежде готической лолиты входит в чайный домик, заказывает стакан воды и уходит. Десять минут спустя женщина по имени Юика Сёдо прибывает в чайный домик, где они узнают, что она должна была встретиться с готической девушкой. Затем все четверо отправляются за покупками. По пути пара воров пытается украсть их сумки с покупками, опрокидывают мороженое на Ран и Соноко, но их останавливает Конан. Девушки вынужденные переодеться в общественном туалете, обнаруживают там мёртвую готическую девушку. | |                      |                   |
| 576 | "Алиби чёрного платья (Часть 2)" "The Alibi of the Black Dress (Part 2)" «Kuroki Doresu no Aribai (Kōhen)» (黒きドレスのアリバイ(後編))                                                                           | 696-698 (66-67 тома) | 5 июня, 2010      |
| Конан раскрывает преступление. | |                      |                   |
| 577 | "Истина, освещённая светлячками" "The Fireflies that Light up the Truth" «Hotaru ga Tomoshi ta Shinjitsu» (ホタルが灯した真実)                                                                                    | Филлер               | 19 июня, 2010     |
| Молодые детективы посещают фестиваль светлячков в честь синтоистского святилища в деревне. Вскоре подъезжает грузовик со светлячками, и их выпускают в поле. Позже один из водителей грузовиков, Токуру Накамине, обнаруживается убитым, и трое жителей деревни являются главными подозреваемыми. | |                      |                   |
| 578 | "Красный предвестник беды" "The Calling of the Red Omen Crisis" «Kiki Yobu Akai Ōmen» (危機呼ぶ赤い前兆) | 699-704 (67 том)     | 26 июня, 2010     |
| Мальчики-детективы сталкиваются со странным человеком по имени Кёдзо Дайта, который приглашает их в кондитерскую после того, как они задержали вора, который его ограбил. Во время разговора с ним Конан замечает, что мужчина ведёт себя странно… Когоро получает анонимный запрос на расследование дела о красных рубашках с длинными рукавами. Таинственный звонящий просит встретить их на третьем этаже универмага. В магазине все трое сталкиваются с мужчиной, который показывает, что к нему привязана бомба. | |                      |                   |
| 579 | "13 чёрных намёков" "The Thirteen Black Suggestions" «Kuroki Juu-san no Sajesuto» (黒き13の暗示) | 699-704 (67 том)     | 3 июля, 2010      |
| Мужчина объясняет, что он потерял сознание в туалете и оказался в таком состоянии, и что подрывник угрожал, что если кто-нибудь выйдет из этажа или вызовет полицию, он взорвет бомбы на этом этаже. Он раскрывает требования террориста, чтобы найти отправителя тринадцати красных рубашек. Тем временем Джоди искала Акаи в универмаге. Конан обнаруживает из квитанции, что рубашки были куплены в разные дни, но всегда в 12:28, и что на тринадцати красных рубашках есть складки. В то же время Черная Организация ждет у универмага со снайперами, ожидающими Акаи. Джин приставляет пистолет к голове Кир, объясняя, что если Акаи жив, он убьет её. | |                      |                   |
| 580 | "Время подходит к чёрному концу" "The Black Time Limit Drawing Near" «Semaru Kuro no Taimurimitto» (迫る黒の刻限)                                                                                                 | 699-704 (67 том)     | 10 июля, 2010     |
| Конан складывает красные рубашки в том порядке, в котором они были отправлены, складывает их по складкам и делает вывод, что способ сложения рубашек показывает код. В другом месте Джоди замечает, что Акаи находится на полу, где происходит взрыв. Конан использует компьютер в кассе, чтобы найти катастрофу, которая произошла в заснеженной горе 28 декабря. | |                      |                   |
| 581 | "Красная точка прицела" "The Target of Shaking Red" «Akaku Yureru Taagetto» (赤く揺れる照準) | 699-704 (67 том)     | 17 июля, 2010     |
| Конан раскрывает преступление. Когоро получил сообщение на мобильный телефон. Конан и Ран отслеживают звонок до человека, который объясняет, что давал телефон человеку похожему на Акаи. Конан пытается догнать Акаи и сталкивается с Джоди и Андре, которые рассказывают, что Черная организация планирует убить Акаи. За пределами магазина Акаи смотрит на Черную организацию, улыбаясь, и исчезает в толпе. Джин говорит, что Бурбон всегда любит делать то, что ему заблагорассудится. | |                      |                   |
| 582 | "Ночь, когда умер зомби" "The Night the Zombie Died" «Zonbi ga Shin da Yoru» (ゾンビが死んだ夜) | Филлер               | 24 июля, 2010     |
| Когоро, Ран и Конан приглашены на вечеринку по случаю дня рождения комика Асако Фухимори, хотя Когоро не удалось найти её преследователя. По прибытии они обнаруживают, что Фухимори зарезала человека в маске зомби. Они предполагают, что зомби - преследователь Фухимори, но обнаруживают, что это Дзиро Имаока, партнер Фухимори в её комедийном дуэте. | |                      |                   |
| 583 | "Любовь учительницы Кобаяси!" "The Love of Kobayashi-sensei" «Kobayashi-sensei no Koi» (小林先生の恋) | 705-708 (67-68 тома) | 14 августа, 2010  |
| Кобаяши настаивает на сопровождении молодых детективов на фестиваль фейерверков после того, как услышал о серии недавних ограблений. Кобаяши теряется по пути, когда они решают сократить путь и становятся свидетелем борьбы между двумя людьми в переулке, в результате чего один из них зарезан. В полицейском участке Ширатори расспрашивает Кобаяси об убийстве женщины по имени Акира Сумида. Кобаяши объясняет, что она услышала женский голос, угрожающий убить другого в разгар спора. Она добавляет, что виновницей, вероятно, была женщина, и она увидела грузовик с частично закрытым номером 09 через переулок. Кобаяши уходит в туалет, когда она слышит, как некоторые офицеры упоминают, что Ширатори может встречаться с Кобаяши только потому, что она похожа на Сато. | |                      |                   |
| 584 | "Разбитое сердце Ширатори!" "The Lost Love of Inspector Shiratori" «Shiratori-keibu no Shitsuren» (白鳥警部の失恋)                                                                                                | 705-708 (67-68 тома) | 21 августа, 2010  |
| Ширатори даёт Кобаяши выслушать голоса трех подозреваемых, но она выслушав только две записи уходит из полицейского участка. Хайбара объясняет, что Кобаяши, должно быть, видела Сато и слышала слухи о том, что Ширатори выбрал Кобаяши взамен Сато. Ширатори рассказывает Кобаяши, рассказывает историю, когда столкнулись с парой воров. Кобаяши не может вспомнить событие и отвечает, что это, должно быть, была Сато. Позже той же ночью в школе Кобаяши получает телефонный звонок с просьбой встретиться с ней в музыкальной комнате, когда присутствие позади неё шокирует её. | |                      |                   |
| 585 | "Пронесённая сквозь время любовь сакуры" "The Love of Sakura that Exceeds the Time" «Toki wo Koeru Sakura no Koi» (時を超える桜の恋)                                                                              | 705-708 (67-68 тома) | 28 августа, 2010  |
| Кобаяши входит в музыкальную комнату, где преступник нападает на нее. Тем не менее, ей удается обезвредит преступника с помощью суплекса, и выясняется, что это была замаскированная Сато. Появляются Детективы и Ширатори, Кобаяши вспоминает Ширатори. На следующий день Дзирокичи Судзуки нанимает Детективов, чтобы защитить янтарный рог Кирина от Кайто Кида. Рог Кирина закреплен в центральной колонне уединенного храма. Столб откроется только тогда, когда четыре пьедестала под напряжением в углу комнат будут открыты одновременно с их соответствующими ключами. | |                      |                   |
| 586 | "Рог Кирина, исчезнувший во тьме" "The Kirin's Horn that Disappeared Into the Darkness" «Yami ni Kie ta Kirin no Tsuno» (闇に消えた麒麟の角)                                                                      | 712-715 (68 том)     | 4 сентября, 2010  |
| Джирокичи втыкает ключ в стену и ждет прибытия Кида. Кид отключает свет, и рассчитанная по времени взрывчатка разрушает окна, вызывая сильный ветер, ворвавшийся в храм. Пока молодые детективы защищают пьедесталы, слышно, как открывается центральная стойка. Когда электричество восстанавливается, они обнаруживают, что рог Кирина пропал, а Конана обезвредили электрошокером, а карточки, подписанные Кидом, прикреплены ко всем четырем пьедесталам. Дзирокичи показывает, что храм был тайно укреплен сталью, и если бы Кид сбежал через дверь, прозвучал бы сигнал тревоги, заявив, что Кид должен быть замаскирован и находиться внутри храма. Из надписи на колонне Хайбара делает вывод, что есть еще один способ открыть колонну без использования ключей. | |                      |                   |
| 587 | "Кид против четвёрки священных детективов" "Kid vs. the Four Spirits of the Detective Boys" «Kiddo vs Shijin Tantei Dan» (キッドＶＳ四神探偵団)                                                                   | 712-715 (68 том)     | 11 сентября, 2010 |
| Молодые детективы обнаруживают, что Конан, чтобы понять мотив Кида, чтобы оглушить его. Молодые детективы сообщают Конану, что произошло во время отключения электричества, позволяя ему определить, под кого замаскирован Кид. | |                      |                   |
| 588 | "Ловушка на крышном огороде" "The Trap of the Rooftop Farm" «Okujou Nouen no Wana» (屋上農園の罠) | Филлер               | 18 сентября, 2010 |
| Когоро, Ран и Конан приглашены помочь на ферме на крыше. Оказавшись там, они обнаруживают пожилого фермера Такехико Накамура, умершего от травмы головы. | |                      |                   |
| 589 | "Самый худший день рождения (Часть 1)" "The Worst Birthday (Part 1)" «Saiaku na Bāsudē (Zenpen)» (最悪な誕生日(前編))                                                                                             | 709-711 (68 том)     | 25 сентября, 2010 |
| Ран обнаруживает в кошельке Когоро чек на ожерелье и понимает, что он собирается подарить его Эри в качестве подарка на день рождения. Ран решает принять участие в розыгрыше лотереи, чтобы выиграть поездку в роскошный отель для своих родителей, и ей удается выиграть билеты. Эри переносит встречу со своим клиентом в отель, узнав о предполагаемом ожерелье. Её клиент, Акихо Кукуба, входит в комнату Эри после ссоры с её мужем, Такехико Кукуба, и засыпает. Эри принимает меры, чтобы Такехико забрал свою жену и уходит ужинать с ее семьей. Она возвращается в свою комнату, разочарованная поведением Когоро и отсутствием подарка, и открывает газированный напиток, но банка обрызгивает её; После душа, чтобы смыть напиток, она возвращается и находит Акихо мертвой в своей комнате. | |                      |                   |
| 590 | "Самый худший день рождения (Часть 2)" "The Worst Birthday (Part 2)" «Saiaku na Bāsudē (Kōhen)» (最悪な誕生日(後編))                                                                                              | 709-711 (68 том)     | 2 октября, 2010   |
| Конан понимает, как было совершено убийство и кто виноват. | |                      |                   |
| 591 | "Дом с аквариумом" "The House With an Aquarium" «Suizokukan no aru Ie» (水族館のある家) | Филлер               | 16 октября, 2010  |
| Агаса приводит молодых детективов в дом известного дизайнера аквариумов Нисиды. Косуке Имура впускает их в дом Нисиды, когда Нисида не открывает дверь. Там они обнаруживают Нишиду утонувшим в ванной. | |                      |                   |
| 592 | "Детективный сказ про обезьяну и кумадэ (Часть 1)" "The Tori's Pledge of Monkeys and Rakes (Part 1)" «Saru to Kumade no tori Butsujou (Zenpen)» (猿と熊手のトリ物帖(前編))                                        | 716-718 (68 том)     | 23 октября, 2010  |
| Когоро и Конан забирают Ран и Соноко на фестиваль петухов. Ран и Соноко сбегают, чтобы предсказать их любовные судьбы. Затем Соноко грабит мужчина в маске хёттоко. Когоро объясняет, что этого человека окрестили Человеком-Петухом и он является серийным грабителем на фестивалях Петухов. Ран и Соноко забирают Конана с собой, чтобы снова посетить фестиваль, чтобы пересказать их любовные судьбы. Слышен женский крик, и они обнаруживают, что Мужчина-Петух был замечен и зарезал мужчину, прежде чем сбежать. Прежде чем потерять сознание, раненый человек, Широ Масуко, говорит Конану, что это не петух, а сару (猿, Обезьяна) и показывает ему девять пальцев. | |                      |                   |
| 593 | "Детективный сказ про обезьяну и кумадэ (Часть 2)" "The Tori's Pledge of Monkeys and Rakes (Part 2)" «Saru to Kumade no tori Butsujou (Kōhen)» (猿と熊手のトリ物帖(後編))                                         | 716-718 (68 том)     | 30 октября, 2010  |
| Конан раскрывает преступление. | |                      |                   |
| 594 | "Хиросима-Миядзима: тур 7 чудес (Глава «Миядзима»)" "The Seven Wonders Tour in Hiroshima and Miyajima (Miyajima Part)" «Hiroshima Miyajima Nanafushigi tsuā (Miyajima hen)» (広島宮島七不思議ツアー(宮島編))      | Филлер               | 6 ноября, 2010    |
| Конан, Ран и Когоро прибывают в Хиросиму, чтобы встретиться со съемочной группой, которая планирует снять их поездку в Миядзиму, Хиросима. Помощник продюсера Юичи Китамура испытывает сильную боль в животе, из-за которой он прикован к постели. Они садятся на паром до Миядзимы и начинают съёмки. Перед храмом Ицукусима член экипажа обнаруживает, что в его напиток добавляли соль. Съемочная группа прибывает в кондитерскую с красными листьями, принадлежащую Яёи Аясэ. Там с ними происходят странные проишествия. | |                      |                   |
| 595 | "Хиросима-Миядзима: тур 7 чудес (Глава «Хиросима»)" "The Seven Wonders Tour in Hiroshima and Miyajima (Hiroshima Part)" «Hiroshima Miyajima Nanafushigi tsuā (Hiroshima hen)» (広島宮島七不思議ツアー(広島編))    | Филлер               | 13 ноября, 2010   |
| Конан раскрывает преступление. | |                      |                   |
| 596 | "Разрушенное алиби!" "The Alibi that Fell" «Tenraku no Aribai» (転落のアリバイ) | Филлер               | 20 ноября, 2010   |
| Когоро вызывают на встречу с Тосио Хигасиямой в здании его компании и забирают с собой Ран и Конана. При входе в здание их просят позвонить по его служебному номеру 423. После того, как они связались с ним по телефону, они стали свидетелями того, как сотрудник Фуджихико Такахака упал из здания и умер. | |                      |                   |
| 597 | "Сценарий о паре в запертой комнате! (Часть 1)" "The Scenario of the Locked Steam Room (Part 1)" «Yukemuri Misshitsu no Shinario (Zenpen)» (湯煙密室のシナリオ(前編))                                             | 722-724 (69 том)     | 27 ноября, 2010   |
| Агаса берет Детективов с собой в сауну, пока ремонтирует своё изобретение. В сауне дети знакомятся с четырьмя актерами, снимающими драму о киллере. Поскольку в сауне многолюдно, малыши решают искупаться рано утром. Направляясь в сауну, Ай и Аюми обнаруживают мертвого Ганджи Тецуюму, сценариста. | |                      |                   |
| 598 | "Сценарий о паре в запертой комнате! (Часть 2)" "The Scenario of the Locked Steam Room (Part 2)" «Yukemuri Misshitsu no Shinario (Kōhen)» (湯煙密室のシナリオ(後編))                                              | 722-724 (69 том)     | 4 декабря, 2010   |
| Конан раскрывает преступление. | |                      |                   |
| 599 | "Сторонник справедливости" "Friend of Justice" «Seiginomikata» (セイギノミカタ) | Филлер               | 11 декабря, 2010  |
| Конан и Ран сталкиваются с карманником, но их спас пожилой человек по имени Токума Норизуки. Когда поезд проезжает станцию Сугамо, они замечают, что полиция что-то расследует под железной дорогой. Конан и Ран обнаруживают, что человек по имени Канемура, местный конартист, был убит в результате травмы головы. | |                      |                   |
| 600 | "Стон водяного (Часть 1)" "The Dream of the Kappa (Part 1)" «Kappa ga mi ta Yume (Zenpen)» (河童が見た夢(前編))                                                                                                   | 719-721 (69 том)     | 18 декабря, 2010  |
| Когоро получает запрос из письма Мики Татезато о расследовании убийства, которое произошло в гостинице одиннадцать лет назад. По дороге они забирают учителя по имени Рокуро Токоби, который просит их остановиться у могилы, прежде чем отправиться в гостиницу. Токоби объясняет, что Тацухико Нумаяма, его ученик, утонул в реке возле гостиницы, которая принадлежит отцу Тацухико, Банзо Нумаяма. Они встречают Кадзуки Араива, который отдает дань уважения Тацухико, поскольку это годовщина его смерти. Позже к ним подходит Банзо, который говорит им забыть о смерти его сына. Они прибывают в гостиницу и узнают, что Мика Татезато нет в списке гостей. Затем их представляют репортеру Босуке Нохира, который объясняет, что каппа, обнаруженная в этом районе, является виновником убийства одиннадцать лет назад. Они возвращаются на могилу в поисках мобильного телефона Ран. В темноте Ран видит силуэт каппы. Они возвращаются в гостиницу и на следующий день обнаруживают, что Банзо убит. Ямамура вызывается на место происшествия, и они начинают расследование.                            | |                      |                   |
| 601 | "Стон водяного (Часть 2)" "The Dream of the Kappa (Part 2)" «Kappa ga mi ta Yume (Kōhen)» (河童が見た夢(後編)) | 719-721 (69 том)     | 25 декабря, 2010  |
| Конан раскрывает преступление. | |                      |                   |
| 602 | "Дьявол скрывается на теннисном корте" "The Devil Hiding at the Tennis Court" «Tenisu Kōto ni Hisomu Akuma» (テニスコートに潜む悪魔)                                                                              | Филлер               | 8 января, 2011    |
| Соноко берет с собой Ран и Конана, чтобы поболеть теннисиста Такао Гуту. Гуту падает в обморок в середине матча из-за отравления, и его срочно отправляют в больницу. Те, кто подозревается в его отравлении, - одна из двух девушек, с которыми он встречается, и Соноко, которая становится главным подозреваемым, когда на ее перчатке обнаруживают яд. | |                      |                   |
| 603 | "Тайна двух запертых дверей: Дверь первая" "The Seance's Double Locked Room Mystery (First Locked Room)" «Kourei Kai Daburu Misshitsu Jiken (Daiichi no Misshitsu)» (降霊会Ｗ密室事件(第一の密室))                | Филлер               | 29 января, 2011   |
| Конан, Мори и Ран заблудились в лесу и прибыли в особняк, где их представили фан-клубу Киры Мияхара, героини фильма под названием Blackmagic Girl, предположительно погибшей в автокатастрофе год назад и чье тело не было найдено. Они говорят Когоро, что проводят сеанс, чтобы пообщаться с Кирой Мияхара. Во время сеанса начинают проявляться призрачные знаки, и слышится голос Киры, которая клянется отомстить своим убийцам. Конан и Когоро раскрывают специальные эффекты, которые нужно активировать с помощью пульта дистанционного управления, которым владеет Хирасака. Однако Хирасака показывает, что кто-то заменил его запись голоса Киры той, которую они слышали. Они узнают, что авария с Кирой произошла после ухода с вечеринки, состоящей из Хирасаки, его редактора Саванами и Хуноги. Саванами был убит несколько месяцев назад и обнаружен Утакурой; Саванами написал Кире как свое предсмертное послание. Ночью участники получают текстовое сообщение с телефона Утакуры, в котором говорится о возвращении Киры, и обнаруживают, что Утакура задушен в запертой комнате для сеансов. | |                      |                   |
| 604 | "Тайна двух запертых дверей: Дверь вторая" "The Seance's Double Locked Room Mystery (Second Locked Room)" «Kourei Kai Daburu Misshitsu Jiken (Daini no Misshitsu)» (降霊会Ｗ密室事件(第二の密室))                 | Филлер               | 5 февраля, 2011   |
| Хуноги сообщает, что обнаружил мертвого Хирасаку в своей комнате. Когоро открывает комнату и подтверждает, что Хирасака умер от отравленного вина. Полиция прибывает в особняк, где Когоро показывает им обе запертые комнаты. Такаги показывает предсмертное послание Когоро и Конана Саванами, написанное как キ ラ. | |                      |                   |
| 605 | "Тайна двух запертых дверей: Запертая комната открыта" "The Seance's Double Locked Room Mystery (Opening of the Locked Room)" «Kourei Kai Daburu Misshitsu Jiken (Misshitsu Kaihou)» (降霊会Ｗ密室事件(密室開放)) | Филлер               | 12 февраля, 2011  |
| Конан раскрывает преступление. | |                      |                   |

### Сезон 20 (2011—2012)
| 606 | "Противостояние в зале суда IV: Присяжаная Кобаяши Сумико (Часть 1)" "Courtroom Confrontation IV: Juror Sumiko Kobayashi (Part 1)" «Houtei no Taiketsu IV Saibanin Kobayashi Sumiko (Zenpen)» (法廷の対決IV裁判員小林澄子(前編)) | Филлер               | 19 февраля, 2011  |
| Сумико Кобаяси призвана быть присяжным по делу об убийстве Тадаси Исигаки. Тосио Ивамацу, грабитель, который ворвался в дом Исигаки, считается виновным в убийстве, Эри Кисаки назначается его адвокатом, а Рэйко Кузёо выступает в качестве обвинителя. Когоро, Ран и Конан присутствуют на слушании, на котором горничная и зять Исигаки дают свидетельские показания об обнаружении тела. Не найдя орудия убийства, суд завершается без решения и возобновляется на следующий день. Во время сеанса Сумико замечает вслух, что картина в комнате Исигаки перевернута, что побуждает Когоро и Конана исследовать комнату. Внутри картины они находят расписки, в одной из которой говорится, что Ивамацу брал деньги у Исигаки. Конан приходит к выводу, что преступник взял документ и в спешке перевернул картину и обнаруживает, что после убийства Исигаки ваза в комнате пропала. | |                      |                   |
| 607 | "Противостояние в зале суда IV: Присяжаная Кобаяши Сумико (Часть 2)" "Courtroom Confrontation IV: Juror Sumiko Kobayashi (Part 2)" «Houtei no Taiketsu IV Saibanin Kobayashi Sumiko (Kōhen)» (法廷の対決IV裁判員小林澄子(後編))  | Филлер               | 26 февраля, 2011  |
| Конан раскрывает преступление. | |                      |                   |
| 608 | "Белый день измены (Часть 1)" "White Day of Betrayal (Part 1)" «Uragiri no Howaito Dē (Zenpen)» (裏切りのホワイトデー(前編)) | 725-727 (69 том)     | 5 марта, 2011     |
| Когоро появляется в рекламе белого шоколада к Белому дню и приглашен на вечеринку шоколадной компании. Когоро, Ран и Конан присутствуют и знакомятся с президентами компании Таруто Ураи и его женой Хоши Урай. Во время вечеринки Таруто умирает от отравления цианидом. | |                      |                   |
| 609 | "Белый день измены (Часть 2)" "White Day of Betrayal (Part 2)" «Uragiri no Howaito Dē (Kōhen)» (裏切りのホワイトデー(後編)) | 725-727 (69 том)     | 19 марта, 2011    |
| Конан раскрывает преступление. | |                      |                   |
| 610 | "Жертва - Кудо Синъити!" "The Victim is Shinichi Kudo" «Higaisha wa Kudō Shinichi» (被害者はクドウシンイチ) | 734-740 (70 том)     | 9 апреля, 2011    |
| Хэйдзи и Кадзуха прибывают в детективное агентство Мори и рассказывают, что он был нанят человеком по имени Синъити Инубуси, одним из восьми незаконнорожденных детей богатого Цунэтика Инубуси. После смерти Цунетики здоровье его жены, Сатоми, ухудшается, и впоследствии двое из незаконнорожденных детей убиты. Полагая, что убийца хочет получить наследство, Синъити отказывается от наследства, берет фамилию своей матери, Кудо, и просит Хэйдзи расследовать убийства. Хэйдзи и Конан заходят в дом Кудо только для того, чтобы узнать от его помощника по уходу, Фунэ Абукава, что он спит. Через полчаса они обнаруживают, что Кудо мертв из-за отравления угарным газом, вызванного единственной угольной горелкой. | |                      |                   |
| 611 | "Замок Инубуши. Пылающий пес-демон (Блуждающие огни)" "Inubushi Castle, The Flame of the Demon Dog (Chapter of Ghost Fire)" «Inubushi Jou En no Mainu (Onibi no Akira)» (犬伏城 炎の魔犬(鬼火の章))                              | 734-740 (70 том)     | 16 апреля, 2011   |
| Мори берет Ран, Кадзуху, Конана и Хейджи в дом Инубуши, где их знакомят с семьей. Они узнают о легенде, переданной в семье Инубуши, где их предок поджег свою собаку, ошибочно предположив, что собака убила его дочь, хотя на самом деле собака спасла его дочь. Затем предок был убит во время пожара в доме, и миф о проклятии Инубуши был передан из поколения в поколение. Конан и Хейджи решают исследовать надгробие предполагаемой собаки, когда становятся свидетелями падения Саки Инубуши со скалы. Саки утверждает, что пылающий инугами преследовал её и вскоре умирает. Конан и Хэйдзи обнаруживают пылающие следы собак на вершине утеса, подтверждающие историю Саки. Инспектор Мисао Ямамура вызывается на место происшествия и присоединяется к ним в их расследовании. Они обнаруживают, что у трех других жертв были мяч для пачинко, мяч для настольного тенниса и мрамор рядом с телами. Конан и Хейджи возвращаются на место преступления Саки для расследования. Ран и Казуха кормят семейную собаку и сталкиваются с инугами. | |                      |                   |
| 612 | "Замок Инубуши. Пылающий пес-демон (Следы)" "Inubushi Castle, The Flame of the Demon Dog (Chapter of Footprints)" «Inubushi Jou En no Mainu (Ashiato no Akira)» (犬伏城 炎の魔犬(足跡の章))                                      | 734-740 (70 том)     | 23 апреля, 2011   |
| Ран и Казуха бегут в дом и обнаруживают, что инугами больше нет. Услышав историю Ран и Казухи, Конан и Хейдзи понимают, что виновник приютил инугами поблизости, и исследуют заброшенную хижину. Неподалёку Томоаки Инубаси набросился на инугами и получил легкие ожоги; рядом находят луковицу. Хейджи спрашивает Миюки Инубаси об истории семьи и узнает, что Цунэтика запланировал имена для всех восьми своих незаконнорожденных детей, которые основаны на «Сатоми и восемь псов». | |                      |                   |
| 613 | "Замок Инубуши. Пылающий пес-демон (Принцесса)" "Inubushi Castle, The Flame of the Demon Dog (Chapter of Princess)" «Inubushi Jou En no Mainu (Hime no Akira)» (犬伏城 炎の魔犬(姫の章))                                         | 734-740 (70 том)     | 30 апреля, 2011   |
| Сатоми пытается выйти из комнаты и падает; её находят держащей за сломанные буддийские четки с черной бусиной на четыре вниз сверху. Позже той же ночью они обнаруживают письмо, подписанное Миюки, в котором она признается в преступлении, и они находятся в заброшенной хижине. Конан и его товарищи направляются туда и обнаруживают залитую бензином хижину и бегущую к ней инугами… | |                      |                   |
| 614 | "Тайна, прозвучавшая в дневнике (Часть 1)" "The Secret the Diary Plays (Part 1)" «Nikki ga Kanaderu Himitsu (Zenpen)» (日記が奏でる秘密(前編))                                                                                   | 728-730 (69-70 тома) | 7 мая, 2011       |
| Молодые детективы оказались на горе, когда машина Агасы сломалась. В поисках укрытия от дождя они попадают на виллу, где звучит фортепианная музыка, и входят в дом, когда на их звонки не отвечают. Внутри они исследуют и обнаруживают на столе дневник, в котором признается в плане похищения и убийства мальчика; затем происходит отключение электроэнергии из-за шторма. Они находят небольшой гроб, запланированный для убийства, и понимают, что он пуст и, возможно, мальчик все ещё жив. В этот момент снова звучит фортепианная музыка. Конан уверяет их, что обыскать дом можно будет безопасно, поскольку преступник играет на пианино. Аюми уходит сама и находит фотографию семьи и комнаты с протекающей из неё водой. | |                      |                   |
| 615 | "Тайна, прозвучавшая в дневнике (Часть 2)" "The Secret the Diary Plays (Part 2)" «Nikki ga Kanaderu Himitsu (Kōhen)» (日記が奏でる秘密(後編))                                                                                    | 728-730 (69-70 тома) | 14 мая, 2011      |
| Понимая, что игра на пианино, которую они слышат, - это запись, они входят в фортепианную комнату. Конан замечает, что стул для фортепиано был установлен на рост ребенка, и делает вывод, где находится мальчик. Он просит молодых детективов спеть песню в фортепианной комнате, ловит мальчика, наблюдающего за ними, и подружится с ним. Мальчик, Кейта Онода, вундеркинд, которого похититель похитил, чтобы его дочь выиграла конкурс пианистов. Прочитав последнюю страницу, они понимают, что похититель планирует покончить жизнь самоубийством в ванной, и им удается спасти его. После этого мать Кейты не выдвигает обвинения из-за защиты Кейты. Между тем дочь похитителя рассказала, что она не участвовала в конкурсе пианистов, так как беспокоилась об исчезновении Кейты. | |                      |                   |
| 616 | "Откровение Холмса. «Ученик» Холмса." "Holmes' Revelation (Holmes' Apprentice)" «Hōmuzu no Mokushiroku (Hōmuzu no Deshi)» (ホームズの黙示録(名探偵の弟子))                                                                       | 743-752 (71-72 тома) | 21 мая, 2011      |
| Когоро, Ран и Конан находят кошку, принадлежащую богатой британке, которая предлагает оплатить их расходы на поездку в Лондон, чтобы Когоро мог поделиться своими детективными историями с её друзьями. Чтобы обойти службу безопасности аэропорта, Хайбара предлагает Конану два противоядия от APTX 4869: во время поездки и обратно. В музее Холмса Ран звонит Синъити и спрашивает, не хочет ли он сувенир из Лондона. Его слабая реакция заставляет Ран сердито бросить трубку. За пределами музея ребенок по имени Аполло Гласс просит Шерлока Холмса разгадать код, который предотвратит убийство человека. Конан предлагает разгадать загадку, представившись учеником Холма. Аполлон показывает, что странный человек дал ему записку, содержащую семь закодированных загадок, в которых говорится, что кто-то в Лондоне умрет, если она останется нерешённой. Они узнают от полиции, что многие дети получили тот же код, который, по мнению Конана, означает, что большое количество людей умрет. Конан и Агаса отделяются от группы, пытаясь разгадать загадки. | |                      |                   |
| 617 | "Откровение Холмса. Любовь - ничто!" "Holmes' Revelation (Love is 0)" «Hōmuzu no Mokushiroku (Love is Zero)» (ホームズの黙示録(LOVE IS 0))                                                                                       | 743-752 (71-72 тома) | 28 мая, 2011      |
| Ран встречает сестру Аполлона, профессиональную теннисистку Минерву Гласс. Затем Минерва уходя, говорит, что её любовь равна нулю и никогда ни к чему не приведет, независимо от усилий. Ран звонит Синъити за советом по разгадыванию загадок. Когда Синъити, рассказывает Ран первую загадку «Колокольчик поднимает меня», относится к Биг Бену, они случайно обнаруживает, что он находится в Лондоне. Понимая, что Ран узнает истинную личность Конана, если она его найдет, Конан и Агаса убегают от неё. Конан оказывается загнанным в угол в телефонной будке и вынужден принять противоядие для обратного пути и противостоит Ран в роли Синъити. Ран признается, что ей больно любить Синъити, который безразличен к её чувствам, и убегает, преследуя её. | |                      |                   |
| 618 | "Откровение Холмса. Дьявол!" "Holmes' Revelation (Satan)" «Hōmuzu no Mokushiroku (Satan)» (ホームズの黙示録(サタン)) | 743-752 (71-72 тома) | 4 июня, 2011      |
| На следующий день полиция раскрывает личность человека, создавшего записку, Сабаро Аид. Когоро и Ран разгадывают загадку «Моя доля подобна охлажденному вареному яйцу, подобна трупу», которая относится к Сити-холл. Там они находят много кукол с надписью «Камень Мазарини» на их рубашках, где при обезглавливании появляется буква «T». Загадка «Я закончил с целым огурцом» относится к Небоскрёб Мэри-Экс, где поцарапанные ручки с надписью «Пляшущие человечки» показывают букву «N». Ран и Когоро снова посещают Биг Бен после загадки «Он снова звенит от моей ненависти» и находят стрелку, указывающую на водосток, где начертана «Долина страха». Они делают вывод, что что-то затонуло в реке, и находят крышку слива с буквой «А». Аполлон подводит двоих к следующей загадке: «Теперь я не забываю попросить торт, чтобы отпраздновать это заранее», имея в виду церковь Святой Невесты, где они находят письма под названием «Скандал в Богемии». Намочив их, они увидили букву «S». | |                      |                   |
| 619 | "Откровение Холмса. Код взломан!" "Holmes' Revelation (Code Break)" «Hōmuzu no Mokushiroku (Code Break)» (ホームズの黙示録(CODE BREAK))                                                                                          | 743-752 (71-72 тома) | 11 июня, 2011     |
| Конан приходит к выводу, что фраза «Я длинноносый волшебник в замке» относится к станции метро Elephant & Castle и делится ей с Ран и Когоро. Там они замечают странного человека, личность которого написана на его чемодане, который объясняет, что ему заплатили за то, чтобы он носил эту одежду и чемодан. Конан объясняет, что это относится к рассказу Шерлока Холмса «Установление личности» и просит их проверить штаны мужчины, на которых обнаружена буква «U». Последняя загадка «Он велит мне закончить все, пронзив белую спину двумя мечами» относится к логотипу магазина фарфора. Зайдя в магазин, они находят украшение, состоящее из ниток разного цвета с колокольчиком на конце. Они приходят к выводу, что это относится к «Этюд в багровых тонах», где красная нить находится с буквой «R». Конан понимает, что это слово - Сатурн, означающее субботу. В день предполагаемого убийства они обнаруживают, что при соединении местоположений получается теннисная ракетка, указывающая на то, что Аид планирует убить кого-то во время финала чемпионата Уимблдона. Конан и остальные смогли войти в Хенман Хилл с помощью Дианы, чтобы наблюдать за финалом. Играя против своего оппонента, Минерва молится, чтобы Холмс помог ей. | |                      |                   |
| 620 | "Откровение Холмса. Королева корта на траве!" "Holmes' Revelation (Grass Court Queen)" «Hōmuzu no Mokushiroku (Gurasukōtokuīn)» (ホームズの黙示録(芝の女王))                                                                     | 743-752 (71-72 тома) | 18 июня, 2011     |
| Конан замечает, что подача Минервы написана шрифтом Брайля для «помощи», и убеждает Аполлона одолжить ему свой билет, чтобы пройти в Центральный корт и найти Аида. С трибун Конан сообщает Минерве, что он ученик Холма, и он поможет ей. Таким же образом Минерва передает сообщение «Game Set Death Mom», раскрывающее, что в конце финала её мать, Джуно Гласс, умрет. Конан подозревает, что полученный Юноной плюшевый мишка содержит бомбу, а детонатор находится у Аида, который, как предполагается, наблюдает за ней с трибуны с помощью видеокамеры. Понимая, что невозможно лбезвредить бомбу без ведома Аида, Конан решает найти преступника и просит Минерву затянуть матч как можно дольше. | |                      |                   |
| 621 | "Откровение Холмса. 0 - это только начало!" "Holmes' Revelation (0 is Start)" «Hōmuzu no Mokushiroku (Zero is Start)» (ホームズの黙示録(0 IS START))                                                                             | 743-752 (71-72 тома) | 25 июня, 2011     |
| Конан обнаруживает Аида и направляется к нему. По дороге он встречает своих родителей, которые дают ему билеты, необходимые для входа на трибуны, где находится Аид. Юсаку Кудо объясняет, что во время теннисного матча головы болельщиков следили за мячом, а Аид постоянно смотрел на Юнону. С помощью Минервы Конан задерживает Аида, и полиция берёт его под стражу. После того, как Минерва выигрывает чемпионат, Ран встречается с ней и говорит ей, что Синъити признался ей; провозглашая, что, хотя любовь равна нулю, ноль также является отправной точкой. Тем временем родители дают Конану противоядие от APTX 4869 на время обратного путешествия в Японию. | |                      |                   |
| 622 | "Чрезвычайная ситуация «252» (Часть 1)" "Emergency Situation 252 (Part 1)" «Kinkyū Jitai 252(Zenpen)» (緊急事態252(前編)) | 753-755 (72 том)     | 2 июля, 2011      |
| Молодые детективы пробираются в заброшенное здание, которое собираются снести, чтобы играть в прятки. Во время игры Гента слышит, как кто-то набирает код 2-5-2, который используется в Японии для вызова помощи. Они находят двух рабочих-строителей, которые утверждают, что обследуют местность, прежде чем разрушить здание взрывом. Конан быстро приходит к выводу, что они держат человека в здании из-за правил, запрещающих взорвать здание, в котором они находятся. Преступники, понимая, что их раскрыли, заперают здание и гонятся за детьми. Конан обезврежен своим футбольным мячом, а Ай схвачена. Преступники мешают оставшимся Детективам позвонить в полицию, угрожая убить Конана и Ай. | |                      |                   |
| 623 | "Чрезвычайная ситуация «252» (Часть 2)" "Emergency Situation 252 (Part 2)" «Kinkyū Jitai 252(Kōhen)» (緊急事態252(後編)) | 753-755 (72 том)     | 9 июля, 2011      |
| Мицухико, Аюми и Гента прячутся в шкафчиках, где преступники держат своих заложников. Преступники пытаются позвонить в дом заложника с целью выкупа, но им отвечает молодой человек. Считая свой план провалом, они решают поджечь здание, чтобы скрыть улики. Конан общается с молодыми детективами, стуча своим значком детектива, и приказывает им позвонить на свои мобильные телефоны, чтобы выманить преступников из комнаты. После этого Конан обезвреживает одного из преступников, а другого заставляет бежать из здания. Второго преступника обезвреживает Субару Окия, который забирает детей и показывает, что похищеным является Агаса. | |                      |                   |
| 624 | "Видео ответ первой любви" "The Video Letter of the First Love" «Hatsukoi no Bideoretā» (初恋のビデオレター) | 741-742 (71 том)     | 16 июля, 2011     |
| Чиба обыскивает складскую комнату начальной школы Тейтана в поисках видеокассеты тринадцатилетней давности, снятой его детской любовью, Наэко Миике, которая содержит ответ на его любовное письмо. В то же время молодые детективы отправляются в архивы искать кассету для своего учителя. Чиба рассказывает им, что ему позвонила Наэко Миике и спросила, видел ли он запись, что побудило его возобновить поиски. | |                      |                   |
| 625 | "Кричащая операционная (Часть 1)" "The Screaming of the Operation Room (Part 1)" «Zekkyō Operūmu (Zenpen)» (絶叫手術室(前編)) | 756-758 (72 том)     | 23 июля, 2011     |
| Когоро посещает свою академию, и берет с собой Конана, Ран и Соноко. Студентка университет по имени Сонсаку Цуджией спрашивает Ран, может ли она проверить, насколько реалистичен их труп, и ведёт её вместе с Конаном и Соноко через дом с привидениями, организованный Цуджиэем и тремя его друзьями. На площадке Анна Тадами умирает от конвульсий на столе. | |                      |                   |
| 626 | "Кричащая операционная (Часть 2)" "The Screaming of the Operation Room (Part 2)" «Zekkyō Operūmu (Kōhen)» (絶叫手術室(後編)) | 756-758 (72 том)     | 30 июля, 2011     |
| Конан раскрывает преступление. | |                      |                   |
| 627 | "Конан и Кид, битва за сокровища Рёмы (Часть 1)" "The Ryoma Treasure Battle Between Conan and Kid (Part 1)" «Conan Kiddo no Ryōma Otakara Kōbō-sen (Zenpen)» (コナンキッドの龍馬お宝攻防戦(前編))                                | 731-733 (70 том)     | 20 августа, 2011  |
| Кайто Кид отправляет Дзирокити Судзуки уведомление о том, что он планирует вернуть три украденных артефакта, принадлежащих Сакамото Рёме: письмо, чашу с кровью Рёмы и пистолет; во время выставки Рёма. Дзирокичи убеждает владельца предметов Рёмы, Шишихико Таруми, провести выставку в своем музее, пока он устанавливает ловушку, чтобы поймать Кида. Соноко, Ран и Конан посещают Дзирокити для получения более подробной информации. Находясь там, они получают второе уведомление от Кида, который объявляет, что его ограбление состоится на следующий день, и цитирует Рёму о его планах по наведению порядка. Конан приходит к выводу, что Кид определил день из-за дождя, и советует Дзирокити установить в музее металлоискатели. | |                      |                   |
| 628 | "Конан и Кид, битва за сокровища Рёмы (Часть 2)" "The Ryoma Treasure Battle Between Conan and Kid (Part 2)" «Conan Kiddo no Ryōma Otakara Kōbō-sen (Kōhen)» (コナンキッドの龍馬お宝攻防戦(後編))                                 | 731-733 (70 том)     | 27 августа, 2011  |
| В день ограбления Конан сталкивается с Кидом в туалетной кабинке, который показывает, что смог обойти металлоискатели, удалив поводок из пистолета. Когда Кид уходит, Конан слышит, как Таруми и его оценщик надеются, что Кид преуспеет. Кид появляется в объявленное время и публично заявляет, что убирается, прежде чем поджечь пожарные разбрызгиватели; он растворяется в толпе, тоже промокшей от дождя, и сбегает. Вода смывает пластинки с описанием в музее, показывая, что сообщения Кида, в которых подробно описываются предметы на выставке Рёма, являются поддельными, и о том, как Таруми создавал подделки и продавал их на черном рынке. | |                      |                   |
| 629 | "Дело на съёмке промо ролика (Часть 1)" "The Shooting of the Promotional Video Case (Part 1)" «Puromobideo Satsuei Jiken (Zenpen)» (プロモビデオ撮影事件(前編))                                                                  | Филлер               | 3 сентября, 2011  |
| Конан, Ран, Соноко и Молодые детективы приглашены на небольшой островной курорт на уроки дайвинга. Исследуя остров, они находят съемочную группу под руководством Юуи Миясаки, актера, потерявшего известность из-за нападения, из-за которого драма, в которой он снимался, была отменена. Когда погода портится, все возвращаются на курорт. Позже Миясака найден мертвым в своей комнате. | |                      |                   |
| 630 | "Дело на съёмке промо ролика (Часть 2)" "The Shooting of the Promotional Video Case (Part 2)" «Puromobideo Satsuei Jiken (Kōhen)» (プロモビデオ撮影事件(後編))                                                                   | Филлер               | 10 сентября, 2011 |
| Конан раскрывает преступление. | |                      |                   |
| 631 | "Что знают цветочные часы" "What the Floral Clock Knew" «Hana Tokei wa Shitte Ita» (花時計は知っていた) | Филлер               | 17 сентября, 2011 |
| Последние несколько дней Аюми практиковалась в метании дубинки в местном парке и заметила, что за ней наблюдает странный мужчина. Однажды в сопровождении её друзей находят странного мужчину мертвым. | |                      |                   |
| 632 | "Меч защитника времени (Часть 1)" "The Guardian of Time's Sword (Part 1)" «Toki no Bannin no Yaiba (Zenpen)» (時の番人の刃(前編))                                                                                                | 762-764 (72-73 тома) | 1 октября, 2011   |
| Письмо с угрозами, подписанное «Хранителем времени», предупреждает, что Рукако Хосина, хозяйка большого особняка с часовой башней, будет убита во время празднования её дня рождения в 18:00. Когоро и Конан идут, чтобы защитить её, но терпят неудачу. | |                      |                   |
| 633 | "Меч защитника времени (Часть 2)" "The Guardian of Time's Sword (Part 2)" «Toki no Bannin no Yaiba (Kōhen)» (時の番人の刃(後編))                                                                                                 | 762-764 (72-73 тома) | 8 октября, 2011   |
| Конан раскрывает преступление. | |                      |                   |
| 634 | "Убийство в маленьком кафе" "The Crime Scene is a Very Narrow Shop" «Hankou Genba wa Geki Sema Ten» (犯行現場は激セマ店) | Филлер               | 15 октября, 2011  |
| Когоро празднует в баре после выигрыша ставки на скачки. Он и трое посетителей ненадолго покидают бар, а затем возвращаются и обнаруживают, что хозяйка была убита ножом. | |                      |                   |
| 635 | "Избегайте диеты" "Beware of Dieting" «Daietto ni Goyoujin» (ダイエットにご用心) | Филлер               | 5 ноября, 2011    |
| Ран, Соноко и Конан находятся на курорте для похудения, когда один из его клиентов, Ацуко Дегава, умирает от яда, обнаруженного в её пище. | |                      |                   |
| 636 | "Самая полезная школа в мире (Часть 1)" "The Most Useful School in the World Case (Part 1)" «Sekaiichi Uketai Jugyō Jiken (Zenpen)» (世界一受けたい授業事件(前編))                                                               | Филлер               | 12 ноября, 2011   |
| Когоро просят сняться в образовательной телепрограмме. Оказавшись там, он знакомится с приглашенными звездами и участниками студии. У Нобуро Кимидзимы, главного героя «Энки», во время репетиции украли бесценную вазу. Они предполагают, что преступник все еще находится в студии… | |                      |                   |
| 637 | "Самая полезная школа в мире (Часть 2)" "The Most Useful School in the World Case (Part 2)" «Sekaiichi Uketai Jugyō Jiken (Kōhen)» (世界一受けたい授業事件(後編))                                                                | Филлер               | 19 ноября, 2011   |
| Конан раскрывает преступление. | |                      |                   |
| 638 | "Тайна дворца красного листа (Часть 1)" "Solving Mysteries at the Red Leaf Palace (Part 1)" «Momiji Goten de Nazo o Toku (Zenpen)» (紅葉御殿で謎を解く(前編))                                                                    | Филлер               | 26 ноября, 2011   |
| Когоро, Ран и Конан идут пешком, когда становятся свидетелями попытки автомобиля сбить девушку и её шофера. После спасения двоих они узнают, что девочка, Каэде Накакита, является приемным ребенком богатого человека по имени Узабуру Катайосе. Катайосе приглашает троих в свое поместье, чтобы выразить им свою благодарность. Когда Конан исследует поместье с Накакитой, он находит доказательства того, что кто-то хочет её убить, и делает вывод, что виновником является либо сын Катайосе, Огито Катайосе, либо его дочь, Нобуэ Катайосе, которые хотят получить наследство. Позже Катайосе обнаруживают мертвым после употребления яда в чае. Затем шофер Эйко Сузука раскрывает завещание Катаёсе, в котором подробно описывается местонахождение его сокровища из красных листьев. | |                      |                   |
| 639 | "Тайна дворца красного листа (Часть 2)" "Solving Mysteries at the Red Leaf Palace (Part 2)" «Momiji Goten de Nazo o Toku (Kōhen)» (紅葉御殿で謎を解く(後編))                                                                     | Филлер               | 3 декабря, 2011   |
| Нобуэ находят мертвой с отравленной стрелой в спине, а в руке она держит чистую стрелу. Арбалет Огито находится рядом с местом происшествия, что заставляет полицию подозревать его. Позже Огито падает со скалы из-за удара электрическим током. Конан раскрывает преступление. | |                      |                   |
| 640 | "8 зарисованных воспоминаний (Окаяма)" "The Memory Trip of the Eight Sketches (Okayama Part)" «Hachimai no Sukecchi Kioku no Tabi (Okayama hen)» (8枚のスケッチ記憶の旅(岡山編))                                                 | Филлер               | 10 декабря, 2011  |
| Когоро, Ран и Конан приглашаются в Окаяму, чтобы ознакомиться с едой, которую там подают. Затем они встречают женщину с амнезией и решают помочь ей восстановить свои воспоминания. | |                      |                   |
| 641 | "8 зарисованных воспоминаний (Курасики)" "The Memory Trip of the Eight Sketches (Kurashiki Part)" «Hachimai no Sukecchi Kioku no Tabi (Kurashiki hen)» (8枚のスケッチ記憶の旅(倉敷編))                                           | Филлер               | 17 декабря, 2011  |
| Незнакомец в маске пытается убить Кичисе, но его останавливает Конан. Конан раскрывает преступление. | |                      |                   |
| 642 | "Опасная игра в карты (Часть 1)" "A Critical Moment from the Karuta Cards (Part 1)" «Karuta-tori Kikiippatsu (Zenpen)» (カルタ取り危機一髪(前編))                                                                                | 759-761 (72 том)     | 7 января, 2011    |
| Конан болен простудой, ему звонят по видеосвязи Детективы. Во время разговора Детективы получают просьбу от Масао Урафуне спасти его от людей, выдающих себя за его родителей. | |                      |                   |
| 643 | "Опасная игра в карты (Часть 2)" "A Critical Moment from the Karuta Cards (Part 2)" «Karuta-tori Kikiippatsu (Kōhen)» (カルタ取り危機一髪(後編))                                                                                 | 759-761 (72 том)     | 14 января, 2011   |
| Конан раскрывает преступление. | |                      |                   |
| 644 | "Рамен так хорош, что за него можно умереть (Часть 1)" "Delicious Ramen to Die For (Part 1)" «Shinu Hodo Umai Rāmen (Zenpen)» (死ぬほど美味しいラーメン(前編))                                                                   | 765-767 (73 том)     | 4 февраля, 2011   |
| Когоро и Конан ужинают в ресторане, где подают рамен. Токумори Сайзу, президент компании, занимающейся недвижимостью, умирает от яда, когда приступил к трапезе. Приезжает полиция и приказывает Когоро, Конану и трём подозреваемым покинуть магазин, пока они проводят расследование. | |                      |                   |
| 645 | "Рамен так хорош, что за него можно умереть (Часть 2)" "Delicious Ramen to Die For (Part 2)" «Shinu Hodo Umai Rāmen (Kōhen)» (死ぬほど美味しいラーメン(後編))                                                                    | 765-767 (73 том)     | 11 февраля, 2011  |
| Конан раскрывает преступление. | |                      |                   |

### Сезон 21 (2012)
| 646 | "Шоу дедукции в отеле с приведениями (Часть 1)" "The Deduction Showdown in the Haunted Hotel (Part 1)" «Yūrei Hoteru no Suiri Taiketsu (Zenpen)» (幽霊ホテルの推理対決(前編))                                                  | 768-770 (73 том)     | 18 февраля, 2012  |
| Ран, Соноко и Конан направляются в отель в буфет с пирожными. По дороге к Соноко пристаёт извращенец, но его останавливает Масуми Сера. В отеле Тейгу Усуми выпал из окна отеля, перед тем как к нему должны были прийти жертвы его обмана. Приезжает полиция и обнаруживает пристройку, где жертва закрасила камеру слежения, это единственное слепое пятно в отеле и, скорее всего, место убийства. Там они обнаруживают инвалидную коляску, прикрепленную к длинной леске. | |                      |                   |
| 647 | "Шоу дедукции в отеле с приведениями (Часть 2)" "The Deduction Showdown in the Haunted Hotel (Part 2)" «Yūrei Hoteru no Suiri Taiketsu (Kōhpen)» (幽霊ホテルの推理対決(後編))                                                  | 768-770 (73 том)     | 25 февраля, 2012  |
| После исследования комнаты Масуми объявляет, что виновником является Тосико Хирукава, поскольку она солгала Конану об использовании лифта. Она рассказывает, что Хирукава напоила Усуми, посадила его в инвалидное кресло и использовала систему веревок, соединенных с лифтом, чтобы выбросить его в окно. Однако воспроизвести сцену не удается, пока Конан не озвучивает свои выводы по телефону, когда Синъити показывает, что банки с краской были выставлены из окна, чтобы наклонить инвалидное кресло. Хирикава признается в преступлении. Позже Масуми переводится в класс Ран и Соноко. | |                      |                   |
| 648 | "Дело о захваченном детективном агентстве (Начало)" "Detective Agency Confinement Case (Outbreak)" «Tantei Jimusho Rōjō Jiken (Boppatsu)» (探偵事務所籠城事件(勃発))                                                           | 771-774 (73-74 тома) | 3 марта, 2012     |
| Масуми спрашивает Ран, может ли она прийти поговорить с Конаном. Оказавшись там, она узнает, что Конан находится у Агасы с Молодыми детективами, и тот факт, что Конан находится с Когоро в каждом деле. Вскоре они прерываются, когда в агентство входит вооружённый человек и берёт их и трех посетителей в заложники. Бандит, Исао Савагури, требует, чтобы Когоро определил, кто из трех заложников убил его сестру. Масуми и Ран валят преступника, но он себя заминировал, и им приходится подчиниться. Молодые детективы говорят Конану что видели Ран с каким-то парнем (Масуми), Конан звонит Ран и спрашивает, с кем она гуляла. Масуми отвечает и делает вид, что завершает разговор, позволяя Конану подслушивать ситуацию. Конан узнает, что дело сестры Савагури, Мику Савагури, Ямомуро закрыл как самоубийство, когда она была найдена с разрезом на запястье в её запертой комнате рёкана. Агаса и молодые детективы уходят, чтобы опросить местную ассоциацию торговцев, которые были в рёкане во время смерти Мику. Постепенно Конан узнает больше об этом деле из информации, предоставленной Савагури, СМИ и детективом. Затем Савагури понимает, что мобильный телефон Ран все ещё подключён, и готовится стрелять в Серу, пока Конан не заговорит с голосом, Синъити Кудо, и пообещал раскрыть дело. | |                      |                   |
| 649 | "Дело о захваченном детективном агентстве (Снайпер)" "Detective Agency Confinement Case (Sniping)" «Tantei Jimusho Rōjō Jiken (Sogeki)» (探偵事務所籠城事件(狙撃))                                                             | 771-774 (73-74 тома) | 10 марта, 2012    |
| Савагури, довольный тем, что в этом деле участвует еще один детектив, подчиняется его просьбе сфотографировать книги заложников, на которых Мику подписал автограф. В ходе расследования власти теряют шанс выстрелить в Савагури после того, как Ран закрывает занавес, поскольку она считает, что Синъити может найти решение, чтобы предотвратить любые смерти. Сообщение в блоге Мику показывает, что ее последние три посетителя были от слон, лиса и крыса. Конан объясняет, что животные были созданы на основе профессий заложников. В ответ Савагури готовится убить Мицуи. | |                      |                   |
| 650 | "Дело о захваченном детективном агентстве (Свобода)" "Detective Agency Confinement Case (Release)" «Tantei Jimusho Rōjō Jiken (Kaihō)» (探偵事務所籠城事件(解放))                                                              | 771-774 (73-74 тома) | 17 марта, 2012    |
| Конан заявляет, что Мицуи невиновна, так как она была свидетелем выхода из комнаты Мику; Савагури предположил, что преступник перешел с балкона и покинул его комнату. Что касается смерти Мику, Конан объясняет, что она имитировала самоубийство главного героя в своей книге. В результате Савагури обезумел и попал в руки властей. Позже Конан показывает, что его предыдущий вывод был блефом и что Мику был убит Ючи. | |                      |                   |
| 651 | "Битва умов между детективами востока и запада. Конан против Хейджи" "Conan vs. Heiji: The Detective Deduction Battle Between the East and the West" «Conan vs Heiji Tōzai Tantei Suiri Shōbu» (コナンvs平次 東西探偵推理勝負) | 778-780 (74 том)     | 24 марта, 2012    |
| Хейджи и Казуха посещают Токио, где их пути разошлись. В ресторане, в котором находится Казуха, происходит убийство, которое заставляет Когоро, Ран, Масуми, Хейджи и Конана провести расследование. Свидетель - Андре Кэмел, который объясняет, что последние слова жертвы были признанием в отравлении... | |                      |                   |
| 652 | "Дизайн яда и миражей (Глаз)" "The Design of Poison and Illusion (Eye)" «Doku to Maboroshi no Dezain (Eye)» (毒と幻のデザイン(Eye))                                                                                            | 781-786 (74-75 тома) | 21 апреля, 2012   |
| Хейджи раскрывает, что его целью была поездка в дом покойного Кохея Вакамацу после получения письма, в котором ему предлагается раскрыть убийство. Хейджи объясняет, что Казуха отправилась в дом Вакамацу в Осаке в соответствии с инструкциями в письме, где она находит замаскированного человека со словом «ГЛАЗ», вырезанным на плитке в ванной. Человек отключает свет, ускользает, и вырезанные слова исчезают. Хейджи уточняет, что Вакамацу был убит в своей ванной в Каруидзаве, Нагано, и что виновник намекал, что на плитке было оставлено посмертное послание. Хейджи и Казуха просят Когоро, Ран и Конана присоединиться к ним, чтобы взять покозания у вдовы Вакамацу и близких товарищей, которые были в его доме в день его смерти. Во время допроса Икуро Вакамацу, сын жертвы, умирает, съев отравленный Баумкухен. | |                      |                   |
| 653 | "Дизайн яда и миражей (С)" "The Design of Poison and Illusion (S)" «Doku to Maboroshi no Dezain (S)» (毒と幻のデザイン(S)) | 781-786 (74-75 тома) | 28 апреля, 2012   |
| Приезжает полиция, и их расследование показывает, что баумкухен был равномерно разрезан на восемь частей, и только одна часть была отравлена. Полиция допрашивает подозреваемых, а вдова, Серика Вакамацу, исключена, поскольку она никогда не приближалась к подносу. Тем временем полицейские детективы в Нагано раскрывают Хейджи, что убийца Вакамацу переделал плитку в ванной, чтобы скрыть посмертное послание; Оптическая иллюзия создавала впечатление, что плитку невозможно переставить, не нарушив узор. Когда все возвращается в нормальное состояние, появляется сообщение «СЫН», что указывает на то, что Икуро был убийцей Вакамацу. | |                      |                   |
| 654 | "Дизайн яда и миражей (Яд)" "The Design of Poison and Illusion (Poison)" «Doku to Maboroshi no Dezain (Poison)» (毒と幻のデザイン(Poison))                                                                                     | 781-786 (74-75 тома) | 5 мая, 2012       |
| Конан и Хейджи обнаруживают порошкообразный яд на дверной ручке Икуро и тапочках Серики; доказательства указывают на неё как на убийцу Икуро. Серику нашли мертвой в её кабинете от отравления цианидом. Секретарь Вакамацу, Сатаке Ёсими, сообщает, что по завещанию Серики признание в убийстве Вакамацу должно быть передано в полицию после её смерти; письмо подтверждает, что Икуро был убийцей и роль Серики в сокрытии предсмертного послания. | |                      |                   |
| 655 | "Дизайн яда и миражей (Иллюзия)" "The Design of Poison and Illusion (Illusion)" «Doku to Maboroshi no Dezain (Illusion)» (毒と幻のデザイン(Illusion))                                                                          | 781-786 (74-75 тома) | 12 мая, 2012      |
| Расследование Конана и Хейджи приводит их к пониманию того, как были убиты Икуро и Серика. | |                      |                   |
| 656 | "Видео профессора (Часть 1)" "Professor's Video Site (Part 1)" «Hakase no Douga Saito (Zenpen)» (博士の動画サイト(前編)) | 775-777 (74 том)     | 19 мая, 2012      |
| Детективы готовят карри в доме Агасы, а Конана просят оценить старинную вазу. Гента случайно портит карри, и дети уходят, чтобы купить ингредиенты. По возвращении они обнаруживают, что Агаса без сознания, а Аюми пропала. Похитители отправляют сообщение с требованием найти кошку взамен Аюми. Похитители отправляют второе сообщение, в котором говорится, что они нашли свою кошку, и подробно описывают местонахождение Аюми. После спасения Аюми, которая была свернута в старый коврик, Детективы пытаются выяснить мотивы похитителей. | |                      |                   |
| 657 | "Видео профессора (Часть 2)" "Professor's Video Site (Part 2)" «Hakase no Douga Saito (Kōhen)» (博士の動画サイト(後編)) | 775-777 (74 том)     | 26 мая, 2012      |
| Конан выявляет преступников. | |                      |                   |
| 658 | "Ловушка горячего шоколада" "The Hot Trap in Chocolate" «Shokora no Atsui Wana» (ショコラの熱い罠) | Филлер               | 2 июня, 2012      |
| Соноко приглашает Ран и Конана присутствовать на открытии шоколадного ресторана, которым управляет известный шоколатье Юкихико Цудзимото. Во время презентации загорается огонь, и Цудзимото сгорает заживо. | |                      |                   |
| 659 | "Расследование с первой любовью (Часть 1)" "The Joint Investigation with First Love (Part 1)" «Hatsukoi no Kyōdō Sōsa (Zenpen)» (初恋の共同捜査(前編))                                                                         | 790-792 (75 том)     | 9 июня, 2012      |
| Детективы обнаруживают, что машина Чибы подверглась вандализму с угрожающим словом. Молодые детективы подталкивают Чибу к расследованию этого преступления с его первой любовью, Наэко Миике. Они исследуют подземную автостоянку, где произошел вандализм; Там наезд сзади вызван виновником вандализма. Полиция закрыла парковку, оставив троих подозреваемых. Во время расследования ветер срывает шляпу Наэко, открывая её лицо Чибе. | |                      |                   |
| 660 | "Расследование с первой любовью (Часть 2)" "The Joint Investigation with First Love (Part 2)" «Hatsukoi no Kyōdō Sōsa (Kōhen)» (初恋の共同捜査(後編))                                                                          | 790-792 (75 том)     | 16 июня, 2012     |
| Чиба не может вспомнить лицо Наэко, но отмечает его знакомство. В ходе расследования Конан понимает мотив преступника и заставляет полицию отпустить подозреваемых. Ночью полиция устроила засаду, чтобы выманить преступника. Чиба вспоминает, как проходила мимо Наэко, но не знает, кто она. | |                      |                   |
| 661 | "Когоро-сан—хороший человек (Часть 1)" "Kogoro-san is a Good Man (Part 1)" «Kogorō-san wa Ii Hito (Zenpen)» (小五郎さんはいい人(前編))                                                                                         | 787-789 (75 том)     | 23 июня, 2012     |
| Ран и Конан встречают Такэ Киритани, пожилую женщину, которая утверждает, что Когоро навещал её и помогал ей. Они обнаруживают, что Рёхей Онда изображал из себя Когоро, чтобы помочь Киритани. Во время их визита сосед Гэнсуке Деникава был найден мертвым другими соседями. | |                      |                   |
| 662 | "Когоро-сан—хороший человек (Часть 2)" "Kogoro-san is a Good Man (Part 2)" «Kogorō-san wa Ii Hito (Kōhen)» (小五郎さんはいい人(後編))                                                                                          | 787-789 (75 том)     | 30 июня, 2012     |
| Конан завершает расследование и понимает, кто убийца. Подозреваемые, понимая, что Рёхей - фальшивка, бросают ему вызов, чтобы он объявил виновного. Конан передает свои выводы Рёхею. | |                      |                   |
| 663 | "Охота на жука-оленя Мияму" "The Mountain Beetle Chase" «Miyamakuwagata o Oe» (ミヤマクワガタを追え) | Филлер               | 7 июля, 2012      |
| Молодые детективы хотят поймать несколько жуков, чтобы принести их в школу, и навестить старого друга Агасы в горах. Когда они возвращаются, обнаруживают, что Наматаме ранен. Последние слова Наматаме - «Жук-олень Мияма», прежде чем он потерял сознание. | |                      |                   |
| 664 | "Подвиг большой собаки Кюр 2" "The Great Dog Coeur's Triumph 2" «Meiken Kūru no o Tegara 2» (名犬クールのお手柄２) | Филлер               | 14 июля, 2012     |
| Молодые детективы находят странную карту на обратной стороне листа бумаги с множеством крестиков в разных местах. По мере того, как группа посещает каждый дом, они обнаруживают что владелец одного из домов погиб… | |                      |                   |
| 665 | "Подозрительный инициал К" "Suspicion of Initial K" «Giwaku no Inisharu K» (疑惑のイニシャルＫ) | Филлер               | 21 июля, 2012     |
| Анблик Татено и Когоро нашли в доме труп. Хитрый старик был хладнокровно убит, оставив в качестве сообщения только букву «К». И было два подозреваемых, которые могли быть истинными виновниками хладнокровного убийства, и у обоих была буква «К» в каждом имени. | |                      |                   |
| 666 | "Дождливая ночная угроза" "The Intimidator In a Rainy Night" «Ame no Yoru no Kyōhaku-sha» (雨の夜の脅迫者) | Филлер               | 28 июля, 2012     |
| Офицера Чибу просит помощь женщина, которая чувствует, что её преследуют, но после того, как предполагаемый преследователь был найден мертвым в её доме. Подозревается, что она убила его, и Конану нужно раскрыть правду на месте преступления… | |                      |                   |
| 667 | "Накануне свадьбы (Часть 1)" "Wedding Eve (Part 1)" «Uedingu Ivu (Zenpen)» (ウエディング・イヴ (前編)) | 793-795 (75 том)     | 1 сентября, 2012  |
| Когоро, Ран и Конан приглашены другом Когоро, Райтой Банба, на его предсвадебную вечеринку. Невеста Банбы, Хацунэ Камон, уходит, чтобы сделать ногти. Вскоре по возвращении она получает телефонный звонок на парковке, который её шокирует. Она звонит Банбе, и прощается с ним. На парковке обнаруживают горящий автомобиль с ней внутри… | |                      |                   |
| 668 | "Накануне свадьбы (Часть 2)" "Wedding Eve (Part 2)" «Uedingu Ivu (Kōhen)» (ウエディング・イヴ (後編)) | 793-795 (75 том)     | 8 сентября, 2012  |
| Конан раскрывает обстоятельства произошедшего. | |                      |                   |
| 669 | "Спрятанные сокровища из Тёмной башни (Часть 1)" "Treasure in the Tower of Darkness (Part 1)" «Kurayami Tō no Hihō (Zenpen)» (くらやみ塔の秘宝 (前編))                                                                         | Филлер               | 15 сентября, 2012 |
| Каратэ-сэмпай Ран, Киодо Нанами, приглашает Детективов на поиски сокровищ в её доме. Оказавшись там, они обнаруживают, что сокровище, скорее всего, спрятано в Темной Башне. Однако в башне нет ни входов, ни окон. Вокруг поместья они также обнаруживают, что этот дом был оборудован различными уловками и ловушками. Позже мать Нанами, Киодо Момоэ, была обнаружена мертвой, предположительно упавшей с башни. Во время расследования обоих случаев Хайбара исчезает, а остальные также обнаруживают два секретных входа. | |                      |                   |
| 670 | "Спрятанные сокровища из Тёмной башни (Часть 2)" "Treasure in the Tower of Darkness (Part 2)" «Kurayami Tō no Hihō (Kōhen)» (くらやみ塔の秘宝 (後編))                                                                          | Филлер               | 22 сентября, 2012 |
| Конан раскрывает секрет башни. | |                      |                   |
| 671 | "Ноктюрн Детективов (Дело)" "Detective's Nocturne (The Case)" «Tantei-tachi no Yasōkyoku (Jiken)» (探偵たちの夜想曲 (事件)) | 796-800 (76 том)     | 6 октября, 2012   |
| В Бейке недавно произошло ограбление банка, в котором погиб один сотрудник банка. Когоро готовится к встрече с клиентом Кей Касицука. В ожидании он получает письмо от Касицуки, который меняет место встречи на местный ресторан. Там Когоро понимает, что адрес мобильного телефона отличается от первого сообщения, которое он получил от клиента. Он вместе с Тору, Раном и Конаном возвращаются в агентство, где обнаруживают, что Катшицука связана с мертвым похитителем. Приезжает полиция и выясняет, что похититель покончил с собой, поскольку на Катшицуке не было найдено пороха. Все четверо сопровождают Касицуку домой; во время поездки Конан размышляет о том, почему кошелек похитителя был полон монет и мелких купюр, а в его мобильном телефоне было только одно сообщение и отсутствие пороха на Катшицуке. | |                      |                   |
| 672 | "Ноктюрн Детективов (Похищение)" "Detective's Nocturne (Kidnapping)" «Tantei-tachi no Yasōkyoku (Yūkan)» (探偵たちの夜想曲 (誘拐))                                                                                             | 796-800 (76 том)     | 13 октября, 2012  |
| По прибытии в дом Касицуки Ран получает телефонный звонок от Масуми. Во время телефонного звонка слышен шум, который, по мнению Тору, указывает на то, что в доме прослушка. Пока Когоро, Ран и Тору исследуют дом, Конан замечает, что Касицука крадется из дома, и сопровождает её на машине. Тем временем Тору находит в квартире мертвого мужчину и понимает, что это он там жил. Тем временем Касицука усыпляет Конана и отправляет выкуп за Когоро, чтобы тот не позвонил в полицию. Трое в квартире обнаруживают, что у жертвы есть записи недавнего ограбления банка, указывающие на то, что он был связан с ним, и что жертвой ограбления банка, Кения Сюно, был мужчина на фотографии с Касицукой. Ран говорит Агасе использовать трекер, чтобы найти Конана. Агаса, Хайбара и Субару следуют за сигналом. Тем временем Масуми также решает искать Конана. | |                      |                   |
| 673 | "Ноктюрн Детективов (Дедукция)" "Detective's Nocturne (Deduction)" «Tantei-tachi no Yasōkyoku (Suiri)» (探偵たちの夜想曲 (推理))                                                                                               | 796-800 (76 том)     | 20 октября, 2012  |
| Конан перестает притворяться спящим и говорит похитителю, что она на самом деле Серина Уракава, и что Кей Катшицука был мертвым человеком в агентстве; его вывод был основан на телефонном звонке родственникам Сёно, чтобы узнать личность его девушки. Конан объясняет, что Катшицука и мужчина в квартире были двумя из трех грабителей. Уракава узнал от Сёно, что Катшицука был одним из грабителей. При посещении его квартиры она встречает второго грабителя, которого убила в целях самообороны. Узнав, что Катшицука планирует встретиться с Когоро, чтобы выяснить, в каком шкафчике были спрятаны деньги, она пытается допросить его и изображает его убийство как самоубийство, вводя ему наркотик, помещая пистолет в его руки и нажимая на спусковой крючок веревкой. . Что касается третьего грабителя, Уракава планирует посетить трех женских контактов, найденных на телефоне Катшицуки, чтобы определить, кто из них является виновником. Тем временем Когоро, Ран и Амуро также обнаруживают эту информацию и отправляются туда. | |                      |                   |
| 674 | "Ноктюрн Детективов (Бурбон)" "Detective's Nocturne (Bourbon)" «Tantei-tachi no Yasōkyoku (Bābon)» (探偵たちの夜想曲 (バーボン))                                                                                               | 796-800 (76 том)     | 27 октября, 2012  |
| После посещения троих Конан объясняет, что грабитель на видео был левшой, и только Такайо Тегава подходит под это описание. Тегава подслушивает их разговор и держит Конана под дулом пистолета, приказывая Уракаве уехать. Субару, Тору и Масуми преследуют и задерживают Тегаву. Сверху Вермут звонит одному из них, обращаясь к ним «Бурбон» и напоминая Бурбону выполнить свое обещание. | |                      |                   |
| 675 | "Не прощу ни на миллиметр (Часть 1)" "Won't Forgive Even One Millimetre (Part 1)" «1 Miri mo Yurusanai (Zenpen)» (1ミリも許さない (前編))                                                                                      | 801-803 (76 том)     | 10 ноября, 2012   |
| Молодые детективы приглашены на шашлык. После еды муж искал свой телефон и поссорился с женой. Тем временем Аюми находит мобильный телефон и идёт вернуть его паре, обнаружив, что жена пытается убить своего мужа. Когда сыщики входят в комнату, они обнаруживают, что жена лежит на полу с ранением в сердце. | |                      |                   |
| 676 | "Не прощу ни на миллиметр (Часть 2)" "Won't Forgive Even One Millimetre (Part 2)" «1 Miri mo Yurusanai (Kōhen)» (1ミリも許さない (後編))                                                                                       | 801-803 (76 том)     | 17 ноября, 2012   |
| Жена доставлена в больницу. Увидев ситуацию и найдя доказательства, Конан делает вывод, что муж подстроил нападение, и пытался убить свою жену… | |                      |                   |
| 677 | "Пляж без следов" "The Sandy Beach with No Footprints" «Ashiato ga Nai Sunahama» (足跡がない砂浜) | Филлер               | 24 ноября, 2012   |
| Мори, Ран и Конан впервые пробуют заниматься серфингом со своим инструктором по серфингу и её гораздо более старшим мужем. Вскоре пара вступает в ожесточенный спор по поводу безопасности серфинга во время приближающейся бури. На следующее утро они находят жену мертвой на пляже… | |                      |                   |
| 678 | "Таинственный театр Нагасаки (Конец эпохи Эдо)" "Nagasaki Mystery Theater (Bakumatsu Part)" «Nagasaki Misuterī Gekijō (Bakumatsu-hen)» (長崎ミステリー劇場（幕末篇）)                                                          | Филлер               | 1 декабря, 2012   |
| Ран выигрывает поездку в Нагасаки с Мори и Конаном. Гуляя по городу, они непреднамеренно прерывают съёмки детективной драмы. Мори нанят в качестве консультанта, чтобы выяснить, чем закончится история, потому что сценарист исчез. Группа осматривает комнату сценариста и находит газетные вырезки о реальном случае серийных краж. Группа замечает сценариста, но он убегает, прежде чем они успевают его догнать. Когда следующая часть сценария отправляется команде по электронной почте. Конан понимает, что сценарий содержит скрытые сообщения. Техник по реквизиту подвергается нападению, и он на последнем издыхании указывает на Ран. | |                      |                   |
| 679 | "Таинственный театр Нагасаки (Современное Дело)" "Nagasaki Mystery Theater (Present-Day Part)" «Nagasaki Misuterī Gekijō (Gendai-hen)» (長崎ミステリー劇場（現代篇）)                                                          | Филлер               | 8 декабря, 2012   |
| Конан находит свидетеля, который видел, как Ран изучает её реплики, что даёт ей твердое алиби. Позже той же ночью один из актеров, Сазанами, подвергается нападению, и на его вещах обнаруживаются отпечатки пальцев сценариста. Конан следует за подсказками в скрытых сообщениях и собирает всех в театре. | |                      |                   |
| 680 | "Кактусовая рапсодия" "Cactus Rhapsody" «Saboten Kyou Sou Kyoku» (サボテン狂騒曲) | Филлер               | 15 декабря, 2012  |
| Соноко, Ран и Конан посещают оранжерею для кактусов. Сыновья хозяина прерывают его вспышками гнева по поводу отстранения от отцовского завещания. Владелец объясняет, что разочарован в том, что его сыновья живут за счет его состояния, и что он оставит все ботаническому саду. Позже срабатывает сигнализация, и сын Ясуюки обнаруживается стоящим над трупом своего отца. | |                      |                   |

### Сезон 22 (2013)
| 681 | "Смертельная трансляция любви (Начать трансляцию)" "The Life-Threatening Broadcast of Love (Begin Broadcasting)" «Inochi wo Kaketa Ren'ai Chuukei (Chuukei Kaishi)» (命を賭けた恋愛中継(中継開始))                   | 804-808 (76-77 тома) | 5 января, 2013    |
| В годовщину смерти наставника Такаге, Ватару Дате. Детектив Такаги рано заканчивает работу, но никто, включая Сато, не знает, куда он пропал. Молодые детективы ждут возле полицейского участка фотосессии для брошюры безопасности, когда незнакомец просит их доставить посылку девушке Такаге. В посылке есть планшет, на котором в реальном времени транслируется связанный Такаге. У них есть около 24 часов, чтобы выяснить, где он находится, прежде чем взорвется бомба. Полиция расследует 3 старых дела, которые Такаге недавно просматривал. | |                      |                   |
| 682 | "Смертельная трансляция любви (Отчаянная ситуация)" "The Life-Threatening Broadcast of Love (Crisis State)" «Inochi wo Kaketa Ren'ai Chuukei (Zettai Zetsumei)» (命を賭けた恋愛中継(絶体絶命))                       | 804-808 (76-77 тома) | 12 января, 2013   |
| Обсудив с Сато случаи самоубийства, Конан приходит к выводу, что Такаги искал девушку своего наставника, которая так и не узнала о его смерти. Она покончила жизнь самоубийством, полагая, что Дэйт оставил её. Полиция находит старого учителя английского языка девушки, который перепутал двух Ватару и обвинил Такаге в её смерти. Прежде чем Сато может получить какую-либо информацию о местонахождении Такаге, старик выпивает отравленное вино. | |                      |                   |
| 683 | "Смертельная трансляция любви (Скорее на место преступления)" "The Life-Threatening Broadcast of Love (The Inrush into the Scene)" «Inochi wo Kaketa Ren'ai Chuukei (Genba Totsunyū)» (命を賭けた恋愛中継(現場突入)) | 804-808 (76-77 тома) | 19 января, 2013   |
| Когда похититель мертв, полиции приходится полагаться на видео с Такаге, чтобы выяснить, где он находится. Конан узнает западную галку, которая встречается только на Хоккайдо, что сужает область поиска. Обыскивается каждое четырехэтажное здание. После просмотра видеозаписи Конан понимает, что похититель поместил зеркало под Такаге, чтобы создать иллюзию высокого здания. Сато находит его прямо перед взрывом бомбы. Радуясь его безопасности, она целует его перед камерами. Каждый полицейский, который раньше волновался или плакал из-за Такаге, внезапно желают ему смерти. | |                      |                   |
| 684 | "Пена, пар и дым (Часть 1)" "Foam, Steam, and Smoke (Part 1)" «Awa to Yuge to Kemuri (Zenpen)» (泡と湯気と煙(前編))                                                                                                  | 809-811 (77 том)     | 26 января, 2013   |
| Конан и Ай натыкаются на Такаги, возвращающегося с работы. Рядом кричит женщина, и они обнаруживают тело президента издательской компании. Непосредственно перед смертельным падением пострадавший связался с 3 людьми. Все они утверждают, что в то время были одни в своей квартире. Такаги и Конан осматривают каждую квартиру, прежде чем подозреваемые смогут что-либо изменить. Первый подозреваемый показывает, что пиво, которое он недавно налил, все ещё пенится наверху. Второй подозреваемый показывает, что на столе все ещё парит чашка горячего кофе. Третий подозреваемый показывает, что его сигарета все ещё тлеет после того, как она только что выгорела. Все трое также признают, что в настоящее время находятся в судебном процессе против президента за подделку фотографий и клевету на знаменитую актрису, которая покончила с собой. | |                      |                   |
| 685 | "Пена, пар и дым (Часть 2)" "Foam, Steam, and Smoke (Part 2)" «Awa to Yuge to Kemuri (Kōhen)» (泡と湯気と煙(後編))                                                                                                   | 809-811 (77 том)     | 2 февраля, 2013   |
| Конан разоблачает преступника. | |                      |                   |
| 686 | "Машина с бомбой замедленного действия" "The Car Carrying A Time Bomb" «Jigen Bakudan o Noseta Kuruma» (時限爆弾を乗せた車)                                                                                          | Филлер               | 9 февраля, 2013   |
| Бомба взрывается и убивает неизвестного человека. На другом конце города Мао, соседка Аюми, бежит к молодым детективам за помощью, её собака Кенди запрыгнула в грузовик доставки. Обыскивая один из ближайших грузовиков, они натыкаются на Такаги и Чибу, занимающихся расследованием дела о серийных взрывах. В полиции выяснили, что в грузовике для доставки находится последняя бомба, но его угоняют двое грабителей… | |                      |                   |
| 687 | "Невероятная ледяная ловушка" "The Unsolvable Ice Trap" «Dare mo tokenai Kōri no Wana» (誰もとけない氷の罠) | Филлер               | 16 февраля, 2013  |
| Профессор Агаса отводит молодых детективов в ледяную деревню. Мэр и его секретарь объявляют что это последний зимний фестиваль, а на его месте построят курорт, чтобы приносить больше доходов. Группа ночует в ледяной гостинице. На следующее утро мэра, остановившегося в другой части ледяной гостиницы, находят задушенным в своей постели. | |                      |                   |
| 688 | "Детектив Такаги нашёл 30 миллионов йен" "Detective Takagi Picked Up 30 Million Yen" «Takagi-keiji 3000 Man-en Hirou» (高木刑事3000万円拾う)                                                                         | Филлер               | 23 февраля, 2013  |
| Во время утренней пробежки Такаги наткнулся на спортивную сумку, наполненную 30 миллионами иен… | |                      |                   |
| 689 | "Сообщения от клиента" "Messages From the Client" «Iraijin Kara no Messēji» (依頼人からのメッセージ) | Филлер               | 2 марта, 2013     |
| 3 месяца назад 24-летняя Каору Сасамори, которая наняла Когоро для расследования дела своего парня, упала с лестницы и умерла. На её похоронах брат Каору обвинил её парня Цуге в том, что он столкнул её с лестницы. В настоящее время Брат Каору, её лучший друг Кадзуми, менеджер Цуге и Когоро, приходят к Цуге и находят его забитым до смерти. | |                      |                   |
| 690 | "Нераскрытое дело Кудо Юсаку (Часть 1)" "Yusaku Kudo's Unsolved Case (Part 1)" «Kudō Yūsaku no Mikaiketsujiken (Zenpen)» (工藤優作の未解決事件(前編))                                                                | 812-814 (77 том)     | 9 марта, 2013     |
| Ран, Соноко и Сера находят тело мужчины в переулке, рядом с которым кровью написан символ кандзи «死» (смерть). Ран вспоминает похожий случай, произошедший 10 лет назад, и направляется в резиденцию Кудо, чтобы найти дело в библиотеке. Синъити вспоминает тот случай, когда его отец отказался от дела, заявив что убийца больше никогда не появится. Субару присоединяется к ним. | |                      |                   |
| 691 | "Нераскрытое дело Кудо Юсаку (Часть 2)" "Yusaku Kudo's Unsolved Case (Part 2)" «Kudō Yūsaku no Mikaiketsujiken (Kōhen)» (工藤優作の未解決事件(後編))                                                                 | 812-814 (77 том)     | 16 марта, 2013    |
| Конан разгадывает загадку. | |                      |                   |
| 692 | "Ночная дорога цветения сакуры на реке Сумида (Часть 1)" "The Night Cherry Blossom Route on Sumida River (Part 1)" «Sumidagawa Yozakura Rūto (Zenpen)» (隅田川夜桜ルート(前編))                                      | Филлер               | 23 марта, 2013    |
| Когоро звонит неизвестный, требуя выполнить инструкции по доставке выкупа в размере 24 миллионов иен. Конан едет на скейтборде вслед за лодкой. После того, как лодка прошла под мостами, портфель пропал с крыши лодки. | |                      |                   |
| 693 | "Ночная дорога цветения сакуры на реке Сумида (Часть 2)" "The Night Cherry Blossom Route on Sumida River (Part 2)" «Sumidagawa Yozakura Rūto (Kōhen)» (隅田川夜桜ルート(後編))                                       | Филлер               | 30 марта, 2013    |
| Конан выявляет злоумышленника. | |                      |                   |
| 694 | "Пропавшие японские сладости в старом магазине" "The Missing Japanese Sweet in the Old Shop" «Kieta Shinise no Wagashi» (消えた老舗の和菓子)                                                                         | Филлер               | 20 апреля, 2013   |
| Шоколадные конфеты пропали в каждом магазине по всему Киото. Конан, Ран, Соноко, Когоро и Молодые детективы пытаются найти пропавшие сладости. | |                      |                   |
| 695 | "Розы на винограднике" "The Roses in the Vineyard" «Budō Hata ni Bara no Hana» (葡萄畑に薔薇の花) | Филлер               | 27 апреля, 2013   |
| Конан, Ран и Когоро приезжают на винодельню. Вскоре владелец был найден мёртвым на складе бочек, расположенном в винограднике. Конан собирается найти убийцу... | |                      |                   |
| 696 | "Заговор на бурной клумбе" "The Stormy Flowerbed Conspiracy" «Kadan Arashi no Inbō» (花壇あらしの陰謀) | Филлер               | 4 мая, 2013       |
| Молодые детективы обнаружили, что клумба у общественного центра была разгромлена. На следующий день возле клумбы обнаруживают тело председателя. | |                      |                   |
| 697 | "Окно женской академии" "The Window of the Girls Academy" «Onna Gakuen no Mado» (女学園の窓) | Филлер               | 11 мая, 2013      |
| Когоро был нанят Мисаки Янаи, подругой Ран и Соноко из средней школы, для повторного расследования самоубийства её старшей сестры Нагисы. Мисаки считает, что её сестра не совершила самоубийство. | |                      |                   |
| 698 | "Ни за что! Дело о крушении НЛО" "No Way! The UFO Crash Case" «Masaka! Yūfō Tsuiraku Jiken» (まさか! UFO墜落事件) | Филлер               | 18 мая, 2013      |
| У моста обнаруживают Тело мужчины, на которого упала летающая тарелка. | |                      |                   |
| 699 | "Тень, приближающаяся к секрету Хайбары (Часть 1)" "The Shadow That Approaches Haibara's Secret (Part 1)" «Haibara no himitsu ni semaru kage (Zenpen)» (灰原の秘密に迫る影(前編))                                    | 815-817 (77 том)     | 8 июня, 2013      |
| Агаса берет молодых детективов в поход, когда они сталкиваются с Масуми Серой, которая присоединяется к их походу. Пока Гента, Мицухико, Аюми и Хайбара собирают дрова, они сталкиваются с мужчиной, хоронящим труп женщины. Хайбара успевает сообщить в полицию. После того, как убийца обнаружил их и преследовал, они находят убежище в хижине в лесу. Находясь в там, они обнаруживают, что на самом деле это было место преступления. Тем временем Агаса, Конан и Сера начинают беспокоиться о них, потому что их кемпинг оказывается вне зоны действия сотовых телефонов. Полиция Гунмы обнаруживает трех подозрительных мужчин, которые бродят в одиночестве по лесу, утверждая, что они невиновны в убийстве. Пока полиция Гуммы расследует убийство, дети понимают, что они были заперты убийцей, в то время как в задней части хижины начинается пожар. Хотя дым привлек внимание Конана, инспектор Ямамура утверждает, что это был всего лишь дым костра, устроенного в лесу. | |                      |                   |
| 700 | "Тень, приближающаяся к секрету Хайбары (Часть 2)" "The Shadow That Approaches Haibara's Secret (Part 2)" «Haibara no himitsu ni semaru kage (Kōhen)» (灰原の秘密に迫る影(後編))                                     | 815-817 (77 том)     | 15 июня, 2013     |
| Внезапно появляется женщина с топором и выламывает дверь. Тем временем Конан и Сера обнаруживают истинный смысл предсмертного послания жертвы. После этого Конан и Сера мчатся к горящей хижине, и обнаруживают, что Аюми, Гента и Мицухико были в безопасности из-за «красивой женщины». Конан полагает, что «красивой женщиной» была Хайбара, которая приняла противоядие APTX4869 и надела одежду умершей женщины, чтобы спасти всех. Однако Мицухико тайно снял её на видео и отправил в Детективное агентство. Там Тоору Амуро проникаеи в агентство и видит видео, как и Субару Окия , пьющий бурбон, взламывает на расстоянии компьютер Мори. Они замечают на руке Шерри кольцо-пропуск на «Таинственный поезд». | |                      |                   |
| 701 | "Таинственный Угольно-черный поезд (Отправление)" "The Raven Mystery Train (Departure)" «Shikkoku no Misuterītorein (Hassha)» (漆黒の特急(発車))                                                                     | 818-824 (78 том)     | 13 июля, 2013     |
| Вермут, джин, водка и бурбон инициируют план по уничтожению Шерри. Соноко предоставила Ран, Когоро, Агасе, Молодым детективам и Сере пропуска на «Таинственный поезд», поезд, на котором была организована игра на дедукцию. Кроме того, на нём будет драгоценный камень, принадлежащий семье Сузуки, который может привлечь внимание Кида. Во время поездки детективов, через письмо, просят расследовать дело об убийстве, которое будет происходить в одном из купе. Ай замечает, что мужчина, похожий на Акая, выходит из одно из купе. Во время расследования Ай и Сера встречаются. Масуми замечает, что за ними шпионит человек похожий на Акаи. Детективы обнаруживают, что конверт с сообщением не является частью организованной игры в поезде. Когда Конан и Сера идут проверить фальшивую жертву, они находят её мертвой запертой изнутри. | |                      |                   |
| 702 | "Таинственный Угольно-черный поезд (Туннель)" "The Raven Mystery Train (Tunnel)" «Shikkoku no Misuterītorein (Zuidō)» (漆黒の特急(隧道))                                                                             | 818-824 (78 том)     | 20 июля, 2013     |
| Конан и Сера расследуют убийство. Во время расследования Сера снова видит Сюити Акая, но он, кажется, не замечает её. Амуро и Субару тоже едут в «Таинственном поезде». Субару находится в компании женщины. Когоро расследует убийство в сопровождении Серы и Конана. Тем временем Агаса узнает, что Детективы отправили видео с Ай в детективное агентство. Джин и водка находятся на станции Нагоя и получили подтверждение от Вермута, что Шерри находится в поезде. Ай получает сообщение от Вермута с вопросом: «Итак, скажи мне, ты готова?». Ай сбегает из купе, и, когда она снова собирается принять противоядие, дверь перед ней открывается, появляется Окия и сообщает ей, что она такая же предсказуемая, как и Акеми. | |                      |                   |
| 703 | "Таинственный Угольно-черный поезд (Развязка)" "The Raven Mystery Train (Junction)" «Shikkoku no Misuterītorein (Kōsa)» (漆黒の特急(交差))                                                                           | 818-824 (78 том)     | 27 июля, 2013     |
| Когоро, Конан и Сера продолжают расследование. Женщина, которая была в компании Окии, встречает человека, похожего на Акаи, и что-то ему шепчет; сразу после этого Сера сталкивается с этим мужчиной, и он доказывает, что знает её, называя ее «Масуми», в то время как она, узнав его, называет его «Сюити, мой брат». Сера оглушена электрошокером, и Акаи отправляет сообщение о том, что препятствие устранено. Позже мужчину находят за чтением списка пассажиров. Конан помогает Когоро раскрыть дело об убийстве. Акаи охраняет купе, где присутствуют Ран, Соноко, Агаса и дети. В какой-то момент таинственная женщина подходит к Акаи: это Юкико, которая просит Шарон снять маску. Юкико просит Вермут отказаться от Аи, если группа, поддерживающая Синъити, окажется сильнее. Тем временем Окия кладет бессознательное тело Серы в купе и странно улыбается, когда она бормочет во сне имя Сюити. | |                      |                   |
| 704 | "Таинственный Угольно-черный поезд (Пункт назначения)" "The Raven Mystery Train (Final Destination)" «Shikkoku no Misuterītorein (Shūten)» (漆黒の特急(終点))                                                        | 818-824 (78 том)     | 3 августа, 2013   |
| Конан раскрывает правду об убийстве, усыпляя Мори Когору, ему помогает Тоору Амуро. Тем временем Юкико разговаривает с Вермутом и говорит ей, что Синъити предполагает, что она не рассказывала соратникам о том, что апотоксин уменьшает людей. Кроме того, Юкико известно, что Шэрон запросила у Итакуры определенное программное обеспечение, которое может иметь какое-то отношение к созданию препарата. Вермут утверждает, что заметила, что Юкико хочет притвориться Шихо и заставить организацию сбиться с пути. Затем Шэрон активирует дымовые шашки, которые заставляют пассажиров думать, что на борту пожар. Ран ищет Серу и Хайбару, так как она не знает, где они, но и Когоро тоже. Аи, ставшая Шерри, идёт к ложному огню, отделяясь от всех остальных. Здесь Шихо встречает Амуро, который рассказывает ей, что он Бурбон и что человек, похожий на Акаи, в его первых появлениях, был им, чтобы подтвердить, действительно ли его соперник мертв. Бурбон и Хайбара обсуждают Моробоши Дай (Сюити Акаи) до того, как Бурбон объясняет, что, по его мнению, Сюити Акай действительно умер. Амуро ведёт её к голове поезда, чтобы отцепить последние вагоны. Однако он обнаруживает, что Вермут, желая, чтобы Шерри сразу умерла, заложил бомбы последнее купе. Пытаясь вытащить Шерри, таинственный мужчина, окутанный дымом, физически напоминающий Акаи, но в одежде Субару, появляется позади Амуро и бросает гранату, чтобы отделить вагон, в котором находился Шихо, от остальной части поезда. Бурбон и Вермут считают, что Шерри мертва. Однако на станции Шэрон видит Ай с остальными и понимает, что все это был план Конана: Юкико держала её в кабине, в то время как тот, с кем столкнулся Бурбон, на самом деле был Кид. Вермут мысленно хвалит план, ничего не говоря своим соратникам, когда Амуро просит его просмотреть файлы о смерти Сюити. Джин не убеждён в смерти Шерри. Окия смотрит в толпу и на мгновение открывает левый глаз: он идентичен глазам Акаи. | |                      |                   |
| 705 | "Конан в запертой комнате" "Conan Inside The Locked Room" «Misshitsu ni Iru Conan» (密室にいるコナン) | 825-827 (78 том)     | 10 августа, 2013  |
| Ран, Соноко, Когоро и Конан встречают Тоору Амуро на теннисном корте. Позже Конан получил сотрясение мозга и лежит на вилле. В то время как Конан отдыхает, внутри виллы убивают мужчину. | |                      |                   |
| 706 | "Бурбон, чтобы разгадать тайну" "Bourbon Figures It Out" «Nazotoki Suru Bābon» (謎解きするバーボン) | 825-827 (78 том)     | 17 августа, 2013  |
| Амуро с Конаном раскрывают дело. | |                      |                   |
| 707 | "Великий детектив в рамке" "The Framed Great Detective" «Hamerareta Meitantei» (はめられた名探偵) | Филлер               | 31 августа, 2013  |
| Во время перекуса в придорожном кафе Когоро звонит Рейджи Химуро. В это время Синго Нумао падает со здания на глазах офицера полиции, которого вызвали туда по анонимному звонку. И Химуро, и Нумао оказываются грабителями банков, а Нумано помог Когоро задержать Химуро, который был его боссом… | |                      |                   |
| 708 | "Человек, который медленно падал" "The Man That Fell Slowly" «Yukkuri Ochita Otoko» (ゆっくり落ちた男) | Филлер               | 7 сентября, 2013  |
| Агаса и Молодые детективы едут в автобусе в праздничный день, когда ровно в 2 часа дня они становятся свидетелями того, как мужчина сбивает другого человека с крыши соседнего здания. Автобус трогается с места до того, как они успевают выйти. Когда они возвращаются в 2:20, только что приехала скорая помощь. | |                      |                   |
| 709 | "Дело о неподтвержденной аварии" "The Case of the Unconfirmed Crash" «Mi Kakunin Shōgeki Jiken» (未確認衝撃事件) | Филлер               | 14 сентября, 2013 |
| Когоро, Ран и Конан проезжают стройку, где происходит трагическая авария. На владелеца объекта попадают металлические трубы и он мгновенно умирает. Судебно-медицинская экспертиза отмечает, что ремешок, удерживающий трубы, был разрезан ножом, так что это вовсе не несчастный случай, а умышленное убийство. | |                      |                   |
| 710 | "Все смотрели (часть 1)" "Everyone Was Watching (Part 1)" «Min'na ga Mite Ita (Zenpen)» (みんなが見ていた(前編)) | 831-833 (79 том)     | 21 сентября, 2013 |
| Хаттори и Казуха прибывают в агентство Мори вместе с инспектором Отаки, чтобы сообщить Мори и, в частности, Конану о подозрительном случае в Токио. Полиция наблюдала за всеми входами в квартиру Хидемичи Мизуки, но обнаружили его повешенным, а стул из ограниченного выпуска был сбит под его ногами. Однако высота стула на 10 см ниже, чем ноги жертвы в подвешенном состоянии. | |                      |                   |
| 711 | "Все смотрели (часть 2)" "Everyone Was Watching (Part 2)" «Min'na ga Mite Ita (Kōhen)» (みんなが見ていた(後編)) | 831-833 (79 том)     | 28 сентября, 2013 |
| Конан и Хейджи раскрывают тайну убийства. | |                      |                   |
| 712 | "Хаттори Хэйдзи и особняк вампиров (часть 1)" "Hattori Heiji and the Vampire Mansion (Part 1)" «Hattori Heiji to Kyūketsuki Yakata (Ichi)» (服部平次と吸血鬼館(一))                                                  | 834-840 (79-80 тома) | 5 октября, 2013   |
| Конан, Хейджи и другие прибывают на виллу, где должно состояться собрание по наследству. Дворецкий сообщает группе, что его хозяин начал вести себя как вампир. Кроме того, шесть месяцев назад одна из служанок была найдена мертвой из-за кровотечения с двумя дырками на шее. Потенциальные наследники просят Ран и Казуху пойти и разбудить человека, который спал в гробу. Они обнаруживают, что владелец виллы ранен колом, застрявшим в его сердце. Когда вмешиваются Конан и Хейджи, тело исчезло. Во время семейного фото Ран и Казуха замечают еще одно появление «вампира». | |                      |                   |
| 713 | "Хаттори Хэйдзи и особняк вампиров (часть 2)" "Hattori Heiji and the Vampire Mansion (Part 2)" «Hattori Heiji to Kyūketsuki Yakata (Ni)» (服部平次と吸血鬼館(二))                                                    | 834-840 (79-80 тома) | 12 октября, 2013  |
| Когоро и Отаки идут в полицию Гуммы, чтобы проанализировать кровь, обнаруженную в гробу, и они обнаруживают, что это кровь типа AB. Однако у его хозяина кровь группы А и что единственным человеком с кровью АВ была убитая горничная. Внезапно его хозяин появляется в третий раз, выскакивая вверх ногами перед окном. Вскоре после этого в небе появляется летучая мышь и находят безжизненное тело одного из гостей. Мужчина объясняет Конану и Хейджи, что дочь бывшей девушки домовладельца была нанята официанткой вместо убитой девушки. Он утверждает, что всем нравится, в то время как мужчина утверждает, что ее хозяин часто жаловался на нее. | |                      |                   |
| 714 | "Хаттори Хэйдзи и особняк вампиров (часть 3)" "Hattori Heiji and the Vampire Mansion (Part 3)" «Hattori Heiji to Kyūketsuki Yakata (San)» (服部平次と吸血鬼館(三))                                                   | 834-840 (79-80 тома) | 19 октября, 2013  |
| Конан и Хейджи обнаруживают, что рядом с гробом есть секретный проход, ведущий наружу. Кроме того, они находят зеркало, которое позволило появиться фальшивому вампиру на семейной фотографии. Конан и Хейджи думают, что мужчине помогла его старшая дочь, но безжизненное тело женщины находят в лесу недалеко от виллы. Прислуга утверждает, что с виллу никто не покидал. | |                      |                   |
| 715 | "Хаттори Хэйдзи и особняк вампиров (часть 4)" "Hattori Heiji and the Vampire Mansion (Part 4)" «Hattori Heiji to Kyūketsuki Yakata (Yon)» (服部平次と吸血鬼館(四))                                                   | 834-840 (79-80 тома) | 26 октября, 2013  |
| Хейджи просит Казуху занять место горничной и обездвижить убийцу боевыми искусствами. Конан и Хейджи раскрывают дело, | |                      |                   |
| 716 | "Танцующий демон в особняке Маски Но (Часть 1)" "Dancing Demon in the Noh Mask Mansion (Part 1)" «Nōmen yashiki ni oni ga odoru (Zenpen)» (能面屋敷に鬼が踊る（前編）)                                               | Филлер               | 2 ноября, 2013    |
| Три сотрудника музея, в масках, сговорились убить куратора музея. Мори, Ран и Конан, получив письмо, предупреждающее их, что жизнь куратора музея в опасности, появляются в музее. В саду они встречаются с хранителем музея, его личной медсестрой и знакомым бизнесменом. Вскоре из сарая выкатывается куча бревен и чуть не давит группу. Другие «несчастные случаи» происходят до тех пор, пока бизнесмена не травят. | |                      |                   |
| 717 | "Танцующий демон в особняке Маски Но (Часть 2)" "Dancing Demon in the Noh Mask Mansion (Part 2)" «Nōmen yashiki ni oni ga odoru (Kōhen)» (能面屋敷に鬼が踊る（後編）)                                                | Филлер               | 9 ноября, 2013    |
| В ожидании полиции происходят новые попытки убийства хранителя музея. Вспыхивает пожар, и группа запирается внутри одного из зданий. Женщина в маске, убивает двух своих сообщников. Группе удается сбежать и позвонить медсестре по внутреннему телефону, чтобы узнать, в безопасности ли она и куратор. Медсестра успокаивает его, но затем кричит и кладет трубку. Группа бежит к медсестре, и обнаруживает медсестру без сознания, зарезаную бывшую жену, и тяжело раненого куратора музея... | |                      |                   |
| 718 | "Схема дьявола" "Circuit of the Devil" «Akuma no Kairo» (悪魔の回路) | Филлер               | 16 ноября, 2013   |
| Писательница детективов, просит Мори Когоро выяснить, не происходит ли что-нибудь между её мужем и её ассистенткой. Когоро, Ран и Конан остаются на ночь в другом доме, а утром они обнаруживают, что все трое умерли от отравления. | |                      |                   |

### Сезон 23 (2013—2014)
| 719 | "Спор по поводу платинового билета" "A Dispute Over a Platinum Ticket" «Purachina Chiketto Sōdō-ki» (プラチナチケット騒動記)                                                                | Филлер               | 23 ноября, 2013  |
| Харука Кона хвастается подруге, что её парень достал билеты на концерт «Блэк Розес». Ран и Соноко стоят за ними в очереди. Соноко говорит Ран, что с трудом достала билеты для двоих. Харука обнаруживает, что её билеты пропали, и обвиняет Соноко и в краже. На следующий день Конан, Ран и Соноко приходят в ту же кофейню. Соноко говорит, что после трех часов в полиции, доказана свою невиновность. В кафе заходит Харука, и просит управляющего, Дзиро Кириму, опросить персонал, так как украденный билет появился на интернет-аукционе после закрытия кафе, от пользователя под ником - Коферумба. Вчера в кафе работали три человека: Дзиро, Каори Косуда и Масако Мока. Дзиро и Каори были в магазине, но Масако не было. Конан, Ран, Соноко, Каори и Харука решают посетить Масако, и находят её мертвой… | |                      |                  |
| 720 | "Таинственный тур огня и воды (Асо)" "The Mystery Tour of Fire and Water (Aso Part)" «Hi to Mizu no Misuterītsuā(Asopen)» (火と水のミステリーツアー(阿蘇編))                                | Филлер               | 30 ноября, 2013  |
| Когоро, Ран, Конан и молодые Детективы и отправляются в путешествие на гору Асо. Там они встречают мальчика, по имени Джастин, и его мать. Затем группа видит, как мужчина оставляет сумку на скамейке, а другой мужчина поднимает её и оставляет после себя игрушку. Аюми пытается вернуть игрушку, но мужчина отталкивает её. Его преследует полиция и Конан. Мужчина сталкивается с Джастином, и игрушки меняются. Человек, оставивший сумку, - это Монкити Кумада, владелец «Кумамон Фудс». Он говорит, что вор потребовали 10 миллионов за важные материалы, касающиеся новых сладостей, которые не запатентованы. Другой детектив звонит Коуда и сообщает им, что вор пойман, но в мягкой игрушке ничего не было. Конан рассказывает об обмене. Когда они приближаются к Джастину, они видят, как вор похищает его, и угрожает полиции его жизнью, чтобы не преследовали его… | |                      |                  |
| 721 | "Таинственный тур огня и воды (Кумамото)" "The Mystery Tour of Fire and Water (Kumamoto Part)" «Hi to Mizu no Misuterītsuā(Kumamotohen)» (火と水のミステリーツアー(熊本編))                 | Филлер               | 7 декабря, 2013  |
| Конан и компания выслеживают преступника. | |                      |                  |
| 722 | "Холодная и сладкая доставка (Часть 1)" "The Cold and Sweet Delivery (Part 1)" «Amaku Tsumetai Takkyūbin(Zenpen)» (甘く冷たい宅急便(前編))                                                  | 841-843 (80 том)     | 13 декабря, 2013 |
| Рождество, Конан и Молодые детективы играют в футбол, в охидании рождественского торта от Агасы. Перед Хайбарой выбегает кот, который часто приходил в кофейню «Пуаро» поесть. Кот запрыгивает в контейнер рефрижератора курьерской службы, Конан и его друзья залазят в контейнер, чтобы помочь ему. Но их не замечают рабочие, и закрывают их. Конан обнаруживает в одной из коробок труп, и решает связаться с полицией, но все оставили телефоны дома у Агасы… | |                      |                  |
| 723 | "Холодная и сладкая доставка (Часть 2)" "The Cold and Sweet Delivery (Part 2)" «Amaku Tsumetai Takkyūbin(Kōhen)» (甘く冷たい宅急便(後編))                                                   | 841-843 (80 том)     | 21 декабря, 2013 |
| Конан разрабатывает план по обезвреживанию преступников. | |                      |                  |
| 724 | "Кайто Кид и румяная русалка (Часть 1)" "Kaitou Kid and the Blush Mermaid (Part 1)" «Kaito kiddo to sekimen no ningyo(Zenpen)» (怪盗キッドと赤面の人魚(前編))                               | 828-830 (78-79 тома) | 4 января, 2014   |
| Кид объявил, что хочет украсть «Блуш Мермайд», драгоценный камень прикреплённый к панцирю живой черепахи. Кид совершает кражу, и Сера и Конан убеждены, что Кид все еще находится внутри... | |                      |                  |
| 725 | "Кайто Кид и румяная русалка (Часть 2)" "Kaitou Kid and the Blush Mermaid (Part 2)" «Kaito kiddo to sekimen no ningyo(Kōhen)» (怪盗キッドと赤面の人魚(後編))                                | 828-830 (78-79 тома) | 11 января, 2014  |
| Конан разоблачает преступника. | |                      |                  |
| 726 | "Письма о счастье приносят страдания" "A Happy E-mail Brings Sadness" «Shiawase Mail wa Fukō o Yobu» (幸福メールは不幸を呼ぶ)                                                               | Филлер               | 18 января, 2014  |
| Конан, Ран и Когоро находят мертвую девушку в парке. Её парень также спешит на место происшествия, и утверждает, что получил электронное письмо, в котором она предупредила, что опоздает, потому что ей придётся встретиться со своим бывшим парнем. Ямамура убежден, что её бывший парень убил её… | |                      |                  |
| 727 | "Сундук с сокровищами, наполненный фруктами (Часть 1)" "The Treasure Chest Filled With Fruits (Part 1)" «Kajitsuka Tsumatta Takarabako(Zenpen)» (果実か詰まった宝箱(前編))                  | 844-846 (80 том)     | 25 января, 2014  |
| Ран и Соноко получили приглашение принять участие в кулинарной программе в качестве публики. Девушек сопровождают Конан, Сера и Когоро. Когоро выбран в состав жюри вместо очень известного кулинарного критика, которого нигде нет. Мужчина открывает сундук с таинственным фруктом, который станет темой эпизода, но внутри коробки также находится безжизненное тело присяжного... | |                      |                  |
| 728 | "Сундук с сокровищами, наполненный фруктами (Часть 2)" "The Treasure Chest Filled With Fruits (Part 2)" «Kajitsuka Tsumatta Takarabako(Kōhen)» (果実か詰まった宝箱(後編))                   | 844-846 (80 том)     | 1 февраля, 2014  |
| Конан и Серы раскрывают преступление. | |                      |                  |
| 729 | "Алмаз, картина и великая актриса" "The Diamond, the Painting, and the Great Actress" «Daiya to Kaiga to Dai Joyū» (ダイヤと絵画と大女優)                                                   | Филлер               | 8 февраля, 2014  |
| Мори Когоро, Ран и Конан смотрят финал старого фильма с актрисой на пенсии Мисузу Сиракавой в главной роли в доме актрисы. Когда трио совершает поездку по дому с актрисой, её тремя детьми и горничной, они с удивлением становятся свидетелями постоянных ссор в доме, в которых Мисузу Сиракава была инициатором. С приближением полудня актриса удаляется в свою спальню, чтобы вздремнуть, на улице происходит автомобильная авария, и все бросаются к машине, чтобы помочь ей, но в этот момент в комнате актрисы вспыхивает пожар. | |                      |                  |
| 730 | "Слишком идеальная фигура" "The Figure That Was Too Good" «Kanpeki Sugita Figyua» (完璧すぎたフィギュア)                                                                                    | Филлер               | 22 февраля, 2014 |
| Профессор Агаса и молодые детективы, в том числе Ай и Конан, отправились на выставку фигурок, чтобы посмотреть на фигурки для исследования их работ. Услышав женский крик, Конан и молодые детективы врываются в комнату и находят Китадзиму мертвым на полу от ножевой раны… | |                      |                  |
| 731 | "Бывший парень, живущий рядом с местом преступления (Часть 1)" "The Ex-Boyfriend Living Next to a Crime Scene (Part 1)" «Genba no Rinjin wa Moto Kare(Zenpen)» (現場の隣人は元カレ(前編))   | 847-849 (80 том)     | 1 марта, 2014    |
| Конан и молодыедетективы сталкиваются с Наэко Миикэ и Юми Миямото, которые говорили о бывшем парне Юми. Вскоре Наэко звонит её знакомая Сакурако Ёнэхара по поводу трупа. Когда полиция прибывает на место происшествия, дело выглядит как самоубийство, но Конан указывает, что вырванная предсмертная записка не соответствует разорванной странице записной книжки жертвы. Кроме того, записка подписана полным именем жертвы, в то время как все остальные её записи были подписаны только её именем. Таким образом, дело перерастает в возможное убийство. | |                      |                  |
| 732 | "Бывший парень, живущий рядом с местом преступления (Часть 2)" "The Ex-Boyfriend Living Next to a Crime Scene (Part 2)" «Genba no Rinjin wa Moto Kare(Kōhen)» (現場の隣人は元カレ(後編))    | 847-849 (80 том)     | 8 марта, 2014    |
| Конан с помощью Сукити Ханэды разоблачает преступника. | |                      |                  |
| 733 | "Свадебный прием и два выстрела" "The Wedding Reception and the Two Gunshots" «Hirōen to Futatsu no Jūsei» (披露宴と二つの銃声)                                                             | Филлер               | 22 марта, 2014   |
| Соноко должна пойти на свадьбу, и, поскольку она не хочет идти одна, она заставляет Конана и Ран пойти с ней. Жених - старший сын и наследник невероятно богатой семьи Хатакеяма, он женится на молодой женщине по имени Михо. Свадьба проходит на очень красивой вилле, и сначала всё идёт хорошо до конца приема… | |                      |                  |
| 734 | "Воспоминания Джоди и ловушка для наблюдения за цветением сакуры" "Jodie's Memories and the Cherry Blossom Viewing Trap" «Jodie no Tsuioku to Ohanami no Wana» (ジョディの追憶とお花見の罠) | 850-852 (80-81 тома) | 29 марта, 2014   |
| Конан, Ай, Агаса и молодые детективы направляются в Ханами, чтобы полюбоваться цветением сакуры. Здесь Конан встречается с Джоди, чтобы обсудить последние события. Конан рассказывает, что человек со шрамом, напоминающим Акаи, не кто иной, как Бурбон, и что он замаскировался, чтобы проверить реакцию других агентов ФБР, увидев его гуляющим по городу. Джоди понимает, что Акаи действительно мертв. Конан также сообщает, что Бурбон все ещё работает в Пуаро и не понимает, почему, поскольку его цель - убить Шерри - оказалась «успешной». В этот момент прибывает Тухэй, утверждающий, что он один из заложников ограбления банка, которое произошло несколькими месяцами ранее, и в котором его жена, также находившаяся в числе заложников, по приказу грабителей заклеила глаза и рот Джоди липкой лентой. Бэнзаки, услышав о человеке со шрамом, рассказывает Джоди, что видел его два или три дня назад. Джоди спрашивает его, видел ли он, как он пил баночный кофе, поскольку Акаи пил его много. Бэнзаки спрашивает подробности, но Джоди отвечает, что мужчина, о котором она говорит, и мужчина со шрамом - это два разных человека. Агаса связывается с Конаном, потому что возле туалетов парка произошло убийство. Карманник был убит одной из её жертв. Как только дело раскрыто, появляется женщина, беременная жена Бэнзаки, и узнает Джоди. В этот момент она симулирует недомогание, падая на Джоди и вытаскивая жучёк из её рукава. Бэнзаки с женой уходят. Джоди звонит Кэмел, рассказывая ему то, что сказал ей Конан, а затем, глядя на подставку с надписью «Беги! Это опасное место», оставленную мужчиной в торговом центре, задается вопросом, кто мог дать её ей, если это человек со шрамом, то, это был Акаи. Конан, глядя на Джоди, думает: «Мне очень жаль, агент Джоди». Бэнзаки оказались замаскированным Бурбоном и Вермутом. Амуро прикрепил к Джоди прослушку, чтобы слушать разговор с Конаном. Бурбон рассказывает, что он открыл для себя интересную историю, но, пока он не будет уверен, он не скажет её. | |                      |                  |
| 735 | "Закодированное приглашение" "The Coded Invitation" «Angō-tsuki no Jōtaijō» (暗号付きの招待状)                                                                                              | Филлер               | 19 апреля, 2014  |
| Клиент по имени Каори Китасака просит Когоро помочь расшифровать местоположение в приглашении. Перед отъездом она даёт Когоро номер своего дома и номер мобильного телефона. Поняв, что он вывел и дал ей неправильное местоположение, Когоро пытается позвонить по её домашнему номеру, но понимает, что она дала ему поддельный номер. Когоро набирает номер мобильного телефона, и она берет трубку. Когоро даёт ей правильное местоположение, Башню Колокольного древа. Конан находит её подозрительной и выясняет настоящий домашний номер телефона Каори, а затем звонит по нему. Он удивлен, когда Сато начинает разговаривать с ним по телефону, и группа узнаёт, что в доме Каори пропал пистолет (Намбу Тайсё 14) | |                      |                  |
| 736 | "Секрет статуи Мори Когоро" "The Secret of the Statue of Kogoro Mouri" «Mōri Kogorō-zō no Himitsu» (毛利小五郎像の秘密)                                                                     | Филлер               | 26 апреля, 2014  |
| Поскольку Катаока - большой поклонник Мори, команду пригласили в дом Катаока. В то время как все люди собрались в саду, Катаока, замаскированный под «Кайто К.», настоял на том, чтобы Мори и другие нашли его в качестве искателя во время пряток в его доме. Услышав крик Катаока, Конан, Ран и Сейя направляются в направлении звука, чтобы найти Сада, держащего покойного Катаоку. Похоже, Катаока умер после травмы, нанесённой тупым предметом в результате падения с лестницы… | |                      |                  |
| 737 | "Подозрительная тропа" "The Suspicious Walking Path" «Giwaku no Sanpomichi» (疑惑の散歩道)                                                                                                  | Филлер               | 3 мая, 2014      |
| Конан и его друзья играли во фрисби в парке, когда собака по имени Мацуносукэ запрыгнула на Конана и поймала фрисби. Владелец Мацуносукэ, Канаэ Асакава, извинилась и забрала куртку Конана, чтобы почистить её. На следующий день, когда Конан и молодые детективы пришли к ней за курткой, они встретили её подругу, Канаэ Томоко, и увидели спящего Мацуносукэ в его собачьей будке… | |                      |                  |
| 738 | "Когоро обретается в баре (Часть 1)" "Kogoro In The Bar (Part 1)" «Kogorō wa BAR ni iru(Zenpen)» (小五郎はBARにいる(前編))                                                                  | 853-855 (81 том)     | 10 мая, 2014     |
| Когоро работает под прикрытием в баре «Синий попугай», потому что Юзуки Фукуи просит его расследовать странный хлопающий звук, который она часто слышит. Конан присоединяется к нему и заявляет, что Ран злится, потому что Когоро нет дома. Но простое расследование в баре становится более драматичным, когда Тикафуми Усуда, босс компании, праздновавший день рождения, умирает от отравления… | |                      |                  |
| 739 | "Когоро обретается в баре (Часть 2)" "Kogoro In The Bar (Part 2)" «Kogorō wa BAR ni iru(Kōhen)» (小五郎はBARにいる(後編))                                                                   | 853-855 (81 том)     | 17 мая, 2014     |
| Конан разгадывает тайну. После раскрытия дела детектив Такаги сказал Конану, что подозреваемый Бэнзаки из прошлого дела сказал, что он не помнит, что был причастен к делу о карманнике. Конан понял, что фальшивая пара - это замаскированные Бурбон и Вермут, и в панике бросился обратно в Детективное агентство Мори… | |                      |                  |

### Сезон 24 (2014—2015)
| 740 | "Ванная комната, в которой потеряла сознание Ран (Часть 1)" "Bathroom Where Ran Collapsed As Well (Part 1)" «Ran mo Taoreta Basurūmu (Zenpen)» (蘭も倒れたバスルーム(前編))           | 856-858 (81 том)     | 31 мая, 2014      |
| Конан и Ран ждут встречи с Эри в кафе, они встречают Серу, которая расследует измену парня Руми Китао, Кении Сетцу. Сера попросила Конана и Ран подойти к паре. Кения просит Ран сопровождать Руми, чтобы разбудить Ваку, бывшую девушку Кении. Руми и Ран открыли квартиру Ваки ключом Кении. Ран находит Ваку на полу в ванной, и теряет сознание... | |                      |                   |
| 741 | "Ванная комната, в которой потеряла сознание Ран (Часть 2)" "Bathroom Where Ran Collapsed As Well (Part 2)" «Ran mo Taoreta Basurūmu (Kōhen)» (蘭も倒れたバスルーム(後編))            | 856-858 (81 том)     | 7 июня, 2014      |
| Конан раскрывает преступление. | |                      |                   |
| 742 | "Обещание игрока «Джей-лиги»" "The Promise with the J-League" «J Rīgā to no Yakusoku» (Jリーガーとの約束)                                                                             | Филлер               | 14 июня, 2014     |
| Конан, Ай и молодые детективы пришли на матч «Рэд Осаки». Во время матча Конан замечает подозрительную игру игрока Санады, который постоянно смотрел а одну из трибун, и не пытался забить свой коронный удар левой ногой… | |                      |                   |
| 743 | "Двойная случайность" "Two Overlapping Accidents" «Gūzen wa ni Tabikasanaru» (偶然は二度重なる)                                                                                       | Филлер               | 21 июня, 2014     |
| Ран чуть не подвергается нападению "Человека в капюшоне" после того, как задерживается в школе из-за своих внеклассных занятий, но защищается. Раздается крик, и Конан правильно делает вывод, что этот человек - преступник, которого арестовали. Им удается спасти его последнюю жертву, Мидзуки Татибану, но её подругу, Ёко Кацураги, находят забитой до смерти, предположительно тем же преступником. Но он отрицает свою причастность, однако сходство в предыдущих случаях слишком велико, чтобы его игнорировать… | |                      |                   |
| 744 | "Подозреваемый: Кёгоку Макото? (Часть 1)" "The Suspect, Makoto Kyogoku (Part 1)" «Yōgisha ka Kyōgoku Makoto (Zenpen)» (容疑者か京極真（前編）)                                        | 859-861 (81 том)     | 28 июня, 2014     |
| Решив пойти в боулинг после тенниса, Ран, Соноко, Масуми и Конан встречаются с Макото, который втягивает Серу в драку, приняв её за парня, пристающего к Соноко. Макото рассказывает, что на него напал учитель Масахиро Танба, который был пьян. Его коллега Сунами Масаки отвел его в машину, чтобы успокоить. Макото вскоре уходит вздремнуть в машине, не считая боулинг своей сильной стороной. Через некоторое время учитель математики Митико Монна начинает беспокоиться о Танбе и, отправившись проверить его, обнаруживает, что он пропал. Все они проверяют местные бары, но пропавшего учителя находят утонувшим в переносном туалете, и Макото становится главным подозреваемым… | |                      |                   |
| 745 | "Подозреваемый: Кёгоку Макото? (Часть 2)" "The Suspect, Makoto Kyogoku (Part 2)" «Yōgisha ka Kyōgoku Makoto (Kōhen)» (容疑者か京極真（後編）)                                         | 859-861 (81 том)     | 5 июля, 2014      |
| Конан и Сэра собираются оправдать Макото как подозреваемого и найти настаящего убийцу... | |                      |                   |
| 746 | "Кайто Кид против Кёгоку Макото (Часть 1)" "Kaito Kid VS Makoto Kyogoku (Part 1)" «Kaitō Kiddo VS Kyōgoku Makoto (Zenpen)» (怪盗キッドVS 京極真（前編）)                              | 862-864 (82 том)     | 19 июля, 2014     |
| Соноко решила представить Макото своим родителям. Её отец одобряет Макото, но её мать-нет. Макото собирается проявить себя, защищая драгоценный камень, который является целью Кайто Кида. | |                      |                   |
| 747 | "Кайто Кид против Кёгоку Макото (Часть 2)" "Kaito Kid VS Makoto Kyogoku (Part 2)" «Kaitō Kiddo VS Kyōgoku Makoto (Kōhen)» (怪盗キッドVS 京極真（後編）)                               | 862-864 (82 том)     | 26 июля, 2014     |
| Появляется Кайто Кид, но он потерпел неудачу и вернул драгоценный камень Макото, так как отчаяние Макото защитить драгоценный камень привело к тому, что Кайто Кид. | |                      |                   |
| 748 | "Любовная история полицейского детектива (Признание)" "Metropolitan Police Detective Love Story (Confession)" «Honchō no Keiji Koi Monogatari (Kokuhaku)» (本庁の刑事恋物語（告白）)  | 869-871 (82 том)     | 2 августа, 2014   |
| Сато приглашает Такаги серьёзно поговорить, и сознаётся «что у неё его нет», их невольно подслушивают Миикэ и Миямото. Такаги, Миикэ и Миямото подозревают что она беременна. Конан, Ай и молодые детективы обсуждают игру, и в их разговор вмешивается мальчик по имени Нория, который хвастается, что продвинулся по игре. Придя в дом его двоюродного брата Тосинари, у которого гостит после гибели его сестры. Конан замечает подозрительный запах, вскоре Тосинари обнаруживает в соседней комнате труп… | |                      |                   |
| 749 | "Любовная история полицейского детектива (Правда)" "Metropolitan Police Detective Love Story (Truth)" «Honchō no Keiji Koi Monogatari (Shinsō)» (本庁の刑事恋物語（真相）)            | 869-871 (82 том)     | 9 августа, 2014   |
| Конан, детектив Такаги и детектив Сато разгадывают тайну убийства и пытаются выяснить, кто убийца. | |                      |                   |
| 750 | "Мужчина, которого предало море" "The Man Betrayed by the Sea" «Umi ni Uragirareta Otoko» (海に裏切られた男)                                                                          | Филлер               | 6 сентября, 2014  |
| Професор Агаса, Конан, Ай и молодые детективы поехали на море, где знакомятся с супругами Кутару и Нао Такигути. Когда Кутару прыгнул с яхты, он внезапно потерял способность плавать и начал тонуть, в конце концов скончавшись в больнице… | |                      |                   |
| 751 | "Дело трёхцветной «приглашающей кошки» (Часть 1)" "The Beckoning Calico Cat Case (Part 1)" «Maneki Mikeneko no Jiken (Zenpen)» (招き三毛猫の事件（前編）)                             | 865-868 (82 том)     | 20 сентября, 2014 |
| Об кафе «Пуаро» публикуют статью, где упоминают о их постоянном клиенте, коте Тайи. Три разных человека заявили, что Тайи принадлежит им. Теперь детективам предстоит определить, кто настоящий хозяин... | |                      |                   |
| 752 | "Дело трёхцветной «приглашающей кошки» (Часть 2)" "The Beckoning Calico Cat Case (Part 2)" «Maneki Mikeneko no Jiken (Kōhen)» (招き三毛猫の事件（後編）)                              | 865-868 (82 том)     | 27 сентября, 2014 |
| Конан и молодые детективы навещают Тайи у его хозяина. У двери стоит управляющий и сосед, так как из его квартиры раздался громкий шум. Отперев дверь, Конан бежит в спальню и обнаруживает, что Тайси едва дышит после того, как, по-видимому, упал со стула и ударился головой, когда менял лампочку, но подозревает неладное... | |                      |                   |
| 753 | "Слепое пятно в жилом доме" "The Blind Spot in the Share House" «Shea Hausu no Shikaku» (シェアハウスの死角)                                                                          | Филлер               | 4 октября, 2014   |
| Ран навещает свою бывшую школьную подругу, которая сейчас живет в доме с общей квартирой, который строится по целому ряду правил. Когда Когоро и Конан приезжают, чтобы забрать её, одного из соседей по дому находят мертвым на её кровати, и подозрение падает на единственного соседа по дому мужского пола, который поссорился с ней ранее... | |                      |                   |
| 754 | "Трагедия красной женщины (Пар)" "The Tragedy of the Red Woman (Steam)" «Akai Onna no Sangeki (Yukemuri)» (赤い女の惨劇（湯煙）)                                                      | 872-875 (82-83 тома) | 11 октября, 2014  |
| Конан, Ран, Соноко и Масами идут через лес к вилле, на которую приглашён брат Масами, чтобы расследовать тайну «Красной Женщины», женщину, который 15 лет назад убила своего мужа. Они встречаются с группой друзей, которые ежегодно посещают виллу, потому что их подруга Сатоко погибла 3 года назад, после чего они нашли её мертвое тело. Они описывают, как каждый год с ними происходили странные события, связанные с «Красной Женщиной», такие как разбитое окно и комната с красными яблоками, водонагреватель, наполненный лепестками красных роз, и большое пятно красной краски на их двери. Пока Конан и Сэра расследуют появление Красной женщины в лесу, Ран, Соноко и остальная часть группы делятся, чтобы заняться домашними делами. Когда Ран, Соноко и одна из женщин Масаи пошли принять ванну, они нашли Хакую (одного из парней) мертвым в ванне, полной помидоров. | |                      |                   |
| 755 | "Трагедия красной женщины (Злой дух)" "The Tragedy of the Red Woman (Evil Spirit)" «Akai Onna no Sangeki (Akurei)» (赤い女の惨劇（悪霊）)                                             | 872-875 (82-83 тома) | 18 октября, 2014  |
| Конан расследуют смерть Хакуи, когда он был в ванне, полной помидоров. У каждого из группы друзей, похоже, есть алиби. Местный детектив Юи Уэхара и её команда прибывают, чтобы помочь в расследовании. В ту ночь отключается электричество, и на другую женщину Сумику нападает кто-то снаружи, возможно, «Красная Женщина». | |                      |                   |
| 756 | "Трагедия красной женщины (Месть)" "The Tragedy of the Red Woman (Revenge)" «Akai Onna no Sangeki (Fukushū)» (赤い女の惨劇（復讐）)                                                   | 872-875 (82-83 тома) | 25 октября, 2014  |
| Юи, Масами и Конан проводят обыск в комнатах гостей, и снова видно, как снаружи прячется женщина. Конана и Сэра разоблачают преступника… | |                      |                   |
| 757 | "Комедиант, явившийся с повинной! (Часть 1)" "The Comedian Who Turned Himself In (Part 1)" «Jishu Shita Owarai Geinin (Zenpen)» (自首したお笑い芸人(前編))                            | Филлер               | 1 ноября, 2014    |
| После неудачного визита в Патинко, Когоро находит Конана в маленькой полицейской будке недалеко от железнодорожного вокзала. Приходит известный комик по имени ДоДонПа и заявляет, что убил своего менеджера Тендо Хидеки. Они посещают офис Тендо, но оставленные там улики не подтверждают историю ДоДонПы, а свидетель подтверждает, что ДоДонПа был где-то в другом месте во время преступления. ДоДонПа признает, что пытался изменить историю, чтобы защитить честь Тендо, и что Тендо тайно вымогал деньги у людей. Но, когда он извиняется по телевидению, Конан обеспокоен тем, что дело не завершено. | |                      |                   |
| 758 | "Комедиант, явившийся с повинной! (Часть 2)" "The Comedian Who Turned Himself In (Part 2)" «Jishu Shita Owarai Geinin (Kōhen)» (自首したお笑い芸人(後編))                             | Филлер               | 8 ноября, 2014    |
| Конан подозревает, что ДоДонПа соврал о желании защитить репутацию Тендо, и расследует последовательность событий. Конан выясняет, как ДоДонПа смог совершить преступление… | |                      |                   |
| 759 | "Любовный роман с неожиданным концом (Часть 1)" "The Love Novel With Unexpected Results (Part 1)" «Igai na Kekka no Ren'ai Shōsetsu (Zenpen)» (意外な結果の恋愛小説（前編）)          | 876-878 (83 том)     | 22 ноября, 2014   |
| Конан, Соноко и Ран посещают дом Масуми, который представляет собой номер в отеле. Они знакомятся с писателем любовных романов, который планирует закончить написание одного из своих произведений, которого с нетерпением ждет группа редакторов. Однако позже ассистентку автора находят мёртвой в её комнате этажом ниже… | |                      |                   |
| 760 | "Любовный роман с неожиданным концом (Часть 2)" "The Love Novel With Unexpected Results (Part 2)" «Igai na Kekka no Ren'ai Shōsetsu (Kōhen)» (意外な結果の恋愛小説（後編）)           | 876-878 (83 том)     | 29 ноября, 2014   |
| Конан и Масуми разоблачают преступника. | |                      |                   |
| 761 | "Таинственный тур Кага-Хякумангоку (Канадзава)" "Kaga Hyakumangoku Mystery Tour (Kanazawa Part)" «Kaga Hyakumangoku Misuterītsuā (Kanazawa-hen)» (加賀百万石ミステリーツアー(金沢編)) | Филлер               | 6 декабря, 2014   |
| Конан, Ран и Когоро посещают город Канадзава, где Когоро попросили поучаствовать в таинственном туре по городу «Кага-Хякумангоку». Они разгадывают загадки, которые приводят их ко всевозможным достопримечательностям города. По пути Когоро, Конан и Ран замечают молодую пару, которая, похоже, посещает те же места, что и они, а также похитителя кошельков, которого Когоро смог остановить. Выяснилось, что ведущие тура пытались получить видеоматериалы с Когоро, для продвижения тура, а пара, похититель кошельков и жертва были актерами. Однако, возле замка Канадзава, на экскурсовода, Окиаму Харуми, напали.... | |                      |                   |
| 762 | "Таинственный тур Кага-Хякумангоку (Кага)" "Kaga Hyakumangoku Mystery Tour (Kaga Part)" «Kaga Hyakumangoku Misuterītsuā (Kaga-hen)» (加賀百万石ミステリーツアー(加賀編))              | Филлер               | 13 декабря, 2014  |
| Конан с помощью Ран разоблачает преступника. | |                      |                   |
| 763 | "Конан и Хейджи, Кодекс любви (Часть 1)" "Conan and Heiji, Code of Love (Part 1)" «Conan to Heiji Koi no Angō (Zenpen)» (コナンと平次 恋の暗号（前編）)                               | 879-881 (83 том)     | 10 января, 2015   |
| Конан, Аи и юные сыщики натыкаются на убегающего наркоторговца. Наркоторговец теряет свою записную книжку, и Конан замечает зашифрованные координаты мест обмена наркотиками, которые состоятся в тот же день. Чтобы остановить сделку, они пытаются разгадать шифр и найти место и точное время сделки. Юные сыщики связываются с Хэйдзи, и замечают, что шифр основан на железнодорожных станциях поездов в обоих их городах. | |                      |                   |
| 764 | "Конан и Хейджи, Кодекс любви (Часть 2)" "Conan and Heiji, Code of Love (Part 2)" «Conan to Heiji Koi no Angō (Kōhen)» (コナンと平次 恋の暗号（後編）)                                | 879-881 (83 том)     | 17 января, 2015   |
| С помощью Хэйдзи, Конан и юные сыщики выяснили, что обмен наркотиками состоится в Осаке и что подозреваемый будет носить белую розу. Хэйдзи отправляется на место и находит трех возможных подозреваемых, которых Хэйдзи показывает детям с помощью камеры своего телефона. Однако один из подозреваемых ведёт себя ужасно дружелюбно и болтливо с Кадзухой, которая случайно оказывается поблизости, и Хэйдзи приходит в ярость... | |                      |                   |
| 765 | "Чехол для воздушного змея на реке Теймзе (Часть 1)" "Teimuzu River Kite Flying Case (Part 1)" «Teimuzu-gawa Takoage Jiken (Zenpen)» (堤無津川凧揚げ事件(前編))                       | 885-887 (84 том)     | 24 января, 2015   |
| Юные сыщики участвуют в конкурсе воздушных змеев, надеясь рекламировать свой бизнес. Ай напевает мелодию, которая вызывает у других любопытство относительно того, что она слушает, но она говорит, что это секрет, бросая вызов Конану, чтобы попытаться понять это. Конан планирует попросить Аюми попытаться записать это, но она случайно раскрывает Аи трюк, но потом понимает, что потеряла свой телефон. Во время соревнований один из парней, у которого возникли проблемы с некоторыми из его коллег, а также с его женой, пятится, держа воздушного змея, но падает с высокого выступа в реку, и начал тонуть. Конан и сыщики подозревают нечестную игру, особенно когда обнаруживают, что длина веревочного барьера не совпадает. | |                      |                   |
| 766 | "Чехол для воздушного змея на реке Теймзе (Часть 2)" "Teimuzu River Kite Flying Case (Part 2)" «Teimuzu-gawa Takoage Jiken (Kōhen)» (堤無津川凧揚げ事件(後編))                        | 885-887 (84 том)     | 31 января, 2015   |
| Конан и юные сыщики пытаются установить виновника убийства Рэнно. | |                      |                   |
| 767 | "Возлюбленный пропал без вести в метель" "The Lover Gone Missing in a Snowstorm" «Fubuki ni Kieta Koibito» (吹雪に消えた恋人)                                                         | Филлер               | 7 февраля, 2015   |
| Юные сыщики прибывают в пансион "Ледяная комната" вместе с профессором Агасой. Пока юные сыщики играют в снежки, Гэнта возвращается в пансион, чтобы вытереть лицо. Конан, разыскивая Гэнту, случайно подслушивает спор между Дзюри Химуро, Аей Химуро и Масахико Фудзитой. После того, как они все уходят, Конан обнаруживает, что Гэнта выходит из кухни вместо туалета. Хайбара тем временем делает миниатюрные скульптуры снежных животных. В то время как все они возвращаются после игры, Ая окликает их, возвращаясь с узкой горной тропы. Во время ужина Аюми сбивает с толку запах чеснока. Это заставляет Конана задуматься, потому что ни в одной пище не должно быть чеснока в качестве ингредиента. После ужина Ая напоминает Дзюри принять лекарство, но оно исчезло. Масахико предлагает забрать его из больницы, даже несмотря на метель. Через некоторое время из больницы звонят и говорят, что его там не было. Все начинают беспокоиться. Дзюри звонит ему на мобильный, но он не отвечает. Все отправляются на его поиски. Машина Масахико всё ещё припаркована, и они делают вывод, что он, должно быть, пошёл в больницу пешком по узкой, более быстрой тропинке. Конан обнаруживает его труп на узкой тропинке, и кажется, что он поскользнулся и разбился насмерть. Полиция не может приехать из-за метели, но Конан сохраняет место происшествия. Профессор Агаса думает, что это несчастный случай, но Конан задается вопросом, почему Масахико выбрал опасный путь во время метели, но сестры говорят ему, что так быстрее добраться до больницы пешком. Он находит какие-то осколки чего-то блестящего на снегу. Конан спрашивает Аю, ездила ли она сегодня днем в город, так как они видели, как она оттуда ехала. Вернувшись в домик, Дзюри срывается и винит себя. В ту ночь, как думает Конан, сидя на ступеньках, он слышит, как скрипит открывающаяся дверь. Он обнаруживает "Лед Монака" в кладовке. Затем он слышит, что Дзюри страдает от приступа кашля, и спрашивает её, не сделают ли её сестры что-нибудь для неё. Юные сыщики приносят ледяные скульптуры животных, которые сделала Хайбара. Конан складывает все трюки вместе и с помощью Агасы разыгрывает сцену развязки. | |                      |                   |
| 768 | "Хайбара ай, Тюремное Заключение!" "Ai Haibara Imprisonment Case" «Haibara Ai Kankin Jiken» (灰原哀監禁事件)                                                                          | Филлер               | 21 февраля, 2015  |
| Юные сыщики бродят по улицам в жилом районе вокруг дома профессора Агасы, беспокоясь о Ай Хайбаре, которая пропала несколько часов назад, когда отправилась за покупками. Сначала Гэнта, Мицухико и Аюми задаются вопросом, не стала ли Аи жертвой дорожной аварии, но затем Конан находит кошачью шаль, лежащую на улице. Видя это, он вспоминает, как он, Аи и профессор недавно познакомились с дружелюбной молодой женщиной по имени Мицуру Хигаки, а также с её домашним котом Тиро (который носил шаль) и её индийской Звёздчатой Черепахой. Обыскивая окрестности в поисках Тиро, они находят котёнка в колодце в парке, но когда они пытаются вернуть его, Хигаки не отвечает на звонок в дверь, поэтому они отводят кошку обратно в дом Агасы, чтобы покормить её. Связавшись с детективом Тибой, чтобы узнать, не было ли в этом районе каких-либо несчастных случаев, Конан пытается связаться с Ай через её значок, но безрезультатно. И это неудивительно, так как в этот самый момент Хайбара просыпается и обнаруживает и себя, и Хигаки в затемнённой гостиной, крепко связанный и с кляпом во рту. Как только она понимает, что отсутствовала пять часов, Ай вспоминает, как она зашла после завершения покупок и заметила, как Тиро борется со своей шалью, которая была обернута вокруг ножки телефонного столика. Когда она попыталась освободить котёнка, её внезапно схватили сзади и отключили хлороформом, так и не успев разглядеть лицо нападавшего. Затем она замечает, что телевизор в комнате работает в беззвучном режиме, в котором появляется лента новостей, сообщающая об убийстве Наоси Хигаки, мужа Мицуру Хигаки. | |                      |                   |
| 769 | "Трудный пациент неотложной помощи" "The Troublesome Emergency Patient" «Mendōna Kyūkyū Kanja» (面倒な救急患者)                                                                       | Филлер               | 28 февраля, 2015  |
| Мужчина, убегающий от полицейского, натыкается на юных сыщики, берёт Аюми в заложники, но падает в обморок. Они видят у него большую рану на затылке и везут его в больницу Бейка. При нем нет документов, удостоверяющих личность, только обрывок журнальной газеты, увидев которую, полиция решает, что на него напали, и решает защитить его. Врач, который выходит из операционной, начинает вести себя подозрительно, когда слышит имя Маури. Конан и юные сыщики прослеживают места, где побывал этот человек, понимая, что рана была у него довольно долго, и, наконец, оказываются на задворках больницы Бэйка. | |                      |                   |
| 770 | "Напряженное чаепитие (Часть 1)" "The Tense Tea Party (Part 1)" «Gisugisu Shita Ochakai (Zenpen)» (ギスギスしたお茶会(前編))                                                          | 888-890 (84 том)     | 7 марта, 2015     |
| Ран, Когоро и Конан находятся в больнице, где Эри сделали операцию на аппендиксе. Выходя, Когоро и Конан натыкаются на Амуро и находят женщину, умершую от отравления. Они выясняют, что женщина, Рэйна, навещала больного друга Дзюри, и они устраивали чаепитие с ещё двумя друзьями. Полиция допрашивает каждого из подозреваемых, что раскрывает их возможный мотив; Бывший парень Токи был украден Рэйной и стал её нынешним мужем, Кацуки потеряла большую сумму денег из-за акций, которые рекомендовала Рэйна, а сын Дзюри провалил экзамен, потому что простудился от сына Рэйны. Все трое отрицают, что хотели убить жертву, так как невозможно подменить чайную чашку с разными цветами чая, чтобы отравить её. | |                      |                   |
| 771 | "Напряженное чаепитие (Часть 2)" "The Tense Tea Party (Part 2)" «Gisugisu Shita Ochakai (Kōhen)» (ギスギスしたお茶会(後編))                                                           | 888-890 (84 том)     | 14 марта, 2015    |
| Яд вскоре найден - он только на чайной чашке Рэйны и только там, где были губы. Когда Ран приходит, чтобы забрать его, она говорит ему: "Детям пора ложиться спать, когда цвет неба меняется с синего на красный". Это заставляет Конана понять, кто виноват и какой трюк был использован. | |                      |                   |
| 772 | "Инцидент с аквариумом Кудо Синъити (Часть 1)" "Shinichi Kudō Aquarium Case (Part 1)" «Kudō Shin'ichi Suizokukan Jiken (Zenpen)» (工藤新一水族館事件(前編))                           | 882-884 (83-84 тома) | 21 марта, 2015    |
| Ран, Конан и юные сыщики посещают аквариум Бэйки. Они заканчивают смотреть шоу дельфинов, в то время как все удивляются, почему профессор Агаса так опаздывает. Конан предполагает, что профессор Агаса ел гамбургер якисобой рядом со стоянкой. Юные сыщики тоже голодны и решают, что хотят чего-нибудь поесть. Ран рассказывает всем, что в "Аквариуме Бэйки" есть кафе, которое предлагает много вкусной еды и десертов. Юные сыщики удивляются, почему Ран так много знает о Кафе, поэтому Аюми предполагает, что Ран всегда приходила сюда на свидание. Ран говорит им, что она ни с кем не встречалась, просто посетила его с кем-то вместе. Пока Ран смотрит на акулу, она начинает вспоминать о старой истории, когда она и Синъити посетили аквариум Бэйки. Задавая вопрос, нравилась ли она Синъити в то время уже так сильно, как сейчас. Предположение Конана оказывается верным, оказывается, профессор Агаса действительно ел гамбургер якисобой. Конан также начинает вспоминать тот день, когда Ран и он, будучи Синъити, посетили это место... Синъити ждал Ран в аквариуме Бэйки. Ран опаздывал. Она говорит ему, что планировала пригласить своих родителей в Аквариум для романтической ситуации. Синъити говорит Ран не бежать, но Ран спросила, почему, Синъити, хотя и не ответил ей. Пока Синъити и Ран разговаривали, он заметил мертвое тело Кунихиро Сюмото. Многие очевидцы свидетельствуют о том, что труп лежал рядом с одним из Аквариумов. Синъити удается сузить круг подозреваемых до трех человек, просмотрев список телефонных звонков мобильного телефона жертвы. Первой была Каноко Накагири, которая была нынешней девушкой жертвы, Нахо Одзиро, его бывшая девушка, и новый парень Нахо Кодай Дзинбэ. | |                      |                   |
| 773 | "Инцидент с аквариумом Кудо Синъити (Часть 2)" "Shinichi Kudō Aquarium Case (Part 2)" «Kudō Shin'ichi Suizokukan Jiken (Kōhen)» (工藤新一水族館事件(後編))                            | 882-884 (83-84 тома) | 28 марта, 2015    |
| Синъити участвует в допросе подозреваемых. Каждый из них показывает видео, снятое в аквариуме. Исходя из этого и из их поведения, Синъити разоблачает преступника. | |                      |                   |
| 774 | "Пропавший крик Мунка" "Munch's Missing Scream" «Kieta Munku no Sakebi» (消えたムンクの叫び)                                                                                          | Филлер               | 18 апреля, 2015   |
| Ран и Конан сопровождают Дзирокити Судзуки в аэропорт Нарита, чтобы дождаться прибытия "Тревоги" и "Отчаяния" Мунка. До и после упаковки делаются фотографии для проверки подлинности. Эти две картины были проверены на отсутствие дефектов, поэтому они были упакованы и переданы в музей Судзуки грузовиком. Все трое садятся в машину и следуют за грузовиком. Тем временем "Крик" Мунка прибыл в аэропорт Ханэда, и после того, как он был проверен на отсутствие проблем с использованием фотографий, он был отправлен в музей другим грузовиком. Однако Хироси Нумадзири говорит Дзирокити, что грузовик, перевозивший "Крик", сбился с курса и исчез. | |                      |                   |
| 775 | "Великий детектив, которым манипулируют (Часть 1)" "The Manipulated Great Detective (Part 1)" «Ayatsurareta Meitantei (Zenpen)» (あやつられた名探偵(前編))                            | Филлер               | 25 апреля, 2015   |
| Когоро Мори просят проникнуть в группировку грабителей. Тем не менее, его личность установлена господином Хэдом (Головой), боссом группы. Господин Хэд просит Когоро найти того, кто убил его сына, среди членов группы. Если он этого не сделает или вызовет полицию, то Ран будет убита. Конан быстро следует за грабителями и Когоро по канализационной системе, используя короткий путь, чтобы опередить их. Добравшись до выхода, он прячется в машине мисс Лип (Губы). Достаточно скоро грабители и Когоро выходят из туннеля, садятся в машину и уезжают, пока за ними гонится полиция. Используя свои безбожные навыки вождения, мисс Лип успешно заставляет разбиться все полицейские машины, в том числе Мэгурэ и Тибу. Она также замечает, что задняя часть машины странно весит, и заставляет грабителей обнаружить Конана, скрывающегося в ней. Тем временем в Агентстве, Ран получает звонок из полиции, и кто-то шпионит за ней издалека... | |                      |                   |
| 776 | "Великий детектив, которым манипулируют (Часть 2)" "The Manipulated Great Detective (Part 2)" «Ayatsurareta Meitantei (Kōhen)» (あやつられた名探偵(後編))                             | Филлер               | 2 мая, 2015       |
| Когда группа достигает своего убежища, они обнаруживают, что оно похоже на место преступления, где был убит мистер Пимпл (Прыщ), сын мистера Хэда. Все они, включая Когоро и Конана, заперты внутри, пока преступник не будет раскрыт. | |                      |                   |
| 777 | "Молодые детективы против старших детективов" "Detective Boys vs. Detective Elderlies" «Shōnen Tanteidan VS Shirubā Tanteidan» (少年探偵団VS老人探偵団)                               | Филлер               | 9 мая, 2015       |
| Юные сыщики и Конан познакомились с группой под названием Старшие Детективы, которые похожи на них. Старшие детективы сказали, что видели вора со светлыми волосами и последовали за ним в дом, где увидели труп Киэмасы Куроды. Тогда Старшие детективы, казалось, раскрыли дело и сказали, что белокурый вор убил Киэмасу, но Конан сомневается, правда ли это. | |                      |                   |
| 778 | "Мираж, где пропал ангел" "The Mirage of Missing Angel" «Tenshi ga Kieta Shinkirō» (天使が消えた蜃気楼)                                                                               | Филлер               | 16 мая, 2015      |
| Художник был найден мертвым на берегу моря, и единственная зацепка, позволяющая установить убийцу, содержится в рисунке, нарисованном жертвой. | |                      |                   |

### Сезон 25 (2015—2016)
| 779 | "Алый Пролог" "The Scarlet Prologue" «Hīro no Joshō» (緋色の序章) | 891-898 (84-85 тома) | 30 мая, 2015      |
| Тоору Амуро стал свидетелем того, как женщину столкнули с лестницы в парке Хайдо. Однако он не видит лица преступника. Потерявшая сознание и тяжело раненная женщина, которую столкнули с лестницы, - подруга Джоди Старлинг и учительница начальной школы Хайдо Нацуко Сибуя. Конан и Джоди направляются в парк и выясняют, что Нацуко подверглась нападению в другом месте, и вскоре становится ясно, что на неё напали в школе. Позже Мэгурэ и полиция допрашивают ее коллегу Ёсихару Сугамото, который пытался подвезти Нацуко домой, а также Акиё Уэно и Фумиюки Кандати, родителей учеников, у которых была назначена встреча с Нацуко. | |                      |                   |
| 780 | "Алое Преследование" "The Scarlet Pursuit" «Hīro no Suikyū» (緋色の追求) | 891-898 (84-85 тома) | 6 июня, 2015      |
| Полиция просматривает фотографию листов ответов, которые оценивала Нацуко. Джоди и Кэмел не смогли найти на фотографии никакой информации, которая могла бы помочь им раскрыть преступление, но Амуро и Конан, увидев фотографию, поняли, кто преступник. | |                      |                   |
| 781 | "Алое Пересечение" "The Scarlet Intersection" «Hīro no Kōsaku» (緋色の交錯) | 891-898 (84-85 тома) | 13 июня, 2015     |
| Когда Конан слышит историю Кэмела, он понимает, что Вермут замаскировалась под Джоди и разговаривала с ним. Конан расстроен тем, что он действовал именно так, как планировали Бурбон (Амуро) и Вермут. Амуро встречается с Вермутом, который все еще переодет Джоди. Она сообщает ему, что узнала от Кэмела, что Кусуда застрелился. Амуро отвечает, что был еще один обожженный мужчина, которому выстрелили в голову, когда Кусуда исчез. Думая об агенте ФБР Акае Сюити, Амуро приходит к выводу, что Акай все еще жив. | |                      |                   |
| 782 | "Алое Возвращение" "The Scarlet Return" «Hiiro no Kikan» (緋色の帰還) | 891-898 (84-85 тома) | 20 июня, 2015     |
| Амуро навещает Окию в доме семьи Эдо и начинает объяснять, как один труп был заменен другим. Акай был убит выстрелом в голову и сожжен вместе со своей машиной на перевале Райха. Однако Амуро считает, что Акай поменял свое собственное тело на тело Кусуды и на самом деле все еще жив. Амуро шаг за шагом объясняет Окии трюк Акай. Тем временем Джоди думала о том же, что и Амуро. Амуро объясняет, что обмен телами был запланирован не Акаем, а Конаном. Затем Амуро просит Окию снять маску. Он уверен, что Окия - это Акай. | |                      |                   |
| 783 | "Алая правда" "The Scarlet Truth" «Hiiro no Shinsō» (緋色の真相) | 891-898 (84-85 тома) | 27 июня, 2015     |
| Акай внезапно появляется на заднем сиденье машины Джоди и стреляет в машины Бюро Национальной Безопасности. Пуля попадает в шину, и агенты ФБР успешно избавляются от БНБ. Тем временем в доме семьи Кудо подчиненные Амуро сообщают ему, что Акай прострелил шину, в результате чего их машины разбились. Позже машина Джоди возвращается на место аварии. Акай берет сотовый телефон у БНБ и начинает разговаривать с Амуро (Бурбоном). Он говорит ему, что было ошибкой сообщать Конану, что у него было прозвище Зеро. Акай знал, кем на самом деле был Амуро. | |                      |                   |
| 784 | "Добро пожаловать в клуб Орихимэ" "Welcome to Club Orihime" «Orihime Kurabu he Yōkoso» (織り姫クラブへようこそ)                                                                                                   | Филлер               | 11 июля, 2015     |
| Знакомая Соноко, Тикада Эйми из клуба Орихимэ приглашает её расследовать шалости, в которые втягиваются Ран и Конан. Перед каждой шуткой в клуб Орихимэ отправляются письма-предупреждения, предупреждающие их о шалостях. В то утро они получили письмо, в котором говорилось: "ЕС будет привлечен к ответственности!" Буквы - инициалы жертвы. На месте преступления они находят новое письмо, в котором говорится: "ТБ умрёт сегодня вечером на закате!" До захода солнца осталось всего два часа. Чтобы предотвратить еще один инцидент, Конан и его друзья ищут ученика с инициалами ТБ. | |                      |                   |
| 785 | "Любовный поединок Тайко Мэйдзина (Часть 1)" "Taiko Meijin's Match of Love (Part 1)" «Taikō Koisuru Meijin-sen (Zenpen)» (太閤恋する名人戦（前編）)                                                               | 899-902 (85 том)     | 18 июля, 2015     |
| Сюкити выиграл важные матчи, которые помогли ему выиграть свои 4-й, 5-й и 6-й титулы. Прежде чем он начнет свой титульный матч, чтобы стать 2-м Нанаканоу (игроком Сёги со всеми 7 титулами) в истории. Он получает письмо, и узнают, что Юми была похищена и заперта в колодце. В письме содержатся подсказки, касающиеся местонахождения Юми. Он прибывает на место, но не может найти колодец. По прибытии он сталкивается с Конаном и юными сыщиками, которые сразу же спрашивают об истинной цели Сюкити. Матч откладывается, так как Сюкити пытается выиграть как битву Сёги, так и любовь. | |                      |                   |
| 786 | "Любовный поединок Тайко Мэйдзина (Часть 2)" "Taiko Meijin's Match of Love (Part 2)" «Taikō Koisuru Meijin-sen (Kōhen)» (太閤恋する名人戦（後編）)                                                                | 899-902 (85 том)     | 25 июля, 2015     |
| Конан, Агаса и юные сыщики помогают Сюкити искать улики о местонахождении похищенной Юми… | |                      |                   |
| 787 | "Тайна, которая тонет в бассейне в середине лета (Часть 1)" "The Mystery Sinking in the Midsummer Pool (Part 1)" «Manatsu no Pūru ni Shizumu Nazo (Zenpen)» (真夏のプールに沈む謎（前編）)                        | 903-905 (85-86 тома) | 1 августа, 2015   |
| Конан и его друзья отправляются в бассейн отеля, когда Нагами Оисо, избалованная дочь владельца отеля, найдена утонувшей в бассейне. На ней был водолазный баллон, и она обыскивала бассейн в поисках своего потерянного ожерелья. Основываясь на месте преступления, инспектор Мэгурэ считает, что это мог быть несчастный случай. Однако посыльные отеля утверждают, что тело в бассейне появилось внезапно… | |                      |                   |
| 788 | "Тайна, которая тонет в бассейне в середине лета (Часть 2)" "The Mystery Sinking in the Midsummer Pool (Part 2)" «Manatsu no Pūru ni Shizumu Nazo (Kōhen)» (真夏のプールに沈む謎（後編）)                         | 903-905 (85-86 тома) | 8 августа, 2015   |
| Конан и Сэра исследуют бассейн и выясняют, кто из трех знакомых жертвы убил её после проведения уникального эксперимента в бассейне. Ран замечает Масуми разговаривающую с таинственным ребёнком. | |                      |                   |
| 789 | "Прогноз погоды королевы" "The Queen's Weather Forecast" «Joō-sama no Tenkiyohō» (女王様の天気予報) | Филлер               | 15 августа, 2015  |
| Когоро пригласили на телевидение. По окончании съёмки, синоптик, ведущий программу, облокотившись на перила второго этажа, падает на сцену, и умирает. Подозрения падают на человека, который создал сценографию… | |                      |                   |
| 790 | "Служба кровотечения Бекапона" "Bekapon's Bleeding Service" «Bekapon Shukettsu Dai Sābisu» (米花ポン出血大サービス)                                                                                               | Филлер               | 5 сентября, 2015  |
| Человек, который играет талисман торгового центра, Бэкапона, обращается к Когоро, чтобы тот защитил его от преследователя, который угрожает убийством. Когоро предлагает не обращать внимание. Через несколько дней, мужчина в лыжной маске прибежал с ножом после крика "Умри, Кандзаки!" и ударил ножом Симомуру, который был одет в костюм Бэкапона вместо Кандзаки, и скрылся… | |                      |                   |
| 791 | "Детектив Такаги в бегах в наручниках" "Detective Takagi On the Run in Handcuffs" «Takagi-keiji, Tejō de Tōsō» (高木刑事、手錠で逃走)                                                                             | Филлер               | 12 сентября, 2015 |
| Такаги конвоирует задержанного, Рюта Сомоя, в полицейский участок, но тот раскачивает машину, и та врезается. В последний момент, Такаги удается надеть наручники на беглеца. Во время борьбы они падают с обрыва в реку. Выбравшись из реки, они понимают что должны работать вместе как команда, чтобы найти дорогу обратно в Токио. Такаги понимает что потерял ключ, и замечает что эта ситуация похожа на его любимый фильм «Скованные одной цепью»... | |                      |                   |
| 792 | "Три первооткрывателя (Часть 1)" "Three First Discoverers (Part 1)" «San'nin no Daiichihakkensha (Zenpen)» (三人の第一発見者 (前編))                                                                              | 906-908 (86 том)     | 19 сентября, 2015 |
| Конан просит Хайбару дать ему информацию о Роме, члене Черной Организации. Она говорит, что мало что знает о нём, но знает, что описания Рома всегда разные. Некоторые люди говорят, что Ром выглядит женственно, другие говорят, что он выглядит как хорошо сложенный мужчина, а некоторые описывают его как старика. Однако в нем есть общая черта, которую она не может вспомнить. Юные сыщики встречают напуганного мальчика, который боится, что женщина, которая играла за ним, была убита. Конан, обнаруживает её повешенной в своем доме. Подозрения падают на последних трех человек, которые побывали в квартире и, по стечению обстоятельств, они подходят под каждое из описаний Рома. | |                      |                   |
| 793 | "Три первооткрывателя (Часть 2)" "Three First Discoverers (Part 2)" «San'nin no Daiichihakkensha (Kōhen)» (三人の第一発見者 (後編))                                                                               | 906-908 (86 том)     | 26 сентября, 2015 |
| Конан помогает полиции раскрыть это дело и раскрывает правду, стоящую за ним. Юные сыщики покидают место преступления, и Ай Хайбара вспомнила черту Рома, с которой согласны все, кто его встречал, он потерял глаз в аварии. | |                      |                   |
| 794 | "Телохранитель Мори Когоро" "Bodyguard Kogorō Mōri" «Bodīgādo Mōri Kogorō» (ボディーガード毛利小五郎) | Филлер               | 3 октября, 2015   |
| Когоро становится телохранителем известной актрисы, когда кто-то пытается ее убить. | |                      |                   |
| 795 | "Тайна пропавшей юной леди" "The Secret of Missing Young Lady" «Wakaokusama ga Kieta Himitsu» (若奥様が消えた秘密)                                                                                                | Филлер               | 10 октября, 2015  |
| Проходя мимо резиденции Макабэ, Аюми увидела, как Дзюн перенёс потерявшую сознание Юри на заднее сиденье своей машины, а затем уехал… | |                      |                   |
| 796 | "Уловка неразлучников" "Inseparable Couple's Strategy" «Oshidorifūfu no Sakuryaku» (おしどり夫婦の策略) | Филлер               | 17 октября, 2015  |
| Тёсаку Канбаяси был найден мертвым на земле после того, как, по-видимому, выпал из окна своего офиса… | |                      |                   |
| 797 | "Мечтательница,сломавшая дедукцию" "The Dreaming Girl's Confusing Deduction" «Yumemiru Otome no Meisuiri» (夢見る乙女の迷推理)                                                                                    | Филлер               | 24 октября, 2015  |
| Странная девушка, которая называет себя Фунати, встречается с Когоро, чтобы получить его помощь в поисках пропавшего человека. Но Когоро отклоняет её просьбу, поэтому Конан решает вместо этого помочь ей. Фунати и Конан работают вместе, чтобы найти пропавшего человека по имени Хиконэ, который, по-видимому, напоминает героя в игре отаку. | |                      |                   |
| 798 | "Движущаяся цель" "The Moving Target" «Ugoku Hyōteki» (動く標的) | Филлер               | 7 ноября, 2015    |
| Пьяного мужчину спас Конан, когда он упал с крыши здания, прежде чем мужчина ударил другого человека, который стоял прямо под тем местом, где упал человек. Похоже, что мужчина покончил с собой, но улики наводят Конана на мысль, что кто-то другой заставил мужчину упасть… | |                      |                   |
| 799 | "Закрытая комната с открытой крышей" "Detective Boys' Locked Room Mystery Battle" «Tantei-dan no Misshitsu Suiri Gassen» (探偵団の密室推理合戦)                                                                   | Филлер               | 14 ноября, 2015   |
| Когда профессор Агаса открывает территорию строительной площадки, чтобы дети могли поиграть в футбол, он обнаруживает тело, плавающее в бассейне, наполненном водой после вчерашнего дождя… | |                      |                   |
| 800 | "100 миллионов иен" "Chase 100 Million Yen" «Ichiokuen o Oikakero» (1億円を追いかけろ) | Филлер               | 21 ноября, 2015   |
| Рэйна Саэки, дочь президента компании предоставляющей денежные займы, была похищена, и преступник требует астрономическую сумму в 100 миллионов иен за её освобождение. | |                      |                   |
| 801 | "Загадочное путешествие в Дюны Тоттори! (Кураёси)" "Tottori Sand Dunes Mystery Tour (Kurayoshi Part)" «Tottori Sakyū Misuterī Tsuā (Kurayoshi-hen)» (鳥取砂丘ミステリーツアー (倉吉編))                           | Филлер               | 28 ноября, 2015   |
| Во время посещения песчаных дюн Тоттори Когоро, Конан и Ран наткнулись на случай. Сюко, жена старшего сына семьи Кумадо, подверглась нападению и была связана во время ограбления дома, а фамильная курильница для благовоний была украдена. Педант, найденный на месте преступления, наводит подозрения на бывшую домработницу семьи Наоми Сэнду, но Когоро и его семья видели её в музее песка во время преступления. Позже глава семьи Исао Кумадо получает электронное письмо на свой телефон с требованием 10 миллионов иен в обмен на курильницу. Когоро подозревает, что преступление было совершено членом семьи, который пытался подставить Наоми, поэтому он расследует алиби семьи Кумадо. | |                      |                   |
| 802 | "Загадочное путешествие в Дюны Тоттори! (Тоттори)" "Tottori Sand Dunes Mystery Tour (Tottori Part)" «Tottori Sakyū Misuterī Tsuā (Tottori-hen)» (鳥取砂丘ミステリーツアー (鳥取編))                               | Филлер               | 5 декабря, 2015   |
| Поскольку инцидент начинает развиваться странным образом, Конан решает выяснить правду о странной краже и требовании выкупа… | |                      |                   |
| 803 | "Ловушка пожарной безопасности" "Pitfall of Fire Precautions" «Hi-no-Yōjin no Otoshiana» (火の用心の落とし穴) | Филлер               | 12 декабря, 2015  |
| Поджоги происходили на разных детских площадках. Юные сыщики в сопровождении пожарных отправляются на патрулирование пожарной безопасности. Видно, как мимо них пробегает мужчина в направлении костра, и Гэнта знает, кто он. Юные сыщики пытаются найти доказательства того, что этот человек-поджигатель. | |                      |                   |
| 804 | "Конан и Эбизо Кабуки Тайна старинной пьесы (Часть 1)" "Conan and Ebizō's Kabuki Jūhachiban Mystery (Part 1)" «Konan to Ebizō Kabuki Jūhachiban Misuterī (Zenpen)» (コナンと海老蔵 歌舞伎十八番ミステリー (前編)) | Филлер               | 9 января, 2016    |
| Во время игры в футбол, Конан замечает машину несущуюся без тормозов, и останавливает её. Человек в машине является президентом известной торговой компании, Такуя Хосо. Соноко, оказавшееся рядом, сообщает об этом Ран и Когоро. Так как её отец, большой поклонник театра кабуки, Соноко встречала Хосо много раз после шоу. Хосо приглашает, Когоро, Ран и Соноко в театр Кабуки, на репетицию Итикавы Эбидзо XI, одиннадцатого потомка старинной семьи из самых популярных актеров театра Кабуки. Ран и Соноко я его большые поклонники, вместо того, Когоро даже не знает, кто это. Будучи большим поклонником детективов, Эбидзо всегда восхищался навыками Когоро, а также Конана. Эбидзо хочет использовать маску, которая восходит к периоду Камакура, чьи выражения меняются в зависимости от точки зрения зрителя. В современной интерпретации "семь масок", драмы из коллекции Кабуки дзюхатибан, написанная его предком Итикавой Эбидзо II в период Эдо, которую в последний раз ставили семь лет назад. Но двуликая маска, возложена на президента актеров, Ёсиуки Ябусаки, была украдена из его шкафчика. На шкафчике не обнаружили отпечатков пальцев, так как преступник носил виниловые перчатки. Кроме того, секретаря президента, Хитоси Такахаси, нашли на следующее утро мертвым в машине, рядом с пустым портфелем для маски… | |                      |                   |
| 805 | "Конан и Эбизо Кабуки Тайна старинной пьесы (Часть 2)" "Conan and Ebizō's Kabuki Jūhachiban Mystery (Part 2)" «Konan to Ebizō Kabuki Jūhachiban Misuterī (Kōhen)» (コナンと海老蔵 歌舞伎十八番ミステリー (後編))  | Филлер               | 16 января, 2016   |
| Пока Конан продолжает свое расследование, его похищают и оставляют без сознания в заброшенном здании, которое скоро будет снесено… | |                      |                   |
| 806 | "Иллюзия чревовещателя (Часть 1)" "The Ventriloquist's Illusion (Part 1)" «Fukuwajutsushi no Sakkaku (Zenpen)» (腹話術師の錯覚 (前編))                                                                            | Филлер               | 30 января, 2016   |
| Риити Тэнган, популярный чревовещатель, страдает галлюцинациями о том, что его кукла хочет, чтобы он убил свою жену Кадзуко, поэтому он просит Когоро о помощи, но Когоро отказывает ему. Несколько дней спустя ученик Тэнгана звонит Когоро и говорит ему, что Кадзуко была убита… | |                      |                   |
| 807 | "Иллюзия чревовещателя (Часть 2)" "The Ventriloquist's Illusion (Part 2)" «Fukuwajutsushi no Sakkaku (Kōhen)» (腹話術師の錯覚 (後編))                                                                             | Филлер               | 6 февраля, 2016   |
| Конан находит ещё несколько улик и умудряется точно определить, кто настоящий преступник. | |                      |                   |
| 808 | "Гостиница Кама-итати (Часть 1)" "The Kamaitachi Inn (Part 1)" «Kamaitachi no Yado (Zenpen)» (かまいたちの宿 (前編))                                                                                              | 909-912 (86 том)     | 13 февраля, 2016  |
| Конан, Ран, Когоро, Хэйдзи и Кадзуха посещают гостиницу глубоко в горах Нагано. Хэйдзи получает фотографию фигуры с косой, бегущей по поверхности открытой ванны гостиницы. Конан и его друзья пришли, чтобы выяснить личность этой фигуры, которая напоминает кама-итати, сверхъестественного демона. В гостинице они встречают писателей Дайго Накаму и Мидори Коянаги, которые также пришли собрать информацию об этом инциденте. Во время поисков в темном хранилище на Хэйдзи, Когоро и Коянаги нападают. | |                      |                   |
| 809 | "Гостиница Кама-итати (Часть 2)" "The Kamaitachi Inn (Part 2)" «Kamaitachi no Yado (Kōhen)» (かまいたちの宿 (後編))                                                                                               | 909-912 (86 том)     | 20 февраля, 2016  |
| Поскольку инциденты, которые считаются делом рук демона кама-итати, происходят один за другим, тесть владельца гостиницы, Бондзо Оно, убит в пристройке гостиницы. Основываясь на месте преступления, Хэйдзи считает, что преступник проник в пристройку через ванну на открытом воздухе. Однако снег вокруг ванны не потревожен, что означает, что преступник мог пробежать только по поверхности ванны. Выслушав показания всех присутствующих, Конан и Хэйдзи понимают, кто виноват. | |                      |                   |
| 810 | "Тьма накрыла полицию префектуры! (Часть 1)" "The Darkness of the Prefectural Police (Part 1)" «Kenkei no Kuroi Yami (Zenpen)» (県警の黒い闇 (前編))                                                              | 913-917 (86-87 тома) | 27 февраля, 2016  |
| Когоро, Конан и Ран посещают префектуру Нагано, когда они сталкиваются с инспектором Ямато и его сотрудниками полиции префектуры Нагано. Конан и его друзья посещают руины святилища Кансукэ и могилу Ямамото Кансукэ. Во время посещения реки Тикумагава, их конечного пункта назначения, в реке найдена отрубленная голова инспектора Сигэру Такэды. На лбу трупа есть отметина, напоминающая след дятла. Предположительно, в полиции префектуры Нагано существует таинственная группа, известная как Общество дятлов. Ямато и его коллеги ищут кого-то, кто, возможно, затаил злобу на Такэду, когда всплыли два дела, связанные с Такэдой. | |                      |                   |
| 811 | "Тьма накрыла полицию префектуры! (Часть 2)" "The Darkness of the Prefectural Police (Part 2)" «Kenkei no Kuroi Yami (Chūhen)» (県警の黒い闇 (中編))                                                              | 913-917 (86-87 тома) | 5 марта, 2016     |
| Офицер Сэдзи Кано найден мертвым в своем доме. Судя по состоянию тела, инспектор Морофуси считает, что после того, как его задушили, Кано повесили под потолком. Позже преступник отправляет электронное письмо с заявлением о том, что он убьет еще трех человек. Преступник вызывает Синсукэ Акияму на гору Сайдзёдзан и убивает его. Отпечатки пальцев инспектора Ямато найдены на веревке, которая была обернута вокруг шеи Кано, поэтому начальник Первого отдела Курода объявляет Ямато подозреваемым. | |                      |                   |
| 812 | "Тьма накрыла полицию префектуры! (Часть 3)" "The Darkness of the Prefectural Police (Part 3)" «Kenkei no Kuroi Yami (Kōhen)» (県警の黒い闇 (後編))                                                               | 913-917 (86-87 тома) | 12 марта, 2016    |
| Конан узнает, что такое Общество Дровосеков и личность убийцы. | |                      |                   |
| 813 | "Тень, приближающаяся к Амуро!" "The Shadow Approaching Amuro" «Amuro ni Shinobiyoru Kage» (安室に忍びよる影) | Филлер               | 16 апреля, 2016   |
| Однажды утром Конан замечает подозрительного мужчину, наблюдающего за Амуро в кафе Пуаро. Этот человек снова попадается на глаза Конана. Мицухико, Гэнта и Аюми начинают следовать за ним, но он исчезает на торговой улице. Конан спрашивает Амуро об этом человеке. Амуро преследовал этого человека три дня назад. Конан думает, что он, возможно, член Черной Организации или сотрудник Бюро Национальной Безопасности. | |                      |                   |
| 814 | "Дело о закрытой комнате актрисы-блогера! (Часть 1)" "The Actress Blogger's Locked Room Case (Part 1)" «Burogu Joyū no Misshitsu Jiken (Zenpen)» (ブログ女優の密室事件 (前編))                                    | 918-920 (87 том)     | 23 апреля, 2016   |
| Профессор Агаса ведёт юных сыщиков в буфет с пирожными в отеле, где они знакомятся с Саей Китами и Кёной Сёно, двумя соперницами-актрисами, которые снимаются в одной драме. Кёна спрашивает Саю, видела ли она её блог, и предупреждает её, что она должна сдаться, если не хочет, чтобы её секрет был раскрыт. Конан проверяет блог Кёны, но не может определить, в чем секрет. Позже Кёну находит убитой, Сакурако Ёнэхара, в её запертом гостиничном номере. | |                      |                   |
| 815 | "Дело о закрытой комнате актрисы-блогера! (Часть 2)" "The Actress Blogger's Locked Room Case (Part 2)" «Burogu Joyū no Misshitsu Jiken (Kōhen)» (ブログ女優の密室事件 (後編))                                     | 918-920 (87 том)     | 30 апреля, 2016   |
| Конан разоблачает преступника. | |                      |                   |
| 816 | "Добрый и печальный пришелец!" "Regrettable and Kind Alien" «Zan'nen de Yasashii Uchūjin» (残念でやさしい宇宙人)                                                                                                  | Филлер               | 7 мая, 2016       |
| Безработный Хандзаки Ясуо поскользнулся и разбился насмерть после того, как увидел офисного работника Такэдэру Хитоси в костюме инопланетянина. После допроса трех знакомых Такэдэры, которые были свидетелями инцидента, юные сыщики проводят расследование и приближаются к истине. | |                      |                   |
| 817 | "Пропавшая невеста" "Missing Fiancée" «Kieta Fianse» (消えたフィアンセ) | Филлер               | 14 мая, 2016      |
| Харуки Ториуми, приходит к Когоро, чтобы найти его пропавшую невесту, Мотоко Кавагути. Когоро сужает список подозреваемых, но Конан считает, что дело было слишком простым для разрешения… | |                      |                   |

### Сезон 26 (2016—2017)
| 818 | "Яростная погоня Когоро (Часть 1)" "Kogoro's Great Pursuit of Anger (Part 1)" «Kogorō, Ikari no Daitsuiseki (Zenpen)» (小五郎、怒りの大追跡 (前編))                        | Филлер               | 21 мая, 2016      |
| Ран посещает концерт Рисы Пурпурной (Risa Purple), восходящего идола. Когоро также выступает в качестве её телохранителя. Однако, прежде чем представление может начаться, Ран ошибочно принимают за Рису и похищают. Все становится ещё хуже, когда похитители обнаруживают свою ошибку и пытаются похоронить Ран заживо, чтобы замести следы… | |                      |                   |
| 819 | "Яростная погоня Когоро (Часть 2)" "Kogoro's Great Pursuit of Anger (Part 2)" «Kogorō, Ikari no Daitsuiseki (Kōhen)» (小五郎、怒りの大追跡 (後編))                         | Филлер               | 28 мая, 2016      |
| Конан и Когоро устроили ловушку для преступника, и настоящий виновник похищения схвачен, а Ран спасена и доставлена в больницу. | |                      |                   |
| 820 | "Семь человек в зале ожидания" "Seven People in the Waiting Room" «Machiaishitsu no Nana-nin» (待合室の7人)                                                                | Филлер               | 4 июня, 2016      |
| Семь человек, в том числе Когоро, Ран и Конан, попали в тайфун и вынуждены укрыться на железнодорожной станции вместе с начальником станции и его помощником. Когоро получает предупреждение о том, что произойдет убийство… | |                      |                   |
| 821 | "Скрытая тайна храма Донгарадзи" "The Secret of the Dongara-ji" «Dongara-ji ga Kakusu Himitsu» (曇柄寺が隠す秘密)                                                          | Филлер               | 11 июня, 2016     |
| Конан и Когоро идут по разным следам, которые в конце концов приводят их к детективам Такаги и Тибе, которые разыскивают человека, совершившего ограбление банка на 30 миллионов иен. | |                      |                   |
| 822 | "Подозреваемые: страстная парочка (Часть 1)" "Suspect Is the Hot Couple (Part 1)" «Yōgisha wa Netsuai Kappuru (Zenpen)» (容疑者は熱愛カップル (前編))                      | 925-927 (87-88 тома) | 18 июня, 2016     |
| Ходят слухи, что Ёко Окино и звезда футбола Рюсукэ Хиго встречаются, когда их увидели вместе. Когоро как фанат Ёко, Конан и Хайбара фанаты Хиго решают выяснить, правда ли эта новость. Они оказываются в итальянском ресторане, принадлежащем бывшему товарищу Хиго по команде Тэйе Асуке, которого находят в кладовой с перерезанным горлом. | |                      |                   |
| 823 | "Подозреваемые: страстная парочка (Часть 2)" "Suspect Is the Hot Couple (Part 2)" «Yōgisha wa Netsuai Kappuru (Kōhen)» (容疑者は熱愛カップル (後編))                       | 925-927 (87-88 тома) | 25 июня, 2016     |
| Конан раскрывает преступление. | |                      |                   |
| 824 | "Юные сыщики укрываются от дождя" "The Detective Boys Get Out of the Rain" «Shōnen Tantei-dan no Amayadori» (少年探偵団の雨宿り)                                           | Филлер               | 9 июля, 2016      |
| Юные сыщики укрываются от дождя в доме, наполненном игрушками. Пока Гэнта изо всех сил пытается сходить в туалет, они просят двух мужчин в доме впустить их ненадолго. Как вдруг, они слышат, как женщина зовет на помощь из дома… | |                      |                   |
| 825 | "Дело о возвращении в приливной парк" "The Tidal Park Comeback Case" «Shioiri Kōen Gyakuten Jiken» (潮入り公園逆転事件)                                                    | Филлер               | 16 июля, 2016     |
| Конан, Ран и Мори посещают приливной парк в префектуре Тиба, где они обнаруживают тело на мосту, после отлива. | |                      |                   |
| 826 | "Красота, ложь и секрет" "The Beauty, The Lie, and The Secret" «Bijo to Uso to Himitsu» (美女とウソと秘密)                                                                 | Филлер               | 23 июля, 2016     |
| Возвращаясь из ресторана, Конан, Когоро и Ран, слышат женский крик. На месте, они натыкаются на тело человека по имени Такэси Ягинума, который разбился насмерть упав с лестницы автостоянки. На верхней площадке лестницы находится Мисаки Такидзава, которая утверждает, что Ягинума напал на неё и случайно упал. В ходе расследования выясняется, что Ягинума-преступник, который ворвался в дом Мисаки, убил её мужа Акиру и украл драгоценные камни на сумму 100 миллионов иен. Когоро считает, что Ягинума напала на Мисаки, чтобы заставить её замолчать, но Конан подозревает, что в показаниях Мисаки что-то не так…                                                  | |                      |                   |
| 827 | "Умереть за рамен 2 (Часть 1)" "Ramen So Good, It's to Die For 2 (Part 1)" «Shinu Hodo Umai Rāmen 2 (Zenpen)» (死ぬほど美味いラーメン2 (前編))                             | 928-930 (88 том)     | 30 июля, 2016     |
| Конана, Ран и Соноко приходят в любимую рамэную Сэры, Рамэн Огуры, где ранее произошло убийство. Внутри они находят постоянных посетителей Сёно Юну, Мидзусину Сосукэ и Наканиси Осаму. Конан находит странным огромное количество приправ, которые они добавляют в пищу. После того, как они уходят, сотрудница Саё рассказывает, что несколькими днями ранее по соседству произошло ограбление с убийством. Полиция искала преступника в ресторане, и клиентами, присутствовавшими в то время, были Сёно, Мидзусина и Наканиси. | |                      |                   |
| 828 | "Умереть за рамен 2 (Часть 2)" "Ramen So Good, It's to Die For 2 (Part 2)" «Shinu Hodo Umai Rāmen 2 (Kōhen)» (死ぬほど美味いラーメン2 (後編))                              | 928-930 (88 том)     | 6 августа, 2016   |
| Сэра и Конан разоблачают преступника. | |                      |                   |
| 829 | "Загадочный мальчик" "The Mysterious Boy" «Fushigi na Shōnen» (不思議な少年)                                                                                               | Филлер               | 13 августа, 2016  |
| Когда Конан и его друзья слышат, что возле моста Комэто замечен НЛО, они отправляются понаблюдать за ним, но обнаруживают тело и бумеранг. Конан осознает правду, стоящую за наблюдением НЛО. | |                      |                   |
| 830 | "Коттедж, окруженный зомби (Часть 1)" "A Cottage Surrounded By Zombies (Part 1)" «Zombi ga Kakomu Bessō (Zenpen)» (ゾンビが囲む別荘 (前編))                                | 931-935 (88 том)     | 3 сентября, 2016  |
| Когда Когоро, Конан и Ран приезжают в коттедж, где снимался фильм о зомби, они встречают там Хэйдзи и Кадзуху. Позже прибывает съемочная группа, чтобы снять трейлер продолжения фильма о зомби. Во время съемок продюсер Такаси Хараваки пропадает без вести, а остальные ищут его в коттедже. Конан и Хэйдзи обнаруживают тело Харэваки. | |                      |                   |
| 831 | "Коттедж, окруженный зомби (Часть 2)" "A Cottage Surrounded By Zombies (Part 2)" «Zombi ga Kakomu Bessō (Chūhen)» (ゾンビが囲む別荘 (中編))                                | 931-935 (88 том)     | 10 сентября, 2016 |
| Конан и его друзья обнаруживают тело Хараваки на месте съемок фильма о зомби. На его смартфоне есть видео, на котором Хараваки пьет синильную кислоту. Поскольку только Хараваки мог водить машину, а в коттедже нет сотовой связи, они не могут позвонить в полицию. Той ночью прикованный к постели Когоро говорит Ран и Кадзухе, что зомби окружили коттедж. Девушки ему не верят, но потом на них нападают зомби. | |                      |                   |
| 832 | "Коттедж, окруженный зомби (Часть 3)" "A Cottage Surrounded By Zombies (Part 3)" «Zombi ga Kakomu Bessō (Kōhen)» (ゾンビが囲む別荘 (後編))                                 | 931-935 (88 том)     | 17 сентября, 2016 |
| Оператор Киоко Эдзири найдена мертвой. На её смартфоне есть видео, в котором зомбированный Хараваки кусает Киоко за шею, а тело Хараваки исчезло из другой комнаты. Конан и Хэйдзи считают, что это дело и дело восьмилетней давности могут быть связаны. Инспектор полиции Гуммы, Ямамура, начинает собственное расследование, в то время как Конан и Хэйдзи приближаются к истине… | |                      |                   |
| 833 | "Слабость великого детектива" "The Great Detective's Weakness" «Meitantei ni Jakuten Ari» (名探偵に弱点あり)                                                               | Филлер               | 24 сентября, 2016 |
| Когоро случайно оказывается втянутым в ограбление банка и преследует вооружённого грабителя на крыше здания. Когоро, который боится высоты, впадает в состояние шока и теряет грабителя. В конце концов полиция арестовывает грабителя, но грабитель, убегая, выбросил пистолет. Два дня спустя Тайдзо Сакаки, фьючерсный трейдер, обвиняемый в мошенничестве, был ранен в плечо и ногу человеком, ехавшим на мотоцикле. Пистолет, использованный в этом инциденте, тот же самый, который был выброшен грабителем. Когоро устанавливает личность человека, который подобрал пропавший пистолет, но дело ещё не закончено…                                                       | |                      |                   |
| 834 | "Человек, который умер дважды (Часть 1)" "The Man Who Died Twice (Part 1)" «Nido Shinda Otoko (Zenpen)» (二度死んだ男 (前編))                                              | Филлер               | 1 октября, 2016   |
| Когоро и Конан стали свидетелями того, как секретарь Синкай ударил ростовщика Такараду кухонным ножом. Однако Такарада был убит двумя часами ранее. Когоро считает, что Синкай ударил Такараду ножом, не осознавая, что тот уже мертв. Такарада вызвал Когоро в квартиру, чтобы обсудить угрозу убийства, которую он получил по почте. Инспектор Мэгурэ объясняет, что одна из финансовых жертв Такарады убила его из мести, а Синкай свидетельствует, что он ударил Такараду ножом, чтобы не дать упомянутой жертве стать убийцей. Мэгурэ также подозревает, что один из членов семьи Такарады мог совершить преступление, и допрашивает его жену Мику и младшего брата Кодзи. | |                      |                   |
| 835 | "Человек, который умер дважды (Часть 2)" "The Man Who Died Twice (Part 2)" «Nido Shinda Otoko (Kōhen)» (二度死んだ男 (後編))                                               | Филлер               | 8 октября, 2016   |
| У жены Такарады, Мики, нет алиби, и она становится главной подозреваемой в удушении, когда обнаруживаются вещественные доказательства, а это означает, что Кодзи унаследует состояние Такарады. Конан подозревает, что Кодзи подставил Мику, и допрашивает его, но становится ясно, что у Кодзи есть алиби. Конан снова перебирает факты и постепенно приближается к истине… | |                      |                   |
| 836 | "Недружелюбная девичья музыкальная группа (Часть 1)" "The Unfriendly Girls Band (Part 1)" «Naka no Warui Gāruzu Bando (Zenpen)» (仲の悪いガールズバンド (前編))            | 936-938 (88-89 тома) | 15 октября, 2016  |
| Конан, Соноко, Ран, Сэра и Амуро, решают пойти в студию звукозаписи, чтобы записать несколько песен. Они встречают участниц женской группы, которые спорят о своем предстоящем выступлении. Позже барабанщика находят задушенным в студии. Трое членов её группы подозреваются в её убийстве, но когда полиция не может найти веревку, использованную для её убийства, расследование сталкивается с некоторыми проблемами. | |                      |                   |
| 837 | "Недружелюбная девичья музыкальная группа (Часть 2)" "The Unfriendly Girls Band (Part 2)" «Naka no Warui Gāruzu Bando (Kōhen)» (仲の悪いガールズバンド (後編))             | 936-938 (88-89 тома) | 22 октября, 2016  |
| Конан, Сэра и Амуро, раскрывают престепление. | |                      |                   |
| 838 | "Загадка воздушного шара" "Mystery in a Hot Air Balloon" «Funwari Kikyū de Kaijiken» (ふんわり気球で怪事件)                                                                | Филлер               | 5 ноября, 2016    |
| Корпорация Судзуки проводит конкурс воздушных шаров, в котором принимают участие Соноко, Ран и Конан. Во время гонки воздушный шар действующего чемпиона Синго Мидзугути сталкивается с воздушным шаром Акихиро Окуды и начинает падать. Когда воздушный шар опускается, его жена, Ариса Мидзугути, падает насмерть… | |                      |                   |
| 839 | "Ты сможешь услышать голос Тэнгу" "You Can Hear the Tengu's Voice" «Tengu no Koe ga Kikoeru» (天狗の声が聞こえる)                                                          | Филлер               | 12 ноября, 2016   |
| Во время пешего похода Когоро, Конан и Ран слышат стонущий голос мифического существа - тэнгу. Переночевав в гостевом доме у подножия горы, они решают посетить пещеру тэнгу, одну из исторических достопримечательностей города. Внутри пещеры Конан обнаруживает тело в маске тэнгу, свисающей с алтаря. Тело принадлежит мэру Сэдзи Маямэ. Когоро определяет, что смерть является самоубийством, основываясь на отсутствии кого-либо ещё в пещере, но Конан чувствует, что с телом и местом преступления что-то не так… | |                      |                   |
| 840 | "Последний подарок" "The Last Gift" «Saigo no Okurimono» (最後の贈り物) | Филлер               | 19 ноября, 2016   |
| Дзюнко Хиросэ арестована за убийство, которое произошло в городе Тонкоро. Дзюнко признается, что жертва, Масару Кацуи, шантажировал её и она убила его, потому что больше не могла этого выносить. Однако Когоро видел Дзюнко в городе Бэйка во время убийства. Поскольку города Тонкоро и Бэйка находятся в часе езды друг от друга, Когоро объясняет инспектору Мэгурэ, что Дзюнко не могла совершить преступление. Её алиби подтверждено, Дзюнко освобождена. Однако недовольные Конан, Когоро и Ран задают вопросы коллеге и бывшему парню Дзюнко, и приближаются к истине.                                                                                                 | |                      |                   |
| 841 | "Дождливая автобусная остановка" "The Rainy Bus Stop" «Ame no Basusutoppu» (雨のバス停)                                                                                    | Филлер               | 26 ноября, 2016   |
| Возвращаясь домой под дождем, Когоро и Конан натыкаются на автомобильную аварию. Тосиаки Кикути без сознания сидит на водительском сиденье, перед его машиной лежит покойный Наохиро Цуцуми. Кикути потрясен, когда приходит в себя и видит тело Цуцуми, так как он был бывшим коллегой. Кикути свидетельствует, что мужчина с зонтиком внезапно выскочил на перекресток и он не смог вовремя остановить свою машину. Предсмертная записка Цуцуми найдено в кармане его куртки… | |                      |                   |
| 842 | "Поворотный момент на ездовом свидании" "Turning Point on a Driving Date" «Doraibu Dēto no Wakaremichi» (ドライブデートの別れ道)                                           | Филлер               | 10 декабря, 2016  |
| Шестью месяцами ранее Рэми Кирисаки повесилась в своей квартире, и её соседка, Кэй Наканиси, обвинила себя в том, что не смогла предотвратить это. Теперь Кэй переехала и работает в гостинице "Курорт" своего дяди. Кэй показывает Когоро и Конану окрестности. Рэми использовала вымышленные имена, чтобы скрыться от сборщиков долгов, но Конану кажется странным, что она использовала свое настоящее имя, чтобы снять квартиру незадолго до смерти. Он замечает и несколько других странных вещей в этой истории… | |                      |                   |
| 843 | "Детективы в роще (Часть 1)" "The Detective Boys in a Grove (Part 1)" «Tantei-dan wa Yabu no Naka (Zenpen)» (探偵団はヤブの中（前編）)                                     | 939-941 (89 том)     | 17 декабря, 2016  |
| Юные сыщики и профессор Агаса отправляются в ресторан в универмага "Бэйка". На лестнице они видят как, шеф-повар Удзиясу Хосогоэ, получает удар ножом в живот отнедовольного клиента. Конан звонит Гэнте, Мицухико и Аюми, которые находятся на разных этажах здания, чтобы сообщить им, что преступник сбежал по другой лестнице. Они замечают преступника, но каждый из их описывает его по разному. Под описание каждого подходят три человека… | |                      |                   |
| 844 | "Детективы в роще (Часть 2)" "The Detective Boys in a Grove (Part 2)" «Tantei-dan wa Yabu no Naka (Kōhen)» (探偵団はヤブの中（後編）)                                      | 939-941 (89 том)     | 24 декабря, 2016  |
| Конан разоблачают преступника. | |                      |                   |
| 845 | "Заключённый во тьму Конан (Часть 1)" "Conan Cornered in the Darkness (Part 1)" «Zettai Zetsumei Kurayami no Conan (Zenpen)» (絶体絶命暗闇のコナン(前編))                  | Филлер               | 7 января, 2017    |
| Конан становится свидетелем того, как фигура взламывает сейф внутри здания, но преступник нападает на него и заключает в прямоугольную коробку. Тем временем Когоро нанимают, чтобы найти вора, который украл завещание председателя группы Карабаси Готаро Карабаси. Конану удается связаться с юными сыщиками, используя свой значок. | |                      |                   |
| 846 | "Заключённый во тьму Конан (Часть 2)" "Conan Cornered in the Darkness (Part 2)" «Zettai Zetsumei Kurayami no Conan (Kōhen)» (絶体絶命暗闇のコナン(後編))                   | Филлер               | 14 января, 2017   |
| Юные сыщики и Когоро, и приходят к выводу, что дело должно быть связано с кражей со взломом, свидетелем которой был Конан. Ай и остальные понимают, что Конан находится внутри гроба Готаро, но катафалк уже на пути в крематорий… | |                      |                   |
| 847 | "Дело Чибы про НЛО (Часть 1)" "Chiba's UFO Case (Part 1)" «Chiba no Yūfō Nanjiken (Zenpen)» (千葉のUFO難事件(前編))                                                        | 942-944 (89 том)     | 28 января, 2017   |
| Детектив Тиба расследует странное дело, которое произошло тремя месяцами ранее. Редактор журнала Кёго Накацу был задушен насмерть и прижат лицом к свежезалитому бетонному участку в средней школе Хайдо. Главный подозреваемый-фанатик НЛО Юсукэ Кутики, который был также хастыл в бетоне, свидетельствует, что инопланетянин прилетел на НЛО и убил Накацу, паря в воздухе, а камера видеонаблюдения запечатлела таинственную тень. | |                      |                   |
| 848 | "Дело Чибы про НЛО (Часть 2)" "Chiba's UFO Case (Part 2)" «Chiba no Yūfō Nanjiken (Kōhen)» (千葉のUFO難事件(後編))                                                         | 942-944 (89 том)     | 4 февраля, 2017   |
| Конан разоблачают преступника. | |                      |                   |
| 849 | "Пароль регистрации брака (Часть 1)" "The Marriage Registration's Password (Part 1)" «Kon'intodoke no Pasuwādo (Zenpen)» (婚姻届のパスワード(前編))                        | 945-947 (89 том)     | 11 февраля, 2017  |
| Когда офицер полиции Юми Миямото видит репортаж о матче чемпионата сёги, она впервые узнает, что Ханэда-профессиональный игрок в сёги. Несколькими годами ранее Юми получила конверт от Ханэды, и ей было сказано не открывать его, пока он не приобретет "все семь". Ханэда теперь выиграл все семь главных титулов сёги. Детектив Сато считает, что содержимое конверта должно быть регистрацией брака, но Юми выбросила журнал, в котором хранила конверт в то утро. Они сразу же направляются на свалку, но журнал исчез. Конан и юные сыщики пытаются помочь Юми найти конверт.                                                                                            | |                      |                   |
| 850 | "Пароль регистрации брака (Часть 2)" "The Marriage Registration's Password (Part 2)" «Kon'intodoke no Pasuwādo (Kōhen)» (婚姻届のパスワード(後編))                         | 945-947 (89 том)     | 18 февраля, 2017  |
| Управляющий зданием Короку Хатицука прячет конверт с регистрационной формой брака, которую Ханэда дал Юми, и блокирует свой компьютер восьмизначным паролем. Местоположение конверта будет указано при вводе пароля. Полагая, что для решения может потребоваться более одного листа бумаги, Конан и его друзья решают обыскать комнату в поисках другого листа. Во время их поиска Юми замечает, что кодовый лист является копией, а не оригиналом. Эта подсказка приводит Конана к разгадке… | |                      |                   |
| 851 | "Тур любви, спускающийся в ад (Глава Беппу)" "The Descent Into Hell Tour of Love (Beppu Chapter)" «Koi no Jigoku-meguri Tsuā (Beppu-hen)» (恋の地獄めぐりツアー（別府編）) | Филлер               | 4 марта, 2017     |
| Когоро берет Конана и Ран на горячие источники Беппу в префектуре Оита. Истинная цель Когоро-найти Манами Накадаи, пропавшую дочь президента Накадай Электрик. Весьма вероятно, что Манами приехала в Беппу, чтобы повидаться со своим бывшим парнем, Хироюки Хаями. Когоро удается найти Манами, но затем её похищают. Тем временем детективы Сато и Такаги преследуют вооружённого грабителя в префектуре Оита. | |                      |                   |
| 852 | "Тур любви, спускающийся в ад (Глава Оита)" "The Descent Into Hell Tour of Love (Oita Chapter)" «Koi no Jigoku-meguri Tsuā (Ōita-hen)» (恋の地獄めぐりツアー（大分編）)    | Филлер               | 11 марта, 2017    |
| Сумку со 100 миллионами иен в качестве выкупа похититель уносит с помощью дрона. Детективы Сато и Такаги также преследуют его в качестве подозреваемого в вооружённом ограблении. Преступник берет Сато в заложники и направляется к горячим источникам, где планирует встретиться со своим сообщником и разделить выкуп. Детективы арестовывают Рюдзи Огикубо, но 100 миллионов иен из сумки исчезли… | |                      |                   |
| 853 | "Воспоминания класса Сакуры (Девочка Ран)" "Memories from Sakura Class (Ran GIRL)" «Sakura-gumi no Omoide (Ran Gāru)» (サクラ組の思い出（蘭GIRL）)                         | 921-924 (87 том)     | 18 марта, 2017    |
| Пока Конан прогуливается с Ран, Соноко и Серой по обсаженной вишнями дороге, Ран вспоминает, как она встретила Кудо Синъити. Тринадцать лет назад над Ран издевались какие-то мальчики из её класса в детском саду. К ней подошел Синъити, который только что перевёлся. Синъити подозревает, что что-то не так, когда замечает, что учитель Ронсукэ Эфунэ все время смотрит на Ран. Позже он начинает подозревать, когда Эфунэ проявляет фаворитизм к Ран. Эфунэ объясняет каждое из своих действий, но Синъити подозревает, что Эфунэ что-то замышляет… | |                      |                   |
| 854 | "Воспоминания класса Сакуры (Мальчик Синъити)" "Memories from Sakura Class (Shinichi BOY)" «Sakura-gumi no Omoide (Shin'ichi Bōi)» (サクラ組の思い出（新一BOY）)           | 921-924 (87 том)     | 25 марта, 2017    |
| Синъити рассказывает своим родителям о подозрительном поведении Ронсукэ Эфунэ по отношению к Ран. На следующий день Эфунэ отводит детей в парк подальше от детского сада. Юсаку Кудо, переодетый, идёт проверить детей и становится свидетелем того, как водитель припаркованного фургона фотографирует детей. Юсаку узнает, что жена Эфунэ находится в больнице рядом с парком, и начинает разгадывать заговор Эфунэ… | |                      |                   |
| 855 | "Тайна пропавшего чёрного пояса" "Mystery of the Missing Black Belt" «Kieta Kuroobi no Nazo» (消えた黒帯の謎)                                                              | Филлер               | 15 апреля, 2017   |
| Конан и Соноко посещают додзё в Осаке, чтобы повидаться с дальним бой-френдом Соноко, Макото Кёгоку. Однако Кёгоку обвиняют в краже важного черного пояса из витрины додзё… | |                      |                   |
| 856 | "Секрет светской парочки" "The Socialite Couple's Secret" «Serebu Fūfu no Himitsu» (セレブ夫婦の秘密)                                                                      | Филлер               | 22 апреля, 2017   |
| Когоро и Конан расследуют смерть богатого дневного торговца Сейити Маэхары и его жены Саки. Инспектор Мэгурэ приходит к выводу, что Саки притворилась грабительницей и убила Маэхару, но допустила ошибку, переодевшись жертвой, и задушила себя. Однако Конан замечает что-то странное на месте преступления… | |                      |                   |

### Сезон 27 (2017—2018)
| 857 | "Переменная загадка Бейки (Часть 1)" "The Shifting Mystery of Beika City (Part 1)" «Beika-chō Niten-santen Misuterī (Zenpen)» (米花町二転三転ミステリー（前編）)                       | Филлер               | 29 апреля, 2017   |
| Тело Тацуи Амаги найдено в парке благополучного района. Его много раз ударили шилом. Рядом с телом лежит окровавленная карточка медицинского осмотра президента ассоциации соседей Хикоити Бандо. Полиция направляется в дом Бандо, чтобы допросить его, но обнаруживает, что Бандо был отравлен комбинацией ликера и пестицидов, а рядом с его телом лежит окровавленное шило. | |                      |                   |
| 858 | "Переменная загадка Бейки (Часть 2)" "The Shifting Mystery of Beika City (Part 2)" «Beika-chō Niten-santen Misuterī (Kōhen)» (米花町二転三転ミステリー（後編）)                        | Филлер               | 6 мая, 2017       |
| Улика, обнаруженная в доме Бандо, приводит к тому, что профессор колледжа Ёсукэ Тино становится главным подозреваемым. Однако Конан понимает, что что-то не так с делом и причинами, по которым настоящий убийца подставил Тино. Конан обнаруживает важную улику в кафе и понимает, что на самом деле произошло и личность настоящего убийцы. | |                      |                   |
| 859 | "Путь по тёмной горе" "The Dark Mountain Route" «Kurayami no Sangaku Rūto» (暗闇の山岳ルート)                                                                                          | Филлер               | 13 мая, 2017      |
| Во время похода Конан и его друзья встречают четырех отдыхающих, собравшихся почтить память своего друга Мотоки, который случайно разбился насмерть три года назад. Такэми Ямакура, один из отдыхающих, найден убитым на следующее утро у подножия скалы. Подозрение падает на сотрудника метеостанции Таро Хаясиду, но что-то в этом деле беспокоит Конана… | |                      |                   |
| 860 | "Западня системы безопасности" "The Security System's Pitfall" «Bōhan Shisutemu no Otoshiana» (防犯システムの落とし穴)                                                                 | Филлер               | 20 мая, 2017      |
| Когоро нанимает Дзюнко Миёси, чтобы поймать вора. Во время работы над делом, тело соседа Дзюнко, Наоцугу Китагами, обнаружено на стоянке за её многоквартирным домом. Когоро считает, что Китагами напился и случайно упал с балкона своей квартиры под номером 704. Инспектор Мэгурэ и полиция исследуют комнату, и Конан находит странным, что Китагами оставил входную дверь незапертой, когда его квартира была полностью оборудована системой охраны. Конан спрашивает Риосукэ Саваду, жителя номера 604 прямо под Китагами, и считает, что смерть Китагами не была несчастным случаем… | |                      |                   |
| 861 | "Прямо как преступление семнадцатилетней давности (Часть 1)" "Just Like a 17-Year-Old Crime Scene (Part 1)" «Jūnananen-mae to Onaji Genba (Zenpen)» (17年前と同じ現場(前編))           | 948-950 (89-90 тома) | 3 июня, 2017      |
| Президент компании по недвижимости Кунихиса Хияма убит, держа ножницы, изобретенные профессором Агасой, поэтому Конан и Субару Окия сопровождают Агасу на место преступления. Человек, обнаруживший тело, - бывший владелец кондитерской Кадзунори Сэнба. Агаса подозревает, что Сэнба-убийца, но Сэнба не мог войти в дом с оружием. Нынешний случай очень похож на случай 17-летней давности несколькими способами, такими как жертва убийства, держащая ножницы, и раковина, оставленная на месте преступления. Конан и Окия наблюдают, как Сэнба воссоздает шаги, которые он предпринял, когда обнаружил тело, и замечают несколько противоречий. | |                      |                   |
| 862 | "Прямо как преступление семнадцатилетней давности (Часть 2)" "Just Like a 17-Year-Old Crime Scene (Part 2)" «Jūnananen-mae to Onaji Genba (Kōhen)» (17年前と同じ現場(後編))            | 948-950 (89-90 тома) | 10 июня, 2017     |
| Конан и Субару разоблачают преступника. Перед концом эпизода Конан и Акай (замаскированные под Субару) переставили предсмертное послание, оставленное Ханэдой Кодзи 17 лет назад, и вскоре обнаружили, что "U MASCARA" на самом деле означает "РОМ АСАКА". | |                      |                   |
| 863 | "Убийство духовного детектива (Часть 1)" "The Spirit Detective's Murder (Part 1)" «Reikon Tantei Satsugai Jiken (Zenpen)» (霊魂探偵殺害事件(前編))                                     | 951-953 (90 том)     | 17 июня, 2017     |
| Когоро позвонили из офиса Хотты Гайто, духовного детектива, который собирается вызвать дух Ханэды Кодзи. Когоро и Конан встретили Кокури Сэмпэя, телевизионного директора Тото, в вестибюле отеля и пошли навестить Гайто, который был найден мертвым на своей кровати. Когоро увидел фигуру, выбежавшую на балкон, и решил проверить соседний номер вместе с Конаном, и узнал, что Масуми Сэра живет по соседству. Конан исследовал балкон и увидел машину, припаркованную прямо под балконом жертвы. Не зная, что делать, он решил сфотографировать машину и под балконом жертвы, где прячется Мэри Сэра, но был прерван Масуми. Конан вышел из комнаты, не заметив, что его бабочка, меняющая голос, выпала из штанов на балконе и была подобрана Мэри. | |                      |                   |
| 864 | "Убийство духовного детектива (Часть 2)" "The Spirit Detective's Murder (Part 2)" «Reikon Tantei Satsugai Jiken (Kōhen)» (霊魂探偵殺害事件(後編))                                      | 951-953 (90 том)     | 24 июня, 2017     |
| Конан разоблачает трук преступника, и усыпляет Когоро, но затем замечает что его бабочка пропала. Мэри начинает разоблачать преступника голосом Когоро, Конан замечает силуэт за шторами и бросается к ней, но его останавливает Масуми. Преступник раскаивается в содеянном, и сбегает, но сбегает в соседнюю комнату через балкон, чтобы убежать, но позже был найден Конаном, лежащим без сознания. Перед концом эпизода Мэри предупредила Масуми, чтобы она держалась настороже, когда она рядом с Конаном, поскольку он совсем не похож на мальчика, которого они встретили 10 лет назад. | |                      |                   |
| 865 | "Сквернословный скворец" "The Foul-Mouthed Myna Bird" «Kuchi no Warui Kyūkanchō» (口の悪い九官鳥)                                                                                      | Филлер               | 8 июля, 2017      |
| Однажды днём Конан, Гэнта и Мицухико играют в футбол, когда из соседнего дома раздается крик человека. Жертва, которая владела птицей майна, Наоко Кокубо была задушена, а подозреваемые-племянник жертвы Мамору Кокубо, горничная Яхаги Эми и продавец книг Саяма Йотаро… | |                      |                   |
| 866 | "Степень предательства (Часть 1)" "The Traitor's Stage (Part 1)" «Uragiri no Sutēji (Zenpen)» (裏切りのステージ（前編）)                                                               | 954-957 (90 том)     | 15 июля, 2017     |
| Серия начаеся с того как: Зеро, который бежал вверх по лестнице и обнаружил, что его друга застрелил Акаи Сюити, который сказал: "Предатель будет наказан". Вермут попросил Бурбона расследовать что-то, прежде чем оно станет достоянием общественности, и уничтожить его, если это необходимо. Ран, Конан, Субару и Соноко убирают дом Синъити, когда Соноко упомянула, что альбом под названием “ASACA” будет выпущен музыкантом по имени Хадо Рокумити, который написал текст песни 17 лет назад. Четверо пошли на репетицию Рокумити, чтобы посмотреть, но им было запрещено входить, так как певцу нужно сосредоточиться на своей песне, затем они встретили Вермут, замаскированную под Адзусу, и Амуро. Пока все были заняты, двое охранников собирались провести пожарную проверку, но обнаружили труп Рокумити, висящий над сценой. Подозреваемые: менеджер Хадоса Эндзё Канаэ, президент звукозаписывающей компании Фусэ Окуясу и журналист Кадзия. | |                      |                   |
| 867 | "Степень предательства (Часть 2)" "The Traitor's Stage (Part 2)" «Uragiri no Sutēji (Kōhen)» (裏切りのステージ（後編）)                                                                | 954-957 (90 том)     | 22 июля, 2017     |
| Акаи и Амуро вспоминают свое прошлое со Скотчем, и Вермут замечает, что Амуро продолжает смотреть на Субару. Тем временем Ран задается вопросом, почему Адзуса назвала её "Ангелом" и вспомнила женщину, которая использовала то же имя, когда она пошла спасать Хайбару. Амуро и Субару показали инспектору Мэгурэ и Такаги трюк с использованием веревки в качестве шкива и объяснили, что жертва совершила самоубийство, а Эндзё Канаэ сделала место преступления похожим убийство. Окуясу объяснил, что Канаэ забеременела 17 лет назад, и Хадо заперся, чтобы сочинить песню, но когда он узнал, что у неё был выкидыш, он почувствовал ответственность за то, что произошло, и оставил сообщение "извините", прежде чем совершить самоубийство. Перед концом серии: выяснилось, что Акай пытался остановить Скотча от самоубийства, так как он был обнаружен организацией, и предложил помощь, чтобы позволить ему сбежать, поскольку он работает с ФБР, но Скотч решил убить себя, что было неверно истолковано Зеро, когда он прибыл. | |                      |                   |
| 868 | "Свистящий книжный магазин" "The Whistling Bookstore" «Kiteki no Kikoeru Koshoten» (汽笛の聞こえる古書店)                                                                              | Филлер               | 29 июля, 2017     |
| Конан, Хайбара, Гэнта, Мицухико и Аюми помогли Тамаки Юдзиро принести книги, которые он купил, в его книжный магазин, и в качестве благодарности он предложил дать им книги бесплатно. Тамаки Итиро пришел в магазин и поссорился с отцом из-за его захудалого бизнеса, так как он не приносит им прибыли, из-за разочарования он сбил одну из старых книжных полок, которая рухнула. Дети вернулись в книжный магазин и заметили, что он закрыт в течение последних двух дней, поэтому они пошли в парк и ждали, когда паровоз двинется в 3 часа дня. Когда они проходили мимо книжного магазина, то увидели под упавшими книжными полками хозяина без сознания. К счастью, в больнице у Юдзиро всё было хорошо, и он сказал детям, что решил закрыть книжный магазин. Юные сыщики вернулись в парк и увидели, что Итико что-то ищет рядом с двигателем. Конан указал, что именно Итико подстроил происшествие в книжном магазине, привязав леску от колесак книжным полкам, чтобы они упали в момент запуска двигателя в 3 часа дня. Итико сказал детям, что он сделал это, чтобы помешать своему отцу работать, а затем обратился в полицию. Старый книжный магазин престроили в книжное кафе, од управляем Юдзиро, Итико и его девушкой. | |                      |                   |
| 869 | "Исчезнувший за утёсом Конан (Часть 1)" "Conan Disappears Over a Cliff (Part 1)" «Dangai ni Kieta Conan (Zenpen)» (断崖に消えたコナン（前編）)                                         | Филлер               | 5 августа, 2017   |
| Группа грабителей, известной как Зорро, которая убила трех жителей дома, в который они ворвались, прежде чем сжечь его. Профессор Агаса, Хайбара и юные сыщики отправились на виллу, принадлежащую знакомому Агасы, но увидели Исэхару Юдзи, раненного арбалетом, лежащего без сознания на земле. Конан нашел семейную фотографию Исэхары и решил вернуть её ему в больницу, когда заметил очень подозрительного мужчину в военных ботинках. Ран узнала, что убийство произошло рядом с виллами, где остановились дети, поэтому она решила последовать за ними вместе с Когоро. Конан отправился один, чтобы исследовать слова, написанные на обратной стороне фотографии, он вошел в лес и нашёл дом, где все бандиты собрались, чтобы убить Исэхару, но едва спасён Конаном. Двое бежали через лес, когда их преследовали бандиты, но оказались в ловушке на скале. Хайбара и юные сыщики оказались на другой стороне и увидели, как Исэхара и Конан попали под перекрестный огонь, а затем упали со скалы. Ран и Когоро встретились с Агасой на вилле и сообщили им новость. | |                      |                   |
| 870 | "Исчезнувший за утёсом Конан (Часть 2)" "Conan Disappears Over a Cliff (Part 2)" «Dangai ni Kieta Conan (Kōhen)» (断崖に消えたコナン（後編）)                                          | Филлер               | 12 августа, 2017  |
| Когоро попросил полицию немедленно обыскать океан, чтобы найти Конана и Исэхару, но не смог найти их, так как вода глубокая, а течение быстрое. Полагая, что Конан все ещё жив, Хайбара отправился на его поиски в лес и нашла пещеру под скалой, где они упали. Конан и Исэхара выжили, прошли через лес и нашли дом, в то время как Зорро и его люди, предполагая, что Исэхара мертв, планировали напасть на ювелирную выставку той ночью. Хайбара, с помощью Конана, смога найти их и принести ноутбук Исэхары, который затем подтвердил, что следующая цель бандитов-Центральный зал событий города Бэйка. Трое грабителей прибыли на место, но вместо этого обнаружили, что их ждет Конан, так как мероприятие было отменено. Банда была окружена полицией, и арестована, позже Конан указал голосом Агасы, что женщина и ребенок на фотографии не принадлежали Исэхаре, это была поддельная фотография, чтобы заставить Зорро поверить, что у него есть слабость, но на самом деле он планирует украсть у них деньги, переведя их на свой счет за границей. | |                      |                   |
| 871 | "Дело о Нобунага 450" "The Nobunaga 450 Case" «Nobunaga Yon-gō-maru Jiken» (ノブナガ四五〇事件)                                                                                        | Филлер               | 2 сентября, 2017  |
| Конан, Ай и юные сыщики, в сопровождении Агасы, отправились в Гифу к 450-летию захватом Одой Нобунагой Замка Гифу. Мицухико просит пойти на шоу для мальчиков. Мицухико хочет полечить автографы в его дневник, но был похищен вместе со всей компанией. Бандиты отнимают одежду у актёров, и переодетые в героев, крадут, некоторые экспонаты городского музея… | |                      |                   |
| 872 | "Легенда нуэ с Конаном и Хэйдзи (Рев)" "Conan and Heiji's Nue Legend (Roar Chapter)" «Conan to Heiji no Nue Densetsu (Nakigoe-hen)» (コナンと平次の鵺伝説（鳴声編）)                   | 958-962 (90-91 тома) | 9 сентября, 2017  |
| Хэйдзи получает письмо от Дэнсукэ Такэкумы, мэра деревни Ядори, из Симидзу-ку в префектуре Сидзуока, в котором говорится, что он получил намек на спрятанное сокровище Такугавы и просит помощи, чтобы разыскать его, Конан и его команда присоединяются. и Дэнсукэ забирает их в захудалый отель, который когда-то был популярен, но обанкротился из-за обвала, в результате которого погиб иностранный шахтер Чарльз Абель. В отеле группа встречает репортера по имени Хадзимэ Цуруми, романиста по имени Фумиэ Масуко, историка Ясукацу Сомэдзи и археолога Митики Тандзаву. Появляется собака и симпатизирует Хадзиме, но он не любит собак. Они обсуждают инцидент с Чарльзом; он был ещё жив, когда его нашли, но не мог говорить из-за травм, он написал “nue“ на листе бумаги, ужасая своих спасателей. Денсукэ хочет вернуть бизнес в свой город, записав их поиск сокровищ. Ночью, когда все готовятся ко сну, начинается пожар, и из пламени появляется нуэ, вырывая знак, и уходит. Конан и Хэйдзи бросаются в погоню и обнаруживают кровь на земле. Они следуют за ним в лес и находят мертвого Сомадзи, с глубокими ранами на спине.                                                                                          | |                      |                   |
| 873 | "Легенда нуэ с Конаном и Хэйдзи (Скретч)" "Conan and Heiji's Nue Legend (Scratch Chapter)" «Conan to Heiji no Nue Densetsu (Tsumeato-hen)» (コナンと平次の鵺伝説（爪跡編）)            | 958-962 (90-91 тома) | 16 сентября, 2017 |
| Дэнсукэ сознаётся, что неизвестный человек отправил письмо, чтобы оживить деревню, и предложил, в какой комнате все должны остановиться. Среди упомянутых были археолог Тандзава Митики, Масуко Фумиэ, выпускник художественной школы, который хорошо осведомлен о японских монстрах, Сомедзи, покойный документальный репортер/историк, знающий о сокровищах Токугавы, и Хадзимэ, начинающий репортер, который путешествует по стране за историями о монстрах. Хэйдзи был приглашен в последнюю минуту, потому что Когоро отказался и Синъити недоступен. Внезапно вспыхивает пламя, слышен крик нуэ, и Тандзава найден мертвым от яда. Под его подбородком обнаружены два следа от укусов. Дэнсукэ вспоминает, как капля воды упала ему на щеку в тот же момент, когда был убит Танзава. Инспектор Ёкомидзо Санго из полиции Сидзуоки прибывает и вызывает в префектуру Сидзуока силы самообороны. Фумиэ отрицает свою причастность к убийствам, а Хадзимэ находился слишком далеко от места преступления. | |                      |                   |
| 874 | "Легенда нуэ с Конаном и Хэйдзи (Решение)" "Conan and Heiji's Nue Legend (Resolution Chapter)" «Conan to Heiji no Nue Densetsu (Kaiketsu-hen)» (コナンと平次の鵺伝説（解決編）)        | 958-962 (90-91 тома) | 23 сентября, 2017 |
| Кинан и Хэйдзи разоблачают преступника. | |                      |                   |
| 875 | "Загадочный будда-пророк" "The Mysterious Prophetic Buddha" «Fushigi na Yochi Butsuzō» (不思議な予知仏像)                                                                              | Филлер               | 30 сентября, 2017 |
| Когоро, взяв с собой Ран и Конана, просят исследовать статую Будды, которая, по слухам, двигалась сама по себе. Он встречает Эйкэ Фукухару, его семью (жену Масако, дочь Юку и сына Эйзена) и ученика Дзюнко Вакуду. После ужина Эйкэ проявляет безразличное поведение, уходит помолиться, а позже его находят мертвым с ножом в шее... | |                      |                   |
| 876 | "Механический свидетель" "The Mechanical Eyewitness" «Kikai-jikake no Mokugekisha» (機械じかけの目撃者)                                                                                | Филлер               | 7 октября, 2017   |
| С Когоро связался руководитель лаборатории робототехники, который подозревает утечку информации к конкурирующей компании. Когоро собирается сидеть в засаде, но срабатывает сигнал тревоги, который сигнализирует утечку газа. В одной из комнат Когоро нашёл тело одного из сотрудников, что имеет глубокую рану на шее... | |                      |                   |
| 877 | "Пара пересекающихся судеб" "A Pair of Crossing Fates" «Kōsa-suru Unmei no Futari» (交差する運命の二人)                                                                                | Филлер               | 14 октября, 2017  |
| После того, как ограбили дом пожилой женщины, преступник убегая сталкивается с другим человеком. Двое мужчин теряют сознание во время удара. Вор решает поменять свою одежду с ничего не подозревающей жертвой. Когда последний просыпается, то обнаруживает, что потерял память и находиться в розыске… | |                      |                   |
| 878 | "Слепое пятно в примерочной (Часть 1)" "The Blind Spot in the Changing Room (Part 1)" «Shichakushitsu no Shikaku (Zenpen)» (試着室の死角（前編）)                                      | 969-971 (91-92 тома) | 28 октября, 2017  |
| Соноко, Сэра и Ран примеряют купальники в магазине. У Конана, всплывают воспоминания из его детства. В одной из кабинок нашли труп женщины. | |                      |                   |
| 879 | "Слепое пятно в примерочной (Часть 2)" "The Blind Spot in the Changing Room (Part 2)" «Shichakushitsu no Shikaku (Kōhen)» (試着室の死角（後編）)                                       | 969-971 (91-92 тома) | 4 ноября, 2017    |
| Конан и Сэра раскрывают преступление. Конан вспоминает где он мог видеть Сэру. | |                      |                   |
| 880 | "Юные детективы и дом с привидениями" "The Detective Boys and the Haunted House" «Tantei-dan to Yūrei Yakata» (探偵団と幽霊館)                                                         | Филлер               | 11 ноября, 2017   |
| Конан и юные сыщики забегают на виллу у маяка, укрываясь от ливня. Здесь ребята узнают, что хозяин утверждает, что его посещает призрак жены погибшей несколько месяцев назад… | |                      |                   |
| 881 | "Волшебник шепчущих волн (Часть 1)" "The Magician of the Waves (Part 1)" «Sazanami no Mahōtsukai (Zenpen)» (さざ波の魔法使い（前編）)                                                  | 972-974 (92 том)     | 18 ноября, 2017   |
| Конан, наконец вспомнинает, где он уже встречался с Сэрой в прошлом. В воспоминаниях:, Ран и Конан отправился на пляж в сопровождении Юкико, где встречают с Мэри, Сю, Сюити и Масуми. Сюити обсуждал с Мэри о своих намерениях вступить в ФБР для того, чтобы пролить свет на исчезновение его отца. Внезапно автомобиль выехал за пределы дороги и упал в море. Сюити ныряет в воду и устанавливает личность водителя по его вещам. Сюити понимает, что в авто, также присутствовал второй человек, которому, удалось бежать. | |                      |                   |
| 882 | "Волшебник шепчущих волн (Часть 2)" "The Magician of the Waves (Part 2)" «Sazanami no Mahōtsukai (Kōhen)» (さざ波の魔法使い（後編）)                                                   | 972-974 (92 том)     | 25 ноября, 2017   |
| Сюити разоблачает преступника. | |                      |                   |
| 883 | "Демон с бомбой, выскакивающий из книжки с картинками (Часть 1)" "The Pop-up Book Bomber (Part 1)" «Ehon Kara Tobidasu Bakudanma (Zenpen)» (絵本から飛び出す爆弾魔（前編）)            | Филлер               | 2 декабря, 2017   |
| А агентство приходит посылка с мобильным телефоном, и черновик книги для детей. Когда в городе происходит взрыв, Конан понимает, что первый абзац книги относится именно к этому событию. Конан, Ран и Когоро, обращаются в полицию, и пытаются решить подсказки присутствующие в тексте, чтобы найти все бомбы. Полиция подозревает, что виновником является сводный брат автора книги, и затем, чтобы получить более подробную информацию, обращаются к издателю который должен был опубликовать книгу. | |                      |                   |
| 884 | "Демон с бомбой, выскакивающий из книжки с картинками (Часть 2)" "The Pop-up Book Bomber (Part 2)" «Ehon Kara Tobidasu Bakudanma (Kōhen)» (絵本から飛び出す爆弾魔（後編）)             | Филлер               | 9 декабря, 2017   |
| Подрывник даёт ключ намеренно расплывчато и полицией обнаружены три бомбы в трех разных местах, которые оказываются фальшивыми. Взрывается четвертая бомба, под машиной инкосации. Впоследствии полиция получает анонимный звонок, который выдаёт место подрывника. Когда полиция подходит к указанному месту, здание взрывается. Однако Конан, понял, что происходит, и вместе с Когоро ловят преступника. | |                      |                   |
| 885 | "Разгадываем тайны в кафе Пуаро (Часть 1)" "Solving Mysteries at the Poirot Café (Part 1)" «Nazotoki wa Kissa Poirot de (Zenpen)» (謎解きは喫茶ポアロで（前編）)                       | 981-983 (92-93 тома) | 16 декабря, 2017  |
| Хэйдзи и Кадзуха отправиляются в Токио, чтобы увидеть новогодние световое шоу Гиндзе. Кадзуха решила пригласить Ран. Ран, прежде чем выйти, должна приготовить ужин Когоро и Кадзуха предлагает помочь. Тем временем, ребята идут в кафе Пуаро. Здесь, во время отключения электричества, одного из посетителей ранят ножом. Несколько брызг крови попадают на Хэйдзи и Конана, но ни у кого из посетителей нет следов крови. | |                      |                   |
| 886 | "Разгадываем тайны в кафе Пуаро (Часть 2)" "Solving Mysteries at the Poirot Café (Part 2)" «Nazotoki wa Kissa Poirot de (Kōhen)» (謎解きは喫茶ポアロで（後編）)                        | 981-983 (92-93 тома) | 23 декабря, 2017  |
| Среди посетителями бара присутствовал также человек, который говорит, что его зовут Синъити Вада (японское имя, Доктора Ватсона в первых переводах из книг Артура Конан Дойла). Благодаря его помощи, два детектива смогли понять, как он это сделал преступник напал на друга, не оставляя следов. Таинственный человек на самом деле зовут Иори Муга помогающий девушке по имени Момидзи. | |                      |                   |
| 887 | "Кайто Кид и Шкатулка с секретом (Часть 1)" "Kaito Kid and the Trick Box (Part 1)" «Kaitō Kiddo no Karakuribako (Zenpen)» (怪盗キッドの絡繰箱（前編）)                                 | 963-965 (91 том)     | 6 января, 2018    |
| Леди доверяет Дзирокити Судзуки ящик-головоломку, созданную Самидзу Китиэмоном, внутри которой лежит лунного камня и ещё одна вещь несущая большую сентиментальную ценность. Инструкция для того, чтобы открыть ящик, спрятана внутри, один из десяти тысяч книг, которую женщина пожертвовала в библиотеку Судзуки. Хайбара, Конан, Ран, Соноко, Агаса, Когоро и Субару ищут инструкцию, до появления Кида. | |                      |                   |
| 888 | "Кайто Кид и Шкатулка с секретом (Часть 2)" "Kaito Kid and the Trick Box (Part 2)" «Kaitō Kiddo no Karakuribako (Kōhen)» (怪盗キッドの絡繰箱（後編）)                                  | 963-965 (91 том)     | 13 января, 2018   |
| Конан разгадывает где спрятана инструкция. Вскоре после этого срабатывает тревога, и, кажется, будто Кид смог открыть головоломку. Конан замечает, что Кид замаскировался под Агасу. Вор говорит, что он не заинтересован в камне и, что было уже в прошлом, крал его… | |                      |                   |
| 889 | "Дело Скелета нового учителя (Часть 1)" "The New Teacher's Skeleton Case (Part 1)" «Shinnin Kyōshi no Gaikotsu Jiken (Zenpen)» (新任教師の骸骨事件（前編）)                            | 966-968 (91 том)     | 20 января, 2018   |
| В начальную школу Тэйтан приходит новый учитель - Руми Вакаса. Руми просит Юных сыщиков отвезти её на старый склад, чтобы найти мел. Там они находят потайной люк, в котором находят скелет человека. Потерпевший держит в руках шифр, который Юные сыщики пытаются расшифровать. Директор школы рассказывает детям, что в период, в которой погиб человек, полиция преследовала несколько грабителей и поиски были также на территории школы. | |                      |                   |
| 890 | "Дело Скелета нового учителя (Часть 2)" "The New Teacher's Skeleton Case (Part 2)" «Shinnin Kyōshi no Gaikotsu Jiken (Kōhen)» (新任教師の骸骨事件（後編）)                             | 966-968 (91 том)     | 27 января, 2018   |
| После того, как полицейские забрали скелет, Руми просит детей вернуться на склад. Юные сыщики узнают, что кто-то копался на складе, но подвал не был тронут. Благодаря совету Руми, Конан сумел расшифровать шифр и решает устроить ловушку для преступников, зашифровав ещё одно сообщение… | |                      |                   |
| 891 | "Загадочный тур реставрации Мейджи (Ямагучи)" "Bakumatsu Revolution Mystery Tour (Yamaguchi Arc)" «Bakumatsu Ishin Misuterī Tsuā (Yamaguchi-hen)» (幕末維新ミステリーツアー（山口編）) | Филлер               | 3 февраля, 2018   |
| Когоро получает письмо от Куратая Комакити. Комакити пишет, что хочет пожертвовать Когоро сокровище семьи. Когоро отправляется в Ямагути с Конаном и Ран. Здесь трое знакомятся с местной журналисткой – Асукой Нацумэ, которой Когоро рассказывает причину их присутствия. Вскоре после журналистка отлучается, и Когоро задерживает полиция. Выясняется, что автор письма-это вор, который украл 20 древних золотых монет, стоимостью 1.000.000 йен. Конан понимает, что письмо Когоро отправила Нацумэ, чтобы убедить его расследовать исчезновение сокровищ. Когоро, Ран и Конан приезжают в Хаги, чтобы продолжить свои поиски вора. Здесь Когоро пытаются убить… | |                      |                   |
| 892 | "Загадочный тур реставрации Мейджи (Хаги)" "Bakumatsu Revolution Mystery Tour (Hagi Arc)" «Bakumatsu Ishin Misuterī Tsuā (Hagi-hen)» (幕末維新ミステリーツアー（萩編）)                | Филлер               | 10 февраля, 2018  |
| Полиция хочет взять Когоро под защиту, вместе с Ран и Конаном, но они хотят найти Асуку, чтобы предупредить, что они в опасности, но на Асуку нападают незадолго до их прибытия на месте. Подозрения падают на адвоката, Ёсукэ Фудзики, и на полицейского Тэцуя Такадзё… | |                      |                   |
| 893 | "Тайна знаменитого ресторана Мишлен" "The Mystery of the Michelin Starred Restaurant" «Hoshitsuki Resutoran no Nazo» (星付きレストランの謎)                                            | Филлер               | 24 февраля, 2018  |
| Когоро, Ран и Конан приезжают в итальянский ресторан. Все трое вошли в помещение и обнаруживают, что он пуст, несмотря на то, что на стоянке несколько автомобилей и стол накрыт. Спустя несколько мгновений, Ран примечает, что шеф-повар лежит за прилавком и был ранен в голову. Некоторые следы, которые ведут наружу, заставляют думать, что посетители утонули в озере… | |                      |                   |
| 894 | "Токийское детективное шоу по соседству (Часть 1)" "The Tokyo-Style Detective Show Next Door (Part 1)" «Tonari no Edomae Suiri Shō (Zenpen)» (となりの江戸前推理ショー（前編）)        | 975-977 (92 том)     | 3 марта, 2018     |
| Когоро проверил купоны игр, которые проходили, и находит выигрышный билет, который, возможно, ему не принадлежит. Против мнения Ран, Когоро решил сохранить его и, чтобы отпраздновать, ведёт с дочь, и Конана в ресторан суши. Вскоре в ресторан входит женщина, которая заявляет, что была ограблена человеком, который находится в ресторане. Троица очень удивляются, когда женщина утверждает, что одной из похищенных вещей был выигрышный билет… | |                      |                   |
| 895 | "Токийское детективное шоу по соседству (Часть 2)" "The Tokyo-Style Detective Show Next Door (Part 2)" «Tonari no Edomae Suiri Shō (Kōhen)» (となりの江戸前推理ショー（後編）)         | 975-977 (92 том)     | 10 марта, 2018    |
| Канэмори Вакита, официант в ресторане, бросает вызов Когоро, в поиске виновника. Конан разоблачает виновника… | |                      |                   |
| 896 | "Женщина с белыми рукавами (Часть 1)" "The Woman With White Hands (Part 1)" «Shiroi Te no Onna (Zenpen)» (白い手の女（前編）)                                                          | 978-980 (92 том)     | 17 марта, 2018    |
| Класс Конана готовит спектакль. По ошибке Руми повреждает часть декорации и Юные сыщики предлагают пойти к ней домой, чтобы помочь покрасить ту часть, которая разрушена. В доме, дети замечают женщину, в выделяющейся одежде и макияже. Вечером, из квартиры соседа начинает звучать сильная музыка, и дети решили пойти проверить. Там дети находят хозяина без сознания, и его мертвую подругу. На лбу человека имеется надпись а в телефоне две фотографии Когда человек пришел в себя, он рассказывает полицейским, что женщина, ударил его, а затем убила его подругу. | |                      |                   |
| 897 | "Женщина с белыми рукавами (Часть 2)" "The Woman With White Hands (Part 2)" «Shiroi Te no Onna (Kōhen)» (白い手の女（後編）)                                                           | 978-980 (92 том)     | 24 марта, 2018    |
| Конан раскрывает преступление. | |                      |                   |

### Сезон 28 (2018)
| № серии | Заглавие | Экранизированные главы манги | Трансляция в Японии |
| ------- | --- | ---------------------------- | ------------------- |
| 898     | "Тающий торт" "The Melting Cake!" «Kēki ga Toketa!» (ケーキが溶けた！)                                                                                              | Филлер                       | 7 апреля, 2018      |
| 899     | "Крик настоящего преступника" "The Real Culprit's Scream" «Shinhannin no Sakebigoe» (真犯人の叫び声)                                                                | Филлер                       | 28 апреля, 2018     |
| 900     | "Истина запертой комнаты раскрыта" "Solving Mysteries in a Locked Room" «Misshitsu no Nazotoki Shou» (密室の謎解きショウ)                                           | Филлер                       | 5 мая, 2018         |
| 901     | "Советник Кисаки зовет на помощь (Часть 1)" "Lawyer Kisaki's SOS (Part 1)" «Kisaki-bengoshi esu-ō-esu (Zenpen)» (妃弁護士SOS(前編))                                 | 984-986 (93 том)             | 12 мая, 2018        |
| 902     | "Советник Кисаки зовет на помощь (Часть 2)" "Lawyer Kisaki's SOS (Part 2)" «Kisaki-bengoshi esu-ō-esu (Kōhen)» (妃弁護士SOS(後編))                                  | 984-986 (93 том)             | 19 мая, 2018        |
| 903     | "Одного поля ягоды в ссоре" "Birds of a Feather at Loggerheads" «Nitamono Dōshi ga Ken'en no Naka» (似た者同士が犬猿の仲)                                           | Филлер                       | 26 мая, 2018        |
| 904     | "Результат жеребьёвки" "Result of the Draw" «Aiuchi no Hate» (相討ちの果て)                                                                                         | Филлер                       | 9 июня, 2018        |
| 905     | "Показания очевидцев спустя семь лет (Часть 1)" "Eyewitness Testimony Seven Years Later (Part 1)" «Nananen-go no Mokugeki Shōgen (Zenpen)» (七年後の目撃証言(前編)) | Филлер                       | 23 июня, 2018       |
| 906     | "Показания очевидцев спустя семь лет (Часть 2)" "Eyewitness Testimony Seven Years Later (Part 2)" «Nananen-go no Mokugeki Shōgen (Kōhen)» (七年後の目撃証言(後編))  | Филлер                       | 30 июня, 2018       |
| 907     | "Телохранитель Джей-лиги" "The J League Bodyguard" «Jei Rīgu no Yōjinbō» (Jリーグの用心棒)                                                                          | Филлер                       | 14 июля, 2018       |
| 908     | "Дружбу смыло в русло реки" "Friendship Washed Away In The Riverbed" «Kawadoko ni Nagareta Yūjō» (川床に流れた友情)                                                 | Филлер                       | 21 июля, 2018       |
| 909     | "Тайна горящей палатки (Часть 1)" "Mystery of the Burning Tent (Part 1)" «Moeru Tento no Kai (Zenpen)» (燃えるテントの怪(前編))                                     | 987-989 (93 том)             | 28 июля, 2018       |
| 910     | "Тайна горящей палатки (Часть 2)" "Mystery of the Burning Tent (Part 2)" «Moeru Tento no Kai (Kōhen)» (燃えるテントの怪(後編))                                      | 987-989 (93 том)             | 4 августа, 2018     |
| 911     | "Задание от инспектора Мегурэ" "The Job Request From Inspector Megure" «Megure-keibu kara no Irai» (目暮警部からの依頼)                                             | Филлер                       | 1 сентября, 2018    |
| 912     | "Юные сыщики становятся моделями" "The Detective Boys Become Models" «Moderu ni Natta Tanteidan» (モデルになった探偵団)                                             | Филлер                       | 8 сентября, 2018    |
| 913     | "Конан похищен (Часть 1)" "Conan Kidnapped (Part 1)" «Tsuresarareta Conan (Zenpen)» (連れ去られたコナン(前編))                                                      | Филлер                       | 15 сентября, 2018   |
| 914     | "Конан похищен (Часть 2)" "Conan Kidnapped (Part 2)" «Tsuresarareta Conan (Kōhen)» (連れ去られたコナン(後編))                                                       | Филлер                       | 22 сентября, 2018   |
| 915     | "Старшеклассница-детектив Сузуки Соноко" "High School Girl Detective Suzuki Sonoko" «Jēkē Tantei Suzuki Sonoko» (JK探偵鈴木園子)                                    | Филлер                       | 29 сентября, 2018   |
| 916     | "Турнир кэндо, полный тайн и любви (Часть 1)" "Kendo Tournament of Love and Mystery (Part 1)" «Koi to Suiri no Kendō Taikai (Zenpen)» (恋と推理の剣道大会(前編))    | 990-993 (93-94 тома)         | 6 октября, 2018     |
| 917     | "Турнир кэндо, полный тайн и любви (Часть 2)" "Kendo Tournament of Love and Mystery (Part 2)" «Koi to Suiri no Kendō Taikai (Kōhen)» (恋と推理の剣道大会(後編))     | 990-993 (93-94 тома)         | 13 октября, 2018    |
| 918     | "Большая погоня полицейской машины" "The Mini Patrol Car Police's Big Chase" «Minipato Porisu Daitsuiseki» (ミニパトポリス大追跡)                                   | Филлер                       | 27 октября, 2018    |
| 919     | "Секретное кафе старшеклассниц (Часть 1)" "The High School Girl Trio's Secret Café (Part 1)" «Jēkē Torio Himitsu no Kafe (Zenpen)» (JKトリオ秘密のカフェ(前編))     | 994-996 (94 том)             | 3 ноября, 2018      |
| 920     | "Секретное кафе старшеклассниц (Часть 2)" "The High School Girl Trio's Secret Café (Part 2)" «Jēkē Torio Himitsu no Kafe (Kōhen)» (JKトリオ秘密のカフェ(後編))      | 994-996 (94 том)             | 10 ноября, 2018     |
| 921     | "Смертоносная автобаза" "The Murderous Carpool" «Satsui no Ainori» (殺意のあいのり)                                                                                 | Филлер                       | 17 ноября, 2018     |
| 922     | "Исчезновение Юных Сыщиков" "The Disappeared Detective Boys" «Kieta Shōnen Tantei-dan» (消えた少年探偵団)                                                           | Филлер                       | 24 ноября, 2018     |
| 923     | "День без Конана" "A Day Without Conan" «Conan no Inai Hi» (コナンのいない日)                                                                                       | Филлер                       | 1 декабря, 2018     |
| 924     | "Солнце садится над мандариновыми полями" "The Sun Sets Over Tangerine Fields" «Mikan-batake ni Hi wa Shizumu» (みかん畑に陽は沈む)                                 | Филлер                       | 8 декабря, 2018     |
| 925     | "Душевный ремень (Часть 1)" "The Heartfelt Strap (Part 1)" «Kokoro no Komotta Sutorappu (Zenpen)» (心のこもったストラップ(前編))                                    | 997-999 (94 том)             | 15 декабря, 2018    |
| 926     | "Душевный ремень (Часть 2)" "The Heartfelt Strap (Part 2)" «Kokoro no Komotta Sutorappu (Kōhen)» (心のこもったストラップ(後編))                                     | 997-999 (94 том)             | 22 декабря, 2018    |

### Сезон 29 (2019)
| № серии | Заглавие | Экранизированные главы манги | Трансляция в Японии |
| ------- | --- | ---------------------------- | ------------------- |
| 927     | "Поездка в школу Алого ордена (Ярко-красный)" "The Scarlet School Trip (Bright Red Arc)" «Kurenai no Shūgakuryokō (Senkō-hen)» (紅の修学旅行（鮮紅編）)                      | 1000-конец 1005 (94-95 тома) | 5 января, 2019      |
| 928     | "Поездка в школу Алого ордена (Багряная любовь)" "The Scarlet School Trip (Crimson Love Arc)" «Kurenai no Shūgakuryokō (Koikurenai-hen)» (紅の修学旅行（恋紅編）)            | 1000-конец 1005 (94-95 тома) | 12 января, 2019     |
| 929     | "Женщина, стоящая у окна (Часть 1)" "A Woman Standing by the Window (Part 1)" «Madobe ni tatazumu onna (Zenpen)» (窓辺にたたずむ女 (前編))                                   | Филлер                       | 2 февраля, 2019     |
| 930     | "Женщина, стоящая у окна (Часть 2)" "A Woman Standing by the Window (Part 2)" «Madobe ni tatazumu onna (Kōhen)» (窓辺にたたずむ女 (後編))                                    | Филлер                       | 9 февраля, 2019     |
| 931     | "Таинственный тур по северному Кюсю (Кокура)" "The Northern Kyushu Mystery Tour (Kokura Arc)" «Kitakyūshū misuterītsuā (Kokura-hen)» (北九州ミステリーツア（小倉編）)        | Филлер                       | 16 февраля, 2019    |
| 932     | "Таинственный тур по северному Кюсю (Моя)" "The Northern Kyushu Mystery Tour (Moji Arc)" «Kitakyūshū misuterītsuā (Moji-hen)» (北九州ミステリーツア（門司編）)               | Филлер                       | 23 февраля, 2019    |
| 933     | "Похищение чистокровных (Часть 1)" "The Thoroughbred Kidnapping (Part 1)" «Sarabureddo yūkai jiken (Zenpen)» (サラブレッド誘拐事件(前編))                                    | Филлер                       | 9 марта, 2019       |
| 934     | "Похищение чистокровных (Часть 2)" "The Thoroughbred Kidnapping (Part 2)" «Sarabureddo yūkai jiken (Kōhen)» (サラブレッド誘拐事件(後編))                                     | Филлер                       | 16 марта, 2019      |
| 935     | "Гадалка и трое гостей" "The Fortune Teller and the Three Customers" «Uranaishi to san'nin no kyaku» (占い師と三人の客)                                                      | Филлер                       | 23 марта, 2019      |
| 936     | "Заговор фуд-корта" "Intrigue at the Food Court" «Fūdokōto no inbō» (フードコートの陰謀)                                                                                     | Филлер                       | 13 апреля, 2019     |
| 937     | "Кулак-убийца Талоса (Часть 1)" "The Killer Fist of Talos (Part 1)" «Kyojin Tarosu no Hissatsu Ken (Zenpen)» (巨人タロスの必殺拳 (前編))                                     | Филлер                       | 20 апреля, 2019     |
| 938     | "Кулак-убийца Талоса (Часть 2)" "The Killer Fist of Talos (Part 2)" «Kyojin Tarosu no Hissatsu Ken (Kōhen)» (巨人タロスの必殺拳 (後編))                                      | Филлер                       | 27 апреля, 2019     |
| 939     | "Опасный сбор окаменелостей" "The Dangerous Fossil Finding Trip" «Abunai Kaseki Saishū» (危ない化石採集)                                                                     | Филлер                       | 4 мая, 2019         |
| 940     | "Пропавшая девушка" "The Missing Girlfriend" «Sugata o Keshita Koibito» (姿を消した恋人)                                                                                     | Филлер                       | 11 мая, 2019        |
| 941     | "Найди Марию! (Часть 1)" "Find Maria-chan! (Part 1)" «Maria-chan o Sagase! (Zenpen)» (マリアちゃんをさがせ！（前編）)                                                        | конец 1005-1008 (95 том)     | 1 июня, 2019        |
| 942     | "Найди Марию! (Часть 2)" "Find Maria-chan! (Part 2)" «Maria-chan o Sagase! (Kōhen)» (マリアちゃんをさがせ！（後編）)                                                         | конец 1005-1008 (95 том)     | 8 июня, 2019        |
| 943     | "Коллекция токийской тети" "Tokyo Barls Collection" «Tōkyō Bāruzu Korekushon» (東京婆ールズコレクション)                                                                     | Филлер                       | 15 июня, 2019       |
| 944     | "Цена лайков (Часть 1)" "The Cost of Likes (Part 1)" «Ii ne. No Daishō (Zenpen)» (いいね。の代償（前編）)                                                                    | Филлер                       | 22 июня, 2019       |
| 945     | "Цена лайков (Часть 2)" "The Cost of Likes (Part 2)" «Ii ne. No Daishō (Kōhen)» (いいね。の代償（後編）)                                                                     | Филлер                       | 29 июня, 2019       |
| 946     | "Проклятые слезы Борджиа (Часть 1)" "The Cursed Tears of Borgia (Part 1)" «Noroi no Hōseki Borujia no Namida (Zenpen)» (呪いの宝石ボルジアの涙（前編）)                      | Филлер                       | 13 июля, 2019       |
| 947     | "Проклятые слезы Борджиа (Часть 2)" "The Cursed Tears of Borgia (Part 2)" «Noroi no Hōseki Borujia no Namida (Kōhen)» (呪いの宝石ボルジアの涙（後編）)                       | Филлер                       | 20 июля, 2019       |
| 948     | "Человек, раздавленный динозавром" "The Man Crushed by a Dinosaur" «Kyōryū ni Tsubusareta Otoko» (恐竜につぶされた男)                                                        | Филлер                       | 27 июля, 2019       |
| 949     | "Консультация по неисправности радио (Вызов)" "The Radio Questions and Concerns Show (Challenge Arc)" «Rajio o Nayami Sōdan (Chōsen-hen)» (ラジオお悩み相談（挑戦編）)       | Филлер                       | 3 августа, 2019     |
| 950     | "Консультация по неисправности радио (Решение)" "The Radio Questions and Concerns Show (Solution Arc)" «Rajio o Nayami Sōdan (Nazo Toki-hen)» (ラジオお悩み相談（謎解き編）) | Филлер                       | 10 августа, 2019    |
| 951     | "Свистящий книжный магазин 2" "The Whistling Bookstore 2" «Kiteki no Kikoeru Kosho-ten Tsū» (汽笛の聞こえる古書店2)                                                          | Филлер                       | 17 августа, 2019    |
| 952     | "Загадочный коктейль (Часть 1)" "The Unsolved Cocktail Case (Part 1)" «Meikyū Kakuteru (Zenpen)» (迷宮カクテル（前編）)                                                      | 1009-1012 (95 том)           | 31 августа, 2019    |
| 953     | "Загадочный коктейль (Часть 2)" "The Unsolved Cocktail Case (Part 2)" «Meikyū Kakuteru (Chūhen)» (迷宮カクテル（中編）)                                                      | 1009-1012 (95 том)           | 7 сентября, 2019    |
| 954     | "Загадочный коктейль (Часть 3)" "The Unsolved Cocktail Case (Part 3)" «Meikyū Kakuteru (Kōhen)» (迷宮カクテル（後編）)                                                       | 1009-1012 (95 том)           | 14 сентября, 2019   |
| 955     | "Тайна человеко-насекомых" "The Secret of the Insect Man" «Konchū Ningen no Himitsu» (昆虫人間のヒミツ)                                                                      | Филлер                       | 28 сентября, 2019   |
| 956     | "Раскрывающее тайну водное такси (Часть 1)" "The Mystery-Solving Water Taxi (Part 1)" «Nazo Toki Suijō Basu (Zenpen)» (謎解き水上バス（前編）)                               | Филлер                       | 12 октября, 2019    |
| 957     | "Раскрывающее тайну водное такси (Часть 2)" "The Mystery-Solving Water Taxi (Part 2)" «Nazo Toki Suijō Basu (Kōhen)» (謎解き水上バス（後編）)                                | Филлер                       | 19 октября, 2019    |
| 958     | "Пудель и ружьё (Часть 1)" "The Poodle and the Shotgun (Part 1)" «Pūdoru to Sandanjū (Zenpen)» (プードルと散弾銃（前編）)                                                    | Филлер                       | 9 ноября, 2019      |
| 959     | "Пудель и ружьё (Часть 2)" "The Poodle and the Shotgun (Part 2)" «Pūdoru to Sandanjū (Kōhen)» (プードルと散弾銃（後編）)                                                     | Филлер                       | 16 ноября, 2019     |

### Сезон 30 (2019—2021)
| № серии | Заглавие | Экранизированные главы манги | Трансляция в Японии |
| ------- | --- | ---------------------------- | ------------------- |
| 960     | "Вдова и Молодые детективы" "Miss Lonely and the Detective Boys" «Mizu Ronrī to Tantei-dan» (未亡人と探偵団)                                                                   | Филлер                       | 23 ноября, 2019     |
| 961     | "Загадочный случай глэмпинга" "The Glamping Mystery" «Guranpingu Kai Jiken» (グランピング怪事件)                                                                               | Филлер                       | 30 ноября, 2019     |
| 962     | "Большая лекция Мури Когоро (Часть 1)" "Mori Kogoro's Grand Lecture (Part 1)" «Mōri Kogorō Dai Kōenkai (Zenpen)» (毛利小五郎大講演会（前編）)                                  | Филлер                       | 7 декабря, 2019     |
| 963     | "Большая лекция Мури Когоро (Часть 2)" "Mori Kogoro's Grand Lecture (Part 2)" «Mōri Kogorō Dai Kōenkai (Chūhen)» (毛利小五郎大講演会（中編）)                                  | Филлер                       | 14 декабря, 2019    |
| 964     | "Большая лекция Мури Когоро (Часть 3)" "Mori Kogoro's Grand Lecture (Part 3)" «Mōri Kogorō Dai Kōenkai (Kōhen)» (毛利小五郎大講演会（後編）)                                   | Филлер                       | 21 декабря, 2019    |
| 965     | "Гомера VS Камен Яйба (Пролог)" "Kaiju Gomera VS Kamen Yaiba (Prologue)" «Dai Kaijū Gomera Bāsasu Kamen Yaibā (Jo)» (大怪獣ゴメラvs仮面ヤイバー（序）)                         | Филлер                       | 4 января, 2020      |
| 966     | "Гомера VS Камен Яйба (Интермедия)" "Kaiju Gomera VS Kamen Yaiba (Interlude)" «Dai Kaijū Gomera Bāsasu Kamen Yaibā (Ha)» (大怪獣ゴメラvs仮面ヤイバー（破）)                    | Филлер                       | 11 января, 2020     |
| 967     | "Гомера VS Камен Яйба (Climax)" "Kaiju Gomera VS Kamen Yaiba (Prologue)" «Dai Kaijū Gomera Bāsasu Kamen Yaibā (Kyū)» (大怪獣ゴメラvs仮面ヤイバー（急）)                        | Филлер                       | 18 января, 2020     |
| 968     | "Гомера VS Камен Яйба (Finale)" "Kaiju Gomera VS Kamen Yaiba (Prologue)" «Dai Kaijū Gomera Bāsasu Kamen Yaibā (Ketsu)» (大怪獣ゴメラvs仮面ヤイバー（結）)                      | Филлер                       | 25 января, 2020     |
| 969     | "Загадочный тур от девушки из княжества Кага (Часть 1)" "The Young Kaga Lady's Mystery Tour (Part 1)" «Kaga Reijō Misuterī Tsuā (Zenpen)» (加賀令嬢ミステリーツアー（前編）)   | Филлер                       | 15 февраля, 2020    |
| 970     | "Загадочный тур от девушки из княжества Кага (Часть 2)" "The Young Kaga Lady's Mystery Tour (Part 2)" «Kaga Reijō Misuterī Tsuā (Kōhen)» (加賀令嬢ミステリーツアー（後編）)    | Филлер                       | 22 февраля, 2020    |
| 971     | "Цель: Транспортный отдел полиции (Часть 1)" "MPD Transportation Department (Part 1)" «Tāgetto wa Keishichō Kōtsūbu (Ichi)» (標的は警視庁交通部（一）)                         | 1013-1017 (95-96 тома)       | 7 марта, 2020       |
| 972     | "Цель: Транспортный отдел полиции (Часть 2)" "MPD Transportation Department (Part 2)" «Tāgetto wa Keishichō Kōtsūbu (Ni)» (標的は警視庁交通部（二）)                           | 1013-1017 (95-96 тома)       | 14 марта, 2020      |
| 973     | "Цель: Транспортный отдел полиции (Часть 3)" "MPD Transportation Department (Part 3)" «Tāgetto wa Keishichō Kōtsūbu (San)» (標的は警視庁交通部（三）)                          | 1013-1017 (95-96 тома)       | 21 марта, 2020      |
| 974     | "Цель: Транспортный отдел полиции (Часть 4)" "MPD Transportation Department (Part 4)" «Tāgetto wa Keishichō Kōtsūbu (Yon)» (標的は警視庁交通部（四）)                          | 1013-1017 (95-96 тома)       | 28 марта, 2020      |
| 975     | "Секрет поиска жены" "The Secret of the Search for His Wife" «Tsuma Sagashi no Himitsu» (妻探しの秘密)                                                                         | Филлер                       | 4 июля, 2020        |
| 976     | "«За ними, детектив такси!»" "«Follow Them! Detective Taxi»" «Tsuiseki! Tantei Takushī» (追跡！探偵タクシー)                                                                   | Филлер                       | 18 июля, 2020       |
| 977     | "Сломанный аквариум" "The Broken Fishbowl" «Wareta Kingyobachi» (割れた金魚鉢)                                                                                                 | Филлер                       | 1 августа, 2020     |
| 978     | "Инцидент на том берегу" "The Case On the Opposite Shore" «Taigan no Jiken» (対岸の事件)                                                                                       | Филлер                       | 15 августа, 2020    |
| 979     | "Детективов водят за нос" "Leading a Detective Around By the Nose" «Tantei o Hikizurimawasu» (探偵を引きずり回す)                                                              | Филлер                       | 29 августа, 2020    |
| 980     | "Советы для идеального преступления" "An Encouragement of the Perfect Crime" «Kanzen Hanzai no Susume» (完全犯罪のススメ)                                                      | Филлер                       | 5 сентября, 2020    |
| 981     | "Добро пожаловать в ресторан Бочан! (Часть 1)" "Welcome to Bocchan Restaurant (Part 1)" «Botchantei e Yōkoso (Zenpen)» (坊っちゃん亭へようこそ（前編）)                        | Филлер                       | 19 сентября, 2020   |
| 982     | "Добро пожаловать в ресторан Бочан! (Часть 2)" "Welcome to Bocchan Restaurant (Part 2)" «Botchantei e Yōkoso (Kōhen)» (坊っちゃん亭へようこそ（後編）)                         | Филлер                       | 26 сентября, 2020   |
| 983     | "Кид против Комей. Цель - поцелуй (Часть 1)" "Kid vs. Komei the Targeted Lips (Part 1)" «Kiddo Bāsasu Kōmei Nerawareta Kuchibiru (Zenpen)» (キッドＶＳ高明 狙われた唇（前編）) | 1018-1021 (96 том)           | 3 октября, 2020     |
| 984     | "Кид против Комей. Цель - поцелуй (Часть 2)" "Kid vs. Komei the Targeted Lips (Part 2)" «Kiddo Bāsasu Kōmei Nerawareta Kuchibiru (Kōhen)» (キッドＶＳ高明 狙われた唇（後編）)  | 1018-1021 (96 том)           | 10 октября, 2020    |
| 985     | "Два лица (Часть 1)" "The Two Faces (Part 1)" «Futatsu no Sugao (Zenpen)» (二つの素顔（前編）)                                                                                 | Филлер                       | 24 октября, 2020    |
| 986     | "Два лица (Часть 2)" "The Two Faces (Part 2)" «Futatsu no Sugao (Kōhen)» (二つの素顔（後編）)                                                                                  | Филлер                       | 31 октября, 2020    |
| 987     | "Обед в честь закрытия компании" "The Company Dissolution Party" «Kaisha Kaisan Pāti» (会社解散パーティ)                                                                       | Филлер                       | 7 ноября, 2020      |
| 988     | "Конфликтующие девушки" "The Feuding Girls" «Igamiau Otome-tachi» (いがみ合う乙女達)                                                                                           | Филлер                       | 14 ноября, 2020     |
| 989     | "Инцидент с дневником Аюми" "The Case of Ayumi's Illustrated Diary" «Ayumi no Enikki Jikenbo» (歩美の絵日記事件簿)                                                             | Филлер                       | 5 декабря, 2020     |
| 990     | "Автоматическая Трагедия (Часть 1)" "The Automatic Tragedy (Part 1)" «Ōtomatikku Higeki (Zenpen)» (オートマティック悲劇（前編）)                                               | Филлер                       | 12 декабря, 2020    |
| 991     | "Автоматическая Трагедия (Часть 2)" "The Automatic Tragedy (Part 2)" «Ōtomatikku Higeki (Kōhen)» (オートマティック悲劇（後編）)                                                | Филлер                       | 19 декабря, 2020    |
| 992     | "Убийство в городском кафе" "Murder at the Townhouse Café" «Machiya Kafe de no Jiken» (町家カフェでの事件)                                                                     | Филлер                       | 26 декабря, 2020    |
| 993     | "Новый актёр Макото Кёгоку (Часть 1)" "Kyogoku Makoto the Understudy (Part 1)" «Daiyaku Kyōgoku Makoto (Zenpen)» (代役・京極真（前編）)                                        | 1022-1026 (96-97 тома)       | 9 января, 2021      |
| 994     | "Новый актёр Макото Кёгоку (Часть 2)" "Kyogoku Makoto the Understudy (Part 2)" «Daiyaku Kyōgoku Makoto (Chūhen)» (代役・京極真（中編）)                                        | 1022-1026 (96-97 тома)       | 16 января, 2021     |
| 995     | "Новый актёр Макото Кёгоку (Часть 3)" "Kyogoku Makoto the Understudy (Part 3)" «Daiyaku Kyōgoku Makoto (Kōhen)» (代役・京極真（後編）)                                         | 1022-1026 (96-97 тома)       | 23 января, 2021     |
| 996     | "Искусный ястреб скрывает свою вину" "The Skilled Hawk Hides His Crimes" «Nō Aru Taka wa Tsumi o Kakusu» (能ある鷹は罪を隠す)                                                  | Филлер                       | 30 января, 2021     |
| 997     | "Заговор Деревни Улыбок" "The Conspiracy of the Smile Village" «Sumairu no Sato no Inbō» (スマイルの里の陰謀)                                                                  | Филлер                       | 13 февраля, 2021    |
| 998     | "Сковорода Ненависти" "The Hatred Frypan" «Nikushimi no Furaipan» (憎しみのフライパン)                                                                                         | Филлер                       | 22 февраля, 2021    |
| 999     | "Раздражающая доброта" "Annoying Kindness" «Meiwaku na Shinsetsushin» (迷惑な親切心)                                                                                           | Филлер                       | 27 февраля, 2021    |

### Сезон 31 (2021—)
| № серии | Заглавие | Экранизированные главы манги    | Трансляция в Японии |
| ------- | --- | ------------------------------- | ------------------- |
| 1000    | "Дело об убийствах при «Лунной сонате» (Часть 1)" "The Moonlight Sonata Murder (Part 1)" «Piano Sonata "Gekkō" Satsujin Jiken (Zenpen)» (ピアノソナタ『月光』殺人事件（前編）)                                                                          | 62-67 (7 том)                   | 6 марта, 2021       |
| 1001    | "Дело об убийствах при «Лунной сонате» (Часть 2)" "The Moonlight Sonata Murder (Part 2)" «Piano Sonata "Gekkō" Satsujin Jiken (Kōhen)» (ピアノソナタ『月光』殺人事件（後編）)                                                                           | 62-67 (7 том)                   | 13 марта, 2021      |
| 1002    | "Тайна пыли на торговой улице Бейки" "Beika Shopping District Dust Mystery" «Beika Shōtengai Dasuto Misuterī» (米花商店街ダストミステリー) | Филлер                          | 17 апреля, 2021     |
| 1003    | "Идеальное преступление на 36 клеток (Часть 1)" "The 36-Cell Perfect Game (Part One)" «Sanjūroku Masu no Pāfekuto Gēmu (Zenpen)» (36マスの完全犯罪（前編）)                                                                                             | 1027-1031 (97 том)              | 24 апреля, 2021     |
| 1004    | "Идеальное преступление на 36 клеток (Часть 2)" "The 36-Cell Perfect Game (Part Two)" «Sanjūroku Masu no Pāfekuto Gēmu (Chūhen)» (36マスの完全犯罪（中編）)                                                                                             | 1027-1031 (97 том)              | 1 мая, 2021         |
| 1005    | "Идеальное преступление на 36 клеток (Часть 3)" "The 36-Cell Perfect Game (Part Three)" «Sanjūroku Masu no Pāfekuto Gēmu (Kōhen)» (36マスの完全犯罪（後編）)                                                                                            | 1027-1031 (97 том)              | 8 мая, 2021         |
| 1006    | "Кто положил яд" "Who Put the Poison" «Doku o Ireta no wa Dare» (毒を入れたのは誰) | Филлер                          | 15 мая, 2021        |
| 1007    | "Месть (Часть 1)" "Out For Revenge (Part One)" «Fukushū-sha (Zenpen)» (復讐者（前編）) | Филлер                          | 5 июня, 2021        |
| 1008    | "Месть (Часть 2)" "Out For Revenge (Part Two)" «Fukushū-sha (Kōhen)» (復讐者（後編）) | Филлер                          | 12 июня, 2021       |
| 1009    | "Потерянный предмет пахнет инцидентом" "The Lost Item Smells the Incident" «Otoshimono wa Jiken no Nioi» (落し物は事件のにおい) | Филлер                          | 19 июня, 2021       |
| 1010    | "Кайоко Какурай" "Kayoko Kakurai" «Kakurai Kayoko» (加倉井加代子) | Филлер                          | 26 июня, 2021       |
| 1011    | "Сбор дикорастущих растений и клевера (Часть 1)" "Picking Wild Plants and Clovers (Part One)" «Sansai Gari to Kurōbā (Zenpen)» (山菜狩りとクローバー（前編）)                                                                                           | 1032-1034 (97 том)              | 10 июля, 2021       |
| 1012    | "Сбор дикорастущих растений и клевера (Часть 2)" "Picking Wild Plants and Clovers (Part Two)" «Sansai Gari to Kurōbā (Kōhen)» (山菜狩りとクローバー（後編）)                                                                                            | 1032-1034 (97 том)              | 17 июля, 2021       |
| 1013    | "Человек, который слишком сильно любил" "The Man We Loved Too Much" «Aishi Sugita Otoko» (愛しすぎた男) | Филлер                          | 24 июля, 2021       |
| 1014    | "Писатель по имени Король Демонов" "The Novelist Called the Demon King" «Maō to Yobareta Shōsetsuka» (魔王と呼ばれた小説家) | Филлер                          | 31 июля, 2021       |
| 1015    | "Засада" "Stakeout" «Harikomi» (張り込み) | Филлер                          | 14 августа, 2021    |
| 1016    | "Инцидент со снайпером на монорельсовой дороге (Часть 1)" "Monorail Sniper Case (Part One)" «Monorēru Sogeki Jiken (Zenpen)» (モノレール狙撃事件（前編）)                                                                                               | Филлер                          | 28 августа, 2021    |
| 1017    | "Инцидент со снайпером на монорельсовой дороге (Часть 2)" "Monorail Sniper Case (Part Two)" «Monorēru Sogeki Jiken (Kōhen)» (モノレール狙撃事件（後編）)                                                                                                | Филлер                          | 4 сентября, 2021    |
| 1018    | "Антикварный поднос невозможно спрятать (Часть 1)" "The Antique Tray Can't Be Hidden (Part One)" «Kottō Bon wa Kakusenai (Zenpen)» (骨董盆は隠せない（前編）)                                                                                           | 1035-1038 (97-98 тома)          | 11 сентября, 2021   |
| 1019    | "Антикварный поднос невозможно спрятать (Часть 2)" "The Antique Tray Can't Be Hidden (Part Two)" «Kottō Bon wa Kakusenai (Chūhen)» (骨董盆は隠せない（中編）)                                                                                           | 1035-1038 (97-98 тома)          | 18 сентября, 2021   |
| 1020    | "Антикварный поднос невозможно спрятать (Часть 3)" "The Antique Tray Can't Be Hidden (Part Three)" «Kottō Bon wa Kakusenai (Kōhen)» (骨董盆は隠せない（後編）)                                                                                          | 1035-1038 (97-98 тома)          | 25 сентября, 2021   |
| 1021    | "Хоровод плохих друзей" "Rondo of Bad Friends" «Akuyū-tachi no Rinbu» (悪友たちの輪舞) | Филлер                          | 2 октября, 2021     |
| 1022    | "Проклятый музей" "Curse Museum" «Noroi no Myūjiamu» (呪いのミュージアム) | Филлер                          | 9 октября, 2021     |
| 1023    | "Свистящий книжный магазин 3" "The Whistling Bookstore 3" «Kiteki no Kikoeru Kosho-ten Surī» (汽笛の聞こえる古書店3) | Филлер                          | 16 октября, 2021    |
| 1024    | "Вызов Момидзи Ооки (Часть 1)" "Momiji Ooka's Challenge (Part 1)" «Ōoka Momiji no Chōsenjō (Zenpen)» (大岡紅葉の挑戦状（前編）) | 1039-1042 (97-98 тома)          | 30 октября, 2021    |
| 1025    | "Вызов Момидзи Ооки (Часть 2)" "Momiji Ooka's Challenge (Part 2)" «Ōoka Momiji no Chōsenjō (Kōhen)» (大岡紅葉の挑戦状（後編）) | 1039-1042 (97-98 тома)          | 6 ноября, 2021      |
| 1026    | "Молчаливый свидетель" "The Wordless Witness" «Ienai Mokugekisha» (言えない目撃者) | Филлер                          | 13 ноября, 2021     |
| 1027    | "За кулисами" "Beyond the Curtain" «Kāten no Mukōgawa» (カーテンの向こう側) | Филлер                          | 20 ноября, 2021     |
| 1028    | "Баллада о женщине, любящей пирожные" "Ballad of the Woman Who Loved Cake" «Kēki o Aisuru Onna no Barādo» (ケーキを愛する女のバラード) | Филлер                          | 27 ноября, 2021     |
| 1029    | "Полицейская академия - Арка Дикой Полицейской истории. Дело: Мацуда Дзиньпэй" "Police Academy Arc Wild Police Story CASE. Matsuda Jinpei" «Keisatsu Gakkō-hen Wairudo Porīsu Sutōrī Kēsu. Matsuda Jinpei» (警察学校編 Wild Police Story CASE.松田陣平) | 1-3 (1 том «Wild Police Story») | 4 декабря, 2021     |
| 1030    | "Пустой год (Часть 1)" "The Blank Year (Part 1)" «Kūhaku no ichinen (Zenpen)» (空白の一年(前編)) | Филлер                          | 11 декабря, 2021    |
| 1031    | "Пустой год (Часть 2)" "The Blank Year (Part 2)" «Kūhaku no ichinen (Kōhen)» (空白の一年(後編)) | Филлер                          | 18 декабря, 2021    |
| 1032    | "Модель — Мори Ран" "Mori Ran, the Model" «Moderu, Mōri Ran» (モデル、毛利蘭) | Филлер                          | 25 декабря, 2021    |
| 1033    | "Доска Сёги Тайко Мэйдзина (Первый ход)" "Taiko Meijin's Shogi Board (Opening Move)" «Taikō Meijin no Shōgi-ban (Shote-hen)» (太閤名人の将棋盤（初手編）)                                                                                               | 1043-1046 (98 том)              | 8 января, 2022      |
| 1034    | "Доска Сёги Тайко Мэйдзина (Блестящий ход)" "Taiko Meijin's Shogi Board (Brilliant Move)" «Taikō Meijin no Shōgi-ban (Myōshu-hen)» (太閤名人の将棋盤（妙手編）)                                                                                         | 1043-1046 (98 том)              | 15 января, 2022     |
| 1035    | "Доска Сёги Тайко Мэйдзина (Шах и Мат)" "Taiko Meijin's Shogi Board (Checkmate)" «Taikō Meijin no Shōgi-ban (Ōte-hen)» (太閤名人の将棋盤（王手編）) | 1043-1046 (98 том)              | 22 января, 2022     |
| 1036    | "Белая мгла (Часть 1)" "Whiteout (Part One)" «Howaito Auto (Zenpen)» (ホワイトアウト（前編）) | Филлер                          | 29 января, 2022     |
| 1037    | "Белая мгла (Часть 2)" "Whiteout (Part Two)" «Howaito Auto (Kōhen)» (ホワイトアウト（後編）) | Филлер                          | 5 февраля, 2022     |
| 1038    | "Арка Полицейской академии. Дело: Датэ Ватару" "Police Academy Arc CASE. Date Wataru" «Keisatsu Gakkō-hen Kēsu. Date Wataru» (警察学校編CASE.伊達航) | 4-6 (1 том «Wild Police Story») | 12 марта, 2022      |
| 1039    | "Летающая тыква на Хэллоуин" "The Flying Halloween Pumpkin" «Soratobu Harowin Kabocha» (空飛ぶハロウィンカボチャ) | Филлер                          | 16 апреля, 2022     |
| 1040    | "Инцидент с дневником Аюми 2" "The Case of Ayumi's Illustrated Diary 2" «Ayumi no Enikki Jikenbo Tsū» (歩美の絵日記事件簿２) | Филлер                          | 23 апреля, 2022     |
| 1041    | "Неустановленное алиби" "The Unstated Alibi" «Ienai Aribai» (言えないアリバイ) | Филлер                          | 30 апреля, 2022     |
| 1042    | "Арка Полицейской академии. Дело: Кэндзи Хагивара" "Police Academy Arc CASE. Kenji Hagiwara" «Keisatsu gakkō-hen kēsu Hagiwara Kenji» (警察学校編 Wild Police Story CASE 萩原研二)                                                                      | 7-9 (2 том «Wild Police Story») | 7 мая, 2022         |
| 1043    | "Фигура мести" "The Figure of Revenge" «Fukushū no Figyua» (復讐のフィギュア) | Филлер                          | 14 мая, 2022        |
| 1044    | "Бутадзиру — смертельный сигнал" "The Deadly Pork Soup Signal" «Tonjiru wa Inochigake no Aizu» (豚汁は命がけの合図) | Филлер                          | 21 мая, 2022        |
| 1045    | "Вечеринка по случаю дня рождения с божественным наказанием (Часть 1)" "Birthday Party With a Divine Punishment (Part 1)" «Tenbatsu Kudaru Tanjō Pātī (Zenpen)» (天罰くだる誕生パーティー（前編）)                                                      | 1047-1050 (98-99 тома)          | 4 июня, 2022        |
| 1046    | "Вечеринка по случаю дня рождения с божественным наказанием (Часть 2)" "Birthday Party With a Divine Punishment (Part 2)" «Tenbatsu Kudaru Tanjō Pātī (Kōhen)» (天罰くだる誕生パーティー（後編）)                                                       | 1047-1050 (98-99 тома)          | 11 июня, 2022       |
| 1047    | "Жуткая игра красных овец (Часть 1)" "The Red Sheep's Eerie Game (Part 1)" «Akai Hitsuji no Bukimina Gēmu (Zenpen)» (赤いヒツジの不気味なゲーム（前編）)                                                                                                | Филлер                          | 18 июня, 2022       |
| 1048    | "Жуткая игра красных овец (Часть 2)" "The Red Sheep's Eerie Game (Part 2)" «Akai Hitsuji no Bukimina Gēmu (Kōhen)» (赤いヒツジの不気味なゲーム（後編）)                                                                                                 | Филлер                          | 25 июня, 2022       |
| 1049    | "Кризис полицейской карьеры Мэгурэ" "The Threat to Megure's Police Career" «Megure, Keiji Jinsei no Kiki» (目暮、刑事人生の危機) | Филлер                          | 9 июля, 2022        |